# Теория графов

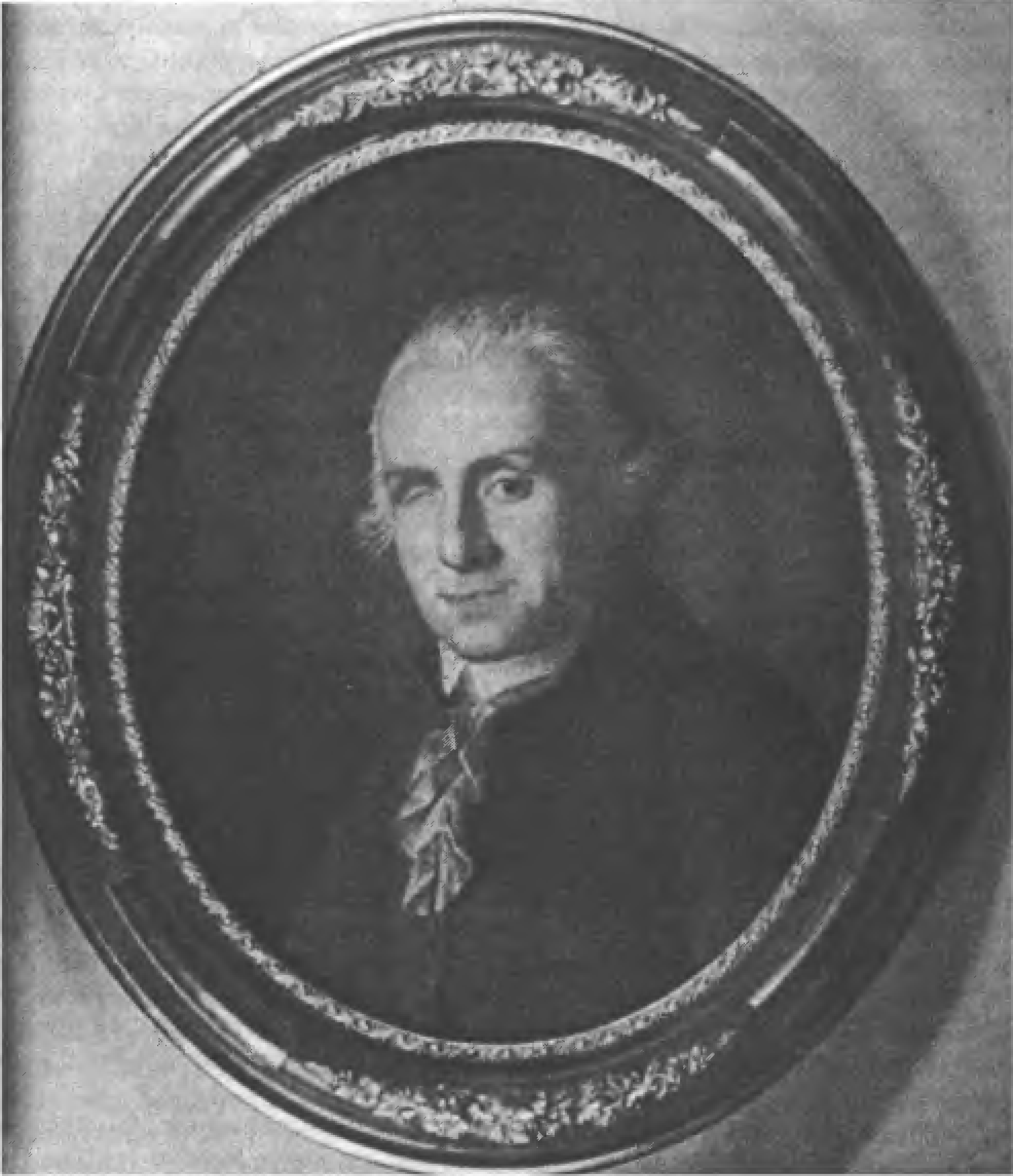
Отец теории графов Леонард Эйлер

Тео́рия гра́фов — раздел дискретной математики, изучающий графы, одна из ветвей топологии. В самом общем смысле граф — это множество точек (вершин, узлов), которые соединяются множеством линий (рёбер, дуг). Теория графов (то есть систем линий, соединяющих заданные точки) включена в учебные программы для начинающих математиков, поскольку:
- как и геометрия, обладает наглядностью;
- как и теория чисел, проста в объяснении и имеет сложные нерешённые задачи;
- не имеет громоздкого математического аппарата («комбинаторные методы нахождения нужного упорядочения объектов существенно отличаются от классических методов анализа поведения систем с помощью уравнений»[6]);
- имеет выраженный прикладной характер.

На протяжении более сотни лет развитие теории графов определялось в основном проблемой четырёх красок. Решение этой задачи в 1976 году оказалось поворотным моментом истории теории графов, после которого произошло её развитие как основы современной прикладной математики. Универсальность графов незаменима при проектировании и анализе коммуникационных сетей.
Теория графов, как математическое орудие, приложима как к наукам о поведении (теории информации, кибернетике, теории игр, теории систем, транспортным сетям), так и к чисто абстрактным дисциплинам (теории множеств, теории матриц, теории групп и так далее).
Несмотря на разнообразные, усложнённые, малопонятные и специализированные термины многие модельные (схемные, структурные) и конфигурационные проблемы переформулируются на языке теории графов, что позволяет значительно проще выявить их концептуальные трудности. В разных областях знаний понятие «граф» может встречаться под следующими названиями:
- структура (гражданское строительство);
- сеть (электротехника);
- социограмма (социология и экономика);
- молекулярная структура (химия);
- навигационная карта (картография);
- распределительная сеть (энергетика)

и так далее.

## Первые использования и открытия графов
Теория графов как раздел прикладной математики «открывалась» несколько раз. Ключ к пониманию теории графов и её комбинаторной сущности отражены в словах Джеймса Сильвестра: «Теория отростков (англ. ramification) — одна из теорий чистого обобщения, для неё не существенны ни размеры, ни положение объекта; в ней используются геометрические линии, но они относятся к делу не больше, чем такие же линии в генеалогических таблицах помогают объяснять законы воспроизведения».

### Первое использование диаграммы графа в науке

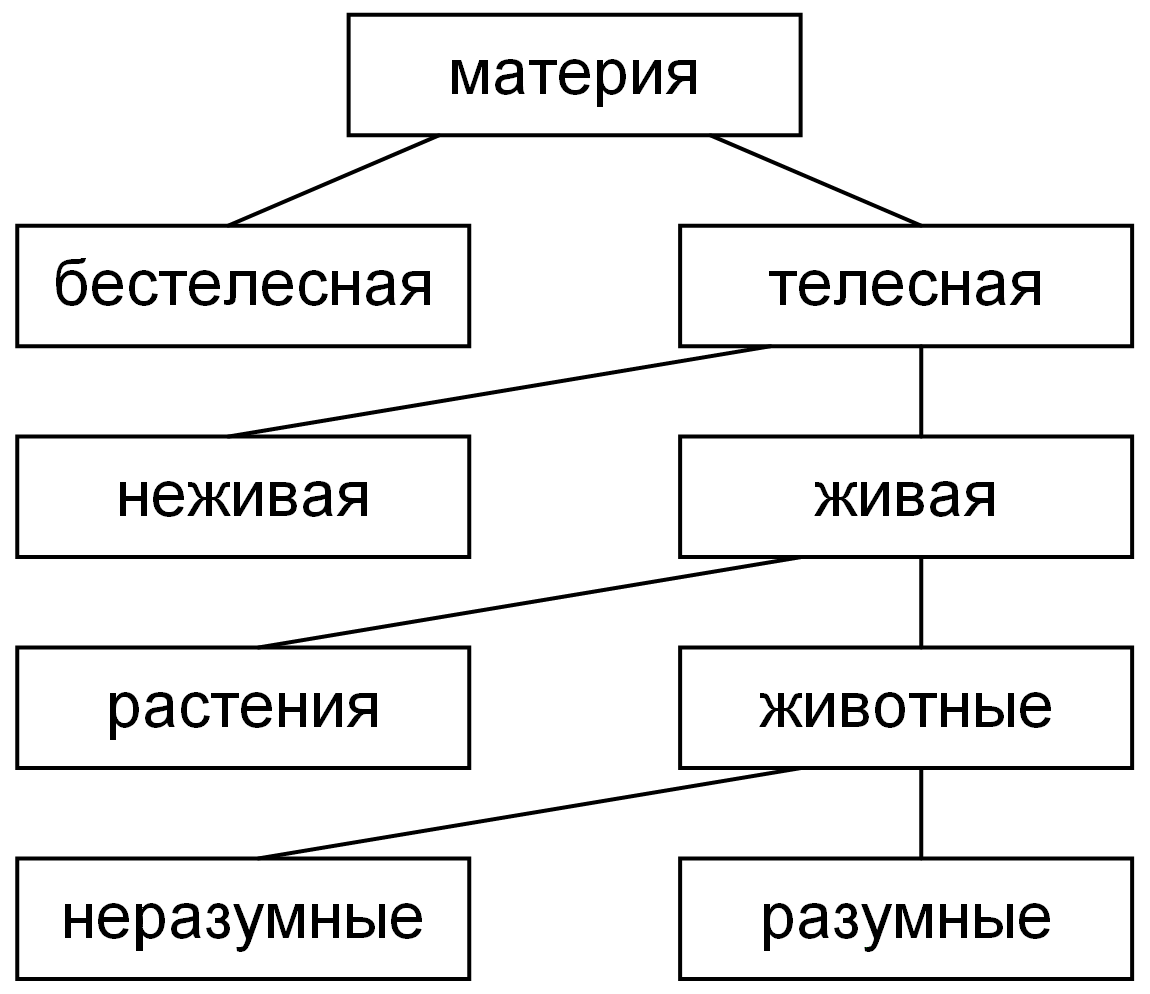
Дерево Порфирия

Диаграмма одной из разновидностей графа — дерева — использовалась издавна (конечно, без понимания, что это «граф»). Генеалогическое древо применялось для наглядного представления родственных связей. Но только античный комментатор работ Аристотеля финикийский философ и математик Порфирий использовал изображение дерева в науке как иллюстрацию дихотомического деления в своей работе «Введение» (греч. Εἰσαγωγή, лат. Isagoge) для классификации философского понятия материи.

### Первое использование и «открытие» теории графов

Мультиграф задачи о кёнигсбергских мостах

Швейцарский, прусский и российский математик Леонард Эйлер в статье (на латинском языке, изданной Петербургской академией наук) о решении знаменитой задачи о кёнигсбергских мостах, датированной 1736 годом, первым применил идеи теории графов при доказательстве некоторых утверждений. При этом Эйлер не использовал ни сам термин «граф», ни какие-либо термины теории графов, ни изображения графов. Леонард Эйлер считается отцом теории графов (как и топологии), открывшим понятие графа, а 1736 год назначен годом рождения теории графов.

### Второе «открытие» графов
В 1847 году немецкий физик Густав Кирхгоф фактически разработал теорию деревьев при решении системы уравнений для нахождения величины силы тока в каждом контуре электрической цепи. Кирхгоф фактически изучал вместо электрической цепи соответствующий ей граф и показал, что для решения системы уравнений нет необходимости анализировать каждый цикл графа, достаточно рассмотреть только независимые циклы, определяемые любым остовным деревом графа.

Пример электрической цепи, соответствующего ей графа и остовного дерева
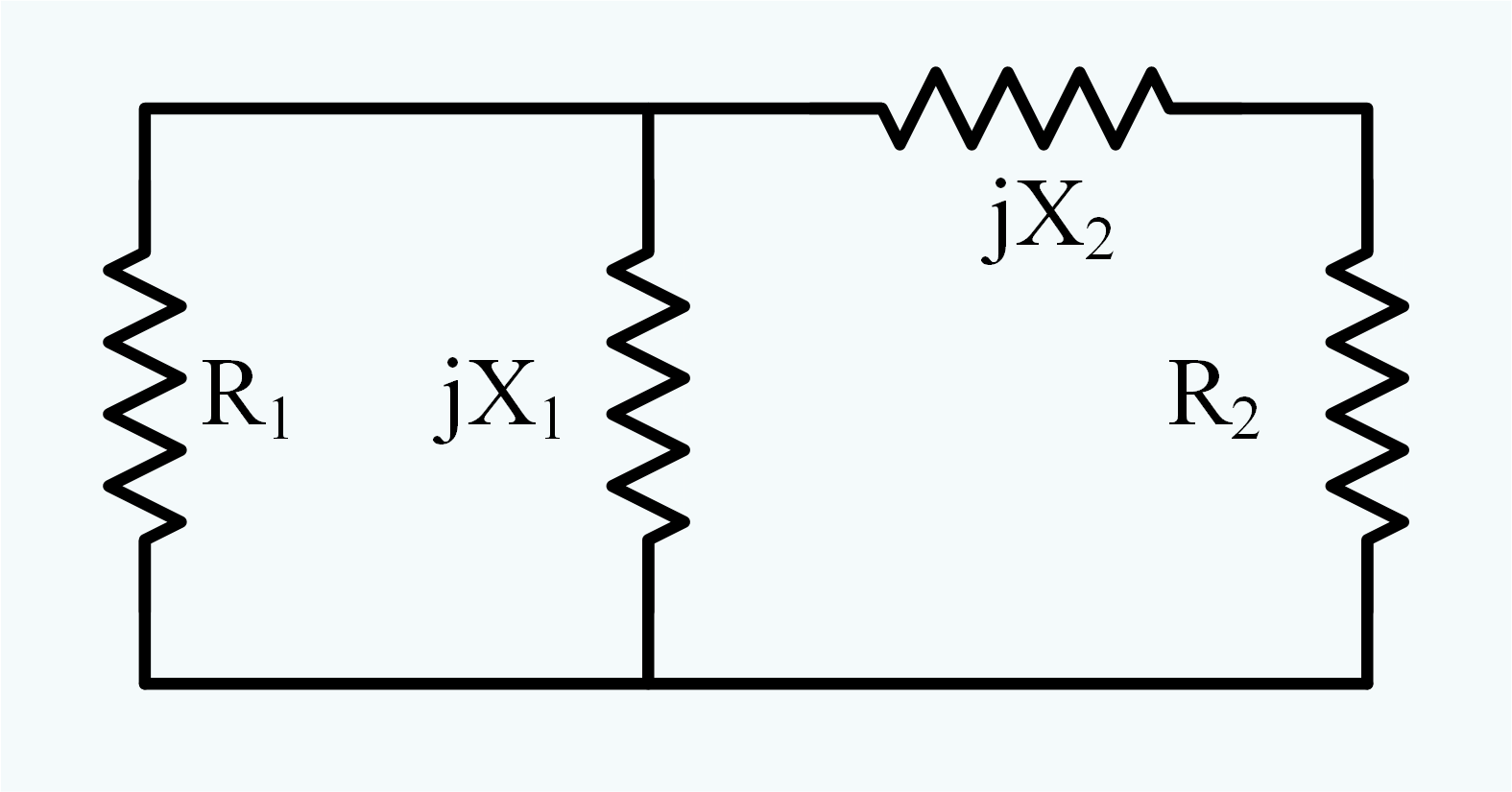
Электрическая цепь 'N
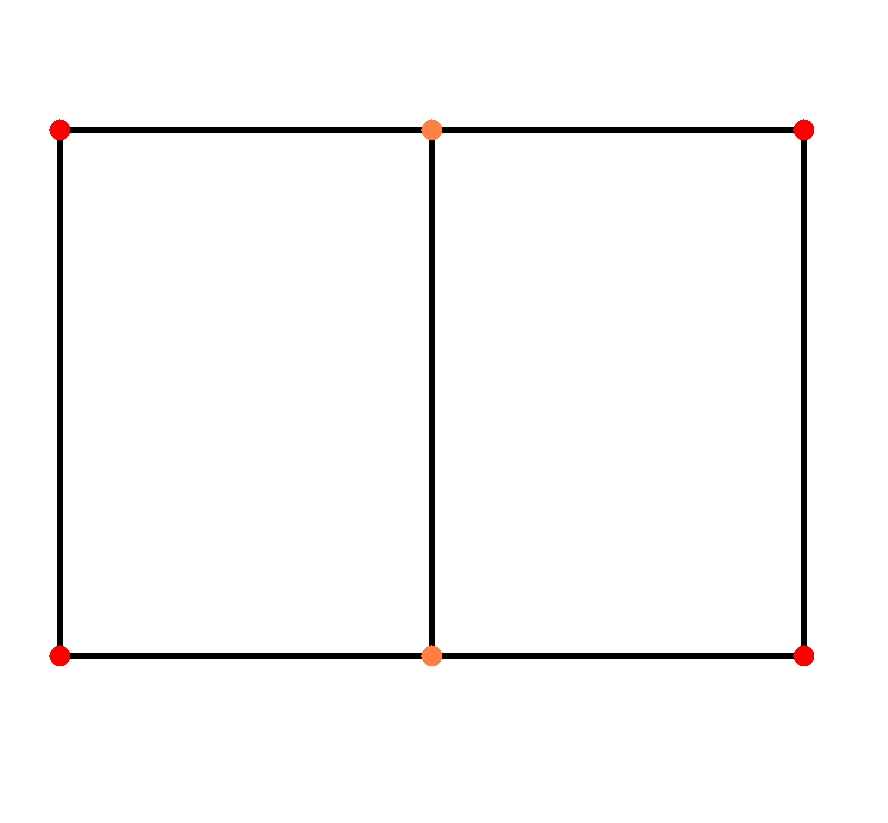
Граф G, соответствующий электрической цепи
Остовое дерево T графа G

### Третье «открытие» графов
В 1857 году английский математик Артур Кэли, занимаясь практическими задачами органической химии, открыл важный класс графов — деревья. Кэли пытался перечислить химические изомеры предельных (насыщенных) углеводородов CnH2n+2 с фиксированным числом n атомов углерода.

Первые четыре линейных алкана (насыщенных углеводорода)
Метан CH4
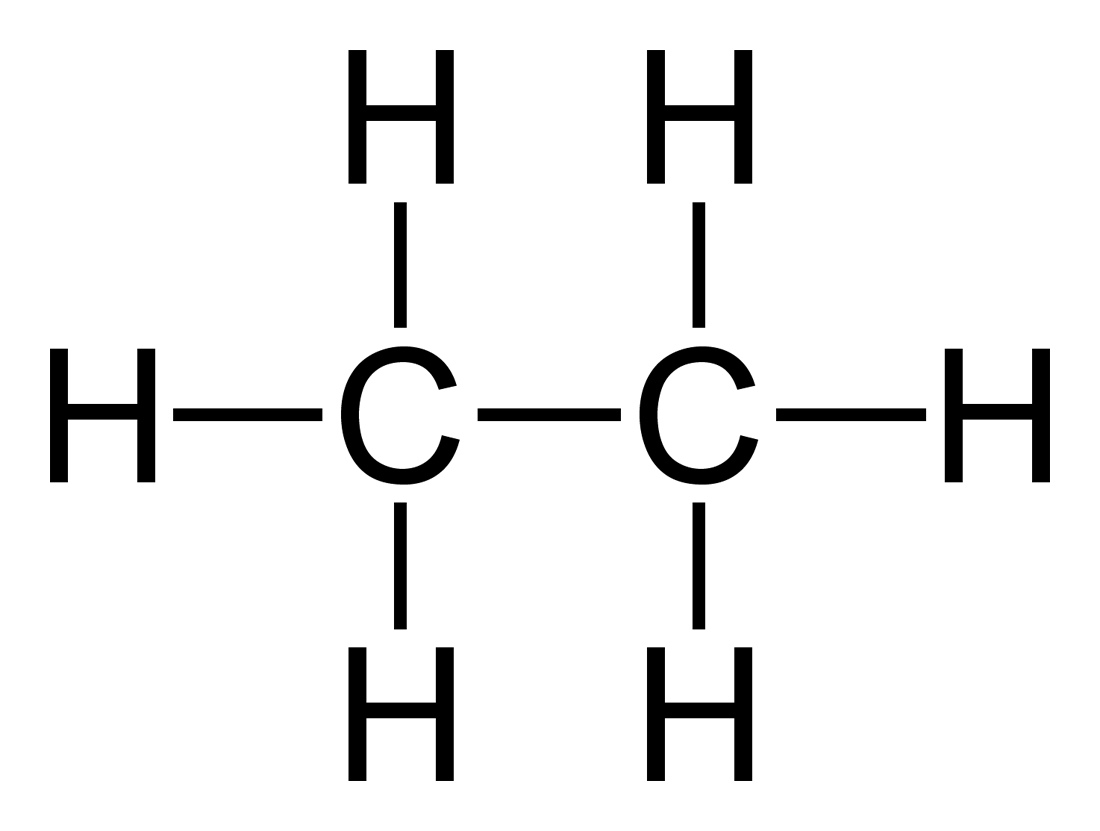
Этан C2H6
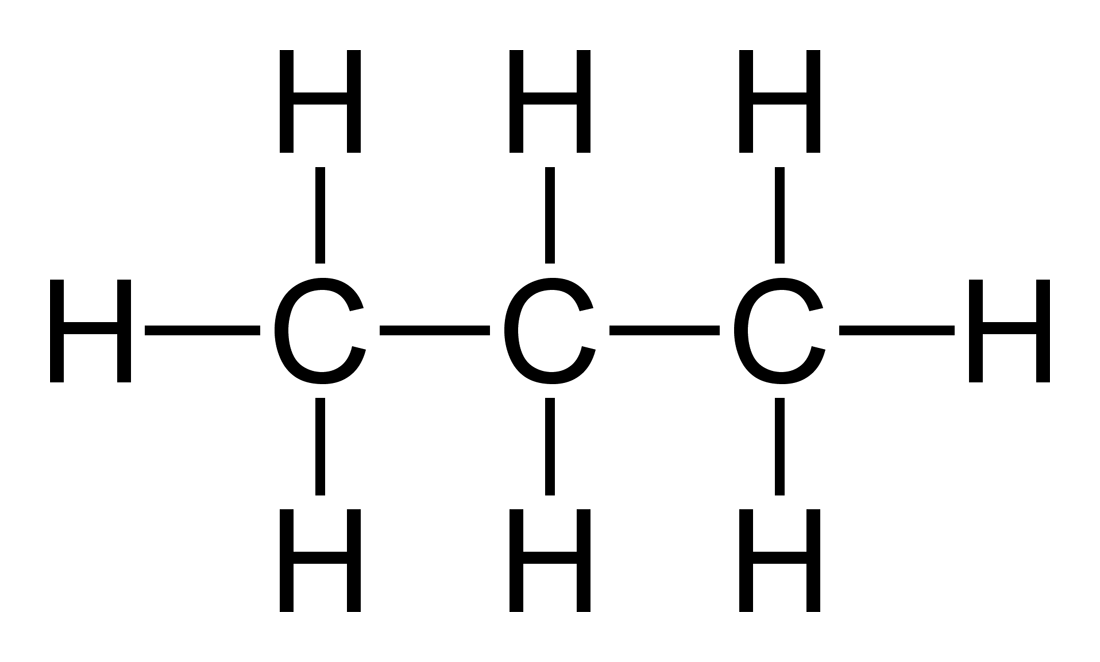
Пропан C3H8
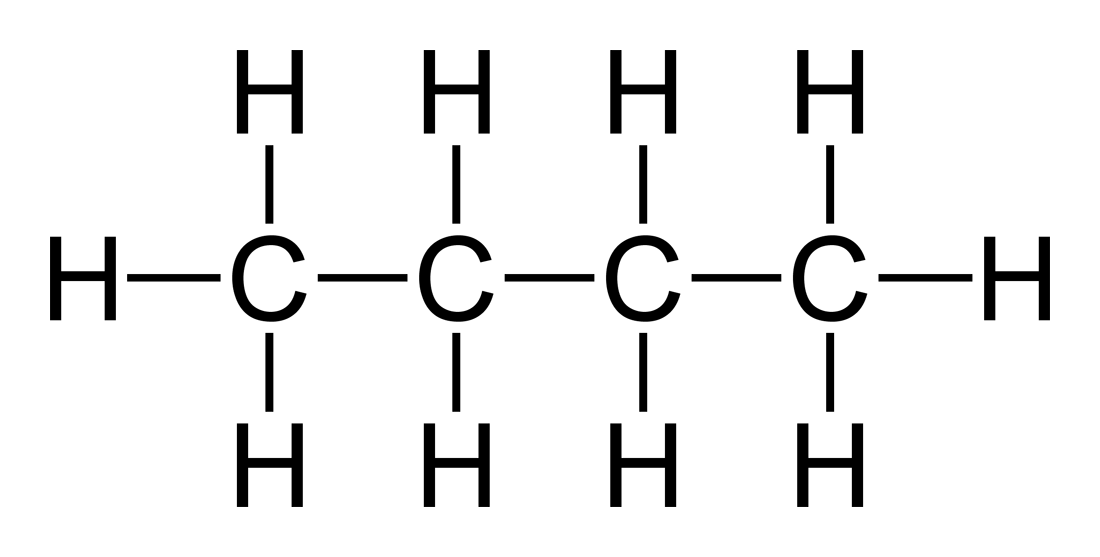
Бутан C4H10

### Четвёртое «открытие» графов
В 1859 году ирландский математик сэр Уильям Гамильтон придумал игру «Вокруг света». В этой игре использовался додекаэдр, каждая из 20 вершин которого соответствовала известному городу. От играющего требовалось обойти «вокруг света», то есть пройти по рёбрам додекаэдра так, чтобы пройти через каждую вершину ровно один раз.

Игра Гамильтона «Вокруг света»
Обход вершин додекаэдра на многограннике
Обход вершин на проекции додекаэдра на плоскость

### Пятое «открытие» графов
В 1869 году, независимо от Артура Кэли, французский математик Камиль Жордан (в частности, в статье « Sur les assemblages de lignes ») придумал и исследовал деревья в рамках чистой математики. При этом Жордан использовал термины теории графов «вершина» (фр. sommet) и «ребро» (фр. arête), но вместо термина «граф» было «соединение рёбер» (фр. assemblage d’arêtes) или просто «соединение» (фр. assemblage). Рисунки Жордан не использовал. При этом Жордан не подозревал о значении своего открытия для органической химии.

Soient x, y, z, u, … des points en nombre quelconque ; xy, xz, yu, … des arêtes droites ou courbes, mais non bifurquées, dont chacune joint ensemble deux de ces points. Nous appellerons un semblable système un assemblage d’arêtes, dont x, y, z, u, … sont les sommets.
— M. Camille Jordan. Sur les assemblages de lignes)

### Возникновение слова «граф»
Первое появление слова «граф» в смысле теории графов состоялось в 1878 году в краткой заметке (на английском языке) английского математика Джеймса Сильвестра в журнале Nature и имеет графическое происхождение как обобщение понятий «диаграмма Кекуле» и «химикограф».

Every invariant and covariant thus becomes expressible by a graph precisely identical with a Kekuléan diagram or chemicograph.
— Silvester J. J. Chemistry and algebra (italics as in the original)
В переводе:

Таким образом, каждый инвариант и ковариант выражается некоторым графом, точно идентичным диаграмме Кекуле или химикографу.
— Сильвестр Дж. Дж. Химия и алгебра, 1878 (курсив оригинала)

### Начало систематического использования слова «граф» и диаграмм графов

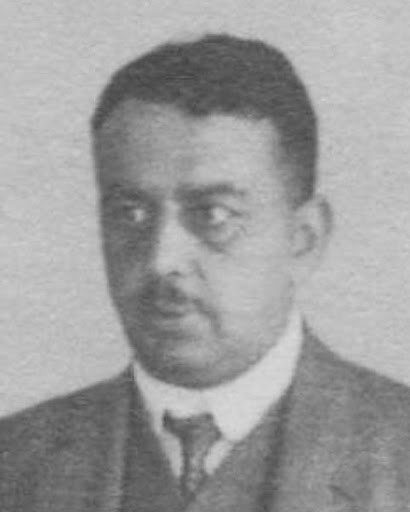
Денеш Кёниг

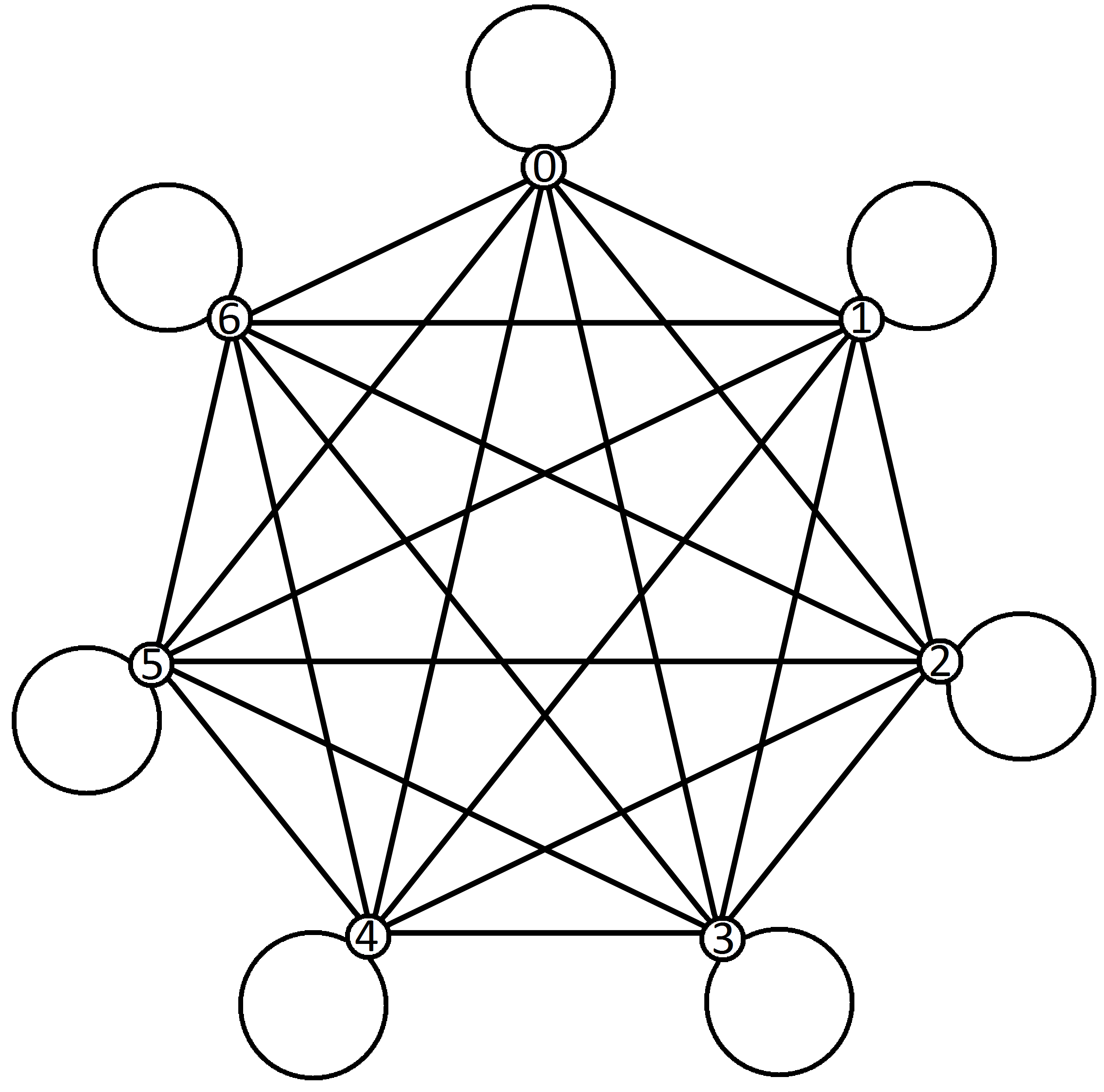
Псевдограф домино (28 костей)

Мы привычно рисуем точки, изображающие людей, населённые пункты, химические молекулы и т. д., и соединяем эти точки линиями, означающими отношения. Это социограммы (в психологии), симплексы (в топологии), электрические цепи (в физике), диаграммы организации (в экономике), сети коммуникаций, генеалогические деревья и т. д. В начале XX века венгерский математик Денеш Кёниг первый предложил называть эти схемы «графами» и изучать их общие свойства. В 1936 году вышла первая в мире книга по теории графов (на немецком языке) Денеша Кёнига «Теория конечных и бесконечных графов» с большей частью результатов за прошедшие 200 лет, начиная с 1736 года — даты выхода первой статьи Леонарда Эйлера по теории графов с решением задачи о кёнигсбергских мостах. В частности, в книге Кёнига имеется общий параграф для задачи о кёнигсбергских мостах и задаче о домино (построение замкнутой цепи из всех костей домино по правилам игры).

## История возникновения теории графов
Теория графов (другими словами, системы линий, соединяющих заданные точки) очень удобна для начинающих:
- имеет геометрическую наглядность;
- имеет математическую содержательность;
- не имеет громоздкого математического аппарата.

«Как и теория чисел, теория графов концептуально проста, но порождает сложные нерешённые проблемы. Как и геометрия, она визуально приятна.
Эти два аспекта, наряду с их разнообразными приложениями, делают теорию графов идеальным предметом для включения в учебные программы по математике».
Возникновение этого раздела математики в XVIII веке связано с математическими головоломками. Достаточно продолжительное время теория графов была «несерьёзна» и целиком связана с играми и развлечениями. Такая судьба теории графов повторяет судьбу теории вероятностей, также сначала находившей себе применение только в азартных играх.
| Год  | Событие |
| 1735 | Представление Эйлером статьи по теории графов в Петербургской академии наук |
| 1736 | Год, считающийся годом рождения теории графов |
| 1741 | Публикация (датированная 1736 годом) статьи Эйлера по теории графов в Петербургской академии наук |
| 1852 | Френсис Гатри сообщает о проблеме четырёх красок Августу де Моргану |
| 1879 | Историческая публикация 1879 года с объяснением проблемы четырёх красок Артура Кэли |
| 1879 | Ошибочное «доказательство» проблемы четырёх красок Альфредом Кемпе |
| 1890 | Перси Джон Хивуд обнаружил ошибку в «доказательстве» Кемпе, доказал, что теорема верна, если «четыре» заменить на «пять», обобщил понятие «карты страны» с плоскости на замкнутые поверхности и сформулировал гипотезу Хивуда |
| 1927 | Лев Семёнович Понтрягин доказал (но не опубликовал) теорему Понтрягина — Куратовского |
| 1930 | Казимеж Куратовский опубликовал (независимо о Понтрягина) теорему Понтрягина — Куратовского |
| 1936 | Вышла первая в мире книга по теории графов Денеша Кёнига «Теория конечных и бесконечных графов» |
| 1968 | Группа математиков из разных стран доказала гипотезу Хивуда |
| 1976 | Группа математиков осуществили первое компьютерное доказательство теоремы о четырёх красках |
| 1977 | Фрэнк Харари основал журнал «Теория графов» |

### Геометрия положения
Отцом теории графов (как и топологии) считается швейцарский математик и механик Леонард Эйлер (1707—1783), написавший статью с решением задачи о кёнигсбергских мостах. Эйлер писал:

В дополнение к той ветви геометрии, которая занимается величинами и которой всегда уделялось самое большое внимание, существует другая ветвь, прежде почти неизвестная, о которой впервые упоминал Лейбниц, назвав её геометрией положения [geometria situs]. Эта ветвь занимается только определением положения и его свойствами, она не включает ни измерений, ни вычислений, с ними связанных...
— Леонард Эйлер. Решение одной задачи, связанной с геометрией положения
Далее Эйлер пишет, что не ясно, какие задачи и методы их решения относятся к геометрии положения. Тем не менее, Эйлер считал кёнигсбергские мосты именно такой задачей, о чём говорит и заголовок статьи. В действительности, Готфрид Лейбниц не позже 1679 года написал в письме к Христиану Гюйгенсу:

Меня не удовлетворяет алгебра в том отношении, что не позволяет получить ни кратчайшие доказательства, ни самые красивые конструкции геометрии. Следовательно, в силу этого я считаю, что нам нужен другой способ анализа, геометрический или линейный, который прямо бы работал с положением точно так же, как алгебра работает с величиной...

Лейбниц, введя термин analysis situs (анализ положения), не заложил основы новой математической дисциплины, но указал направление будущих исследований.

### Задача о кёнигсбергских мостах
Публикация статьи Леонарда Эйлера «Решение одной задачи, связанной с геометрией положения» о решении задачи о кёнигсбергских мостах имеет следующую историю:
- 26 августа (6 сентября) 1735 года[25] Эйлер представил статью на Конференции Петербургской академии наук[16];
- в 1736 году Эйлер отправил два письма:

- 13 (24) марта 1736 года — письмо Иоганну Якобу Маринони, австрийскому астроному и математику, которое целиком посвящено задаче о кёнигсбергских мостах;
- 3 (14) апреля 1736 года — письмо Карлу Леонарду Готлибу Элеру, немецкому политическому деятелю и астроному, в конце которого идёт речь об основных идеях статьи;

- в 1741 году в Санкт-Петербурге, наконец, вышла статья Эйлера на латинском языке с датой 1736 года[26]:

Leonhardi Euleri. Solutio problematis ad geometriam situs pertinentis / Commentarii academiae scientiarum Petropolitanae. 8 (1736). 1741. P. 128—140.

В переводе:

Леонард Эйлер. Решение одной задачи, связанной с геометрией положения / Труды Петербургской академии наук. 8 (1736). 1741. С. 128—140.

Поскольку выход статьи Эйлера из печати датируется 1736 годом (и обоих писем тоже), этот год назначен датой рождения теории графов.
Эйлер в своей статье так сформулировал задачу о семи кёнигсбергских мостах:

В городе Кенигсберге, в Пруссии, есть остров, называемый Кнайпхоф; река, окружающая его, делится на два рукава, что можно увидеть на рисунке. Рукава этой реки пересекают семь мостов а, Ь, с, d, e, f и g. В связи с этими мостами был поставлен вопрос, можно ли совершить по ним прогулку так, чтобы пройти по каждому из этих мостов, причём ровно по одному разу.

— Леонард Эйлер. Решение одной задачи, связанной с геометрией положения
В конце статьи Эйлер записал выводы вполне современным языком:

20. Значит в каждом возможном случае следующее правило позволяет непосредственно и без труда выяснить, можно ли осуществить прогулку по всем мостам без повторений:
Если имеется более двух областей, в которые ведёт нечётное число мостов, можно заявить с уверенностью, что такая прогулка невозможна.
Если, однако, имеются только две области, в которые ведёт нечётное число мостов, то прогулка осуществима при условии, что она начинается в одной из этих двух областей.
Если, наконец, нет ни одной области, в которую ведёт нечётное число мостов, прогулка с требуемыми условиями осуществима, причём начинаться она может в любой области.
Следовательно, с помощью этого правила поставленная задача может быть полностью решена.
— Леонард Эйлер. Решение одной задачи, связанной с геометрией положения

### Теорема о четырёх красках

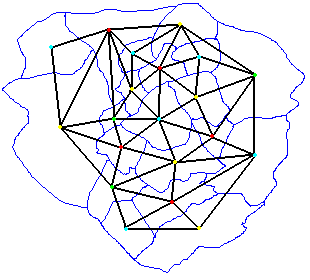
Карта стран и соответствующий ей граф

Теорема о четырёх красках — наиболее известное утверждение в теории графов (а может, и во всей математике), долгое время не поддающееся доказательству (а может, так и не доказанное). Эту легендарную задачу в течение пяти минут может объяснить любой математик любому прохожему, после чего оба, понимая проблему, решить её не смогут. Следующая цитата из ставшей исторической статьи 1965 года американского математика Кеннет О. Мэй:

[Предполагается, что] любую карту на плоскости или поверхности шара можно раскрасить только четырьмя красками таким образом, чтобы никакие две смежные страны не были одного и того же цвета. Каждая страна должна состоять из одной связной области, а смежными называются страны, которые имеют общую границу в виде линии (а не просто одной общей точки). Эта гипотеза тесно связана с наиболее модными направлениями теории графов, а в разделе математики, называемом комбинаторной топологией, она действовала подобно катализатору. На протяжении более чем половины столетия многие математики (кое-кто говорит, что все) предпринимали попытки решить эту проблему, но смогли доказать справедливость гипотезы только для отдельных случаев... Единодушно признается, что гипотеза справедлива, но маловероятно, что она будет доказана в общем случае. Кажется, что ей на некоторое время предназначено сохранить отличительную черту быть одновременно и наиболее простой, и наиболее заманчивой нерешённой проблемой математики.
— May K. O. The origin of the four-color conjecture / Isis. 56 (1965). P. 346—348
Теорема о четырёх красках относится к теории графов, так как каждая карта порождает граф следующим образом:
- страны (включая внешнюю область) — это вершины;
- вершины смежных стран соединяются ребром.

Этот граф рисуется на плоскости без пересечения рёбер. Теорема о четырёх красках доказана, если доказано, что вершины любого подобного графа можно раскрасить четырьмя красками так, чтобы смежные вершины имели разные цвета.
Теорема о четырёх красках имеет легендарную историю, интересную и иногда непонятную:
- имеются неподтверждённые сообщения, что Августу Мёбиусу эта проблема была известна в 1840 году;
- точно известно, что Френсис Гатри[англ.], южноафриканский математик и ботаник, 23 октября 1852 года сообщил шотландскому математику и логику Августу де Моргану о данной проблеме, после чего велись обсуждения в узких кругах математиков и дилетантов;
- историческая публикация 1879 года с объяснением проблемы

Cayley Arthur. On the Colouring of Maps // Proceedings of the Royal Geographical Society. 1879. Vol. 1, No. 4. P. 259–261

принадлежит Артуру Кэли, английскому математику. Теперь проблема приобретает большую известность;
- в том же 1879 году вышла публикация ошибочного «доказательства» проблемы

Kempe A. B. On the Geographical Problem of the Four Colours // American Journal of Mathematics. 1879. Vol. 2, No. 3. P. 193–200

английского церковного юриста и любителя математики Альфреда Кемпе. Это было не только первое из многих ошибочных «доказательств», но и самое «правильное»: на основе идей этой статьи удалось сначала доказать, что пяти красок хватит, а затем провести полное компьютерное доказательство теоремы о четырёх красках;
- ошибку в «доказательстве» Кемпе через 11 лет в 1890 году обнаружил английский математик Перси Джон Хивуд, и в опубликованной по этому поводу статье

Heawood P. J. Map colour theorems //Quarterly Journal of Pure and Applied Mathematics. 24 (1890). P. 332—338

также доказал, что теорема верна, если «четыре» заменить на «пять», и, кроме того, обобщил понятие «карты страны» с плоскости на замкнутые поверхности и сформулировал гипотезу Хивуда;
- в 1968 году группа математиков из разных стран доказала гипотезу Хивуда;
- в 1976 году американские математики осуществили первое компьютерное доказательство теоремы о четырёх красках.

### Теорема Понтрягина — Куратовского
Теория графов содержит топологические аспекты. Первым результатом в этом направлении является формула Эйлера в теории графов, полученная им в 1736 году. Следующий результат в виде теоремы Понтрягина — Куратовского был получен только через 191 год: в 1927 году советский математик Лев Семёнович Понтрягин доказал (но не опубликовал) этот результат, а в 1930 году польский математик Казимеж Куратовский опубликовал его (независимо от Понтрягина). Теорему Понтрягина — Куратовского также называют критерием Понтрягина — Куратовского:
Планарный граф — это граф, который можно нарисовать на плоскости без пересечения рёбер. Граф, который нельзя так нарисовать, называется непланарным. Ниже показаны два важных непланарных графа, обозначаемых {\displaystyle K_{5}} и {\displaystyle K_{3,3}}, их нельзя нарисовать на плоскости без пересечения рёбер. Эти два графа выделяются среди других тем, что только они используются в критерии Понтрягина — Куратовского.

Легендарные непланарные графы
Полный граф с пятью вершинами {\displaystyle K_{5}}
Полный двудольный граф (3, 3) {\displaystyle K_{3,3}}

Доказательство без слов непланарности тессеракта. Вверху — тессеракт содержит, внизу —

До появления критерия Понтрягина — Куратовского доказательство планарности или непланарности графов было очень сложной проблемой теории графов.

Теорема Понтрягина — Куратовского. Граф планарен тогда и только тогда, когда он ни в каком виде не содержит графов {\displaystyle K_{5}} и {\displaystyle K_{3,3}}.

Справа приведены два простых доказательства без слов того, что остов четырёхмерного гиперкуба (тессеракта) как граф непланарен. На верхнем рисунке показано, что в тессеракте содержится полный граф с пятью вершинами {\displaystyle K_{5}}, на нижнем — полный двудольный граф (3, 3) {\displaystyle K_{3,3}}.

### Основные легендарные издания

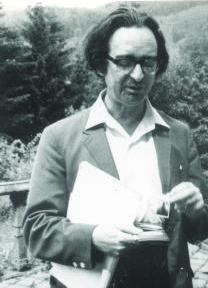
Один из отцов современной теории графов Фрэнк Харари

Ранняя теория графов — теория графов до 1936 года, до выхода книги Кёнига.
В 1936 году вышла первая в мире книга по теории графов венгерского математика Денеша Кёнига «Теория конечных и бесконечных графов» на немецком языке:

Kőnig, Dénes. Theorie der endlichen und unendlichen Graphen. Leipzig: Akademische Verlagsgesellschaf, 1936.

Эта книга состояла из 248 страниц (без учёта предисловия, оглавления и библиографии) и большей части результатов теории графов за 200 лет — с даты выхода статьи Леонарда Эйлера с решением задачи о кёнигсбергских мостах.
Современная теория графов — теории графов, начиная с 1936 года, с момента выхода книги Кёнига. С времени выхода книги Кёнига, но в основном с конца Второй мировой войны, теория графов начала ускоренно развиваться. Этот рост заключался не только в увеличении числа книг по теории графов, но и в том, что развились специальные аспекты теории графов:
- алгебраическая теория графов,
- алгоритмическая теория графов,
- геометрическая теория графов[англ.],
- спектральная теория графов,
- топологическая теория графов,
- химическая теория графов,
- экстремальная теория графов.

Один из отцов современной теории графов — Фрэнк Харари, который в 1977 году основал журнал «Теория графов».
Книга Фрэнка Харари «Теория графов» стала классической де-факто.
Книга Рейнгарда Дистеля «Теория графов» (выдержала 5 редакций) не имеет конкурентов в русскоязычной библиографии. Этот канон вводного курса в теорию графов инициировал отождествление некоторых областей обучения и исследования.

### Описание ранней теории графов
Ранняя теория графов продолжалась ровно 200 лет, от первой статьи по теории графов Леонарда Эйлера 1736 года до первой книги по теории графов Денеша Кёнига 1936 года. В предисловии к книге написано, что изложение теории графов ограничивается областью абсолютных графов (абстрактных графов в современной терминологии), а относительная теория графов (топологическая теория графов в современной терминологии) и перечислительная теория графов не рассматриваются. Ниже приведено полное название книги Денеша Кёнига и её краткое оглавление, состоящее из названий глав.
- Теория конечных и бесконечных графов. Комбинаторная топология одномерных комплексов (нем. Theorie der endlichen und unendlichen Graphen. Kombinatorische Topologie der Streckenkomplexe, англ. Theory of finite and infinite graphs).

Глава I. Основы (нем. die Grundlahen, англ. foundations).
Глава II. Эйлеровы и гамильтоновы обходы (нем. Eulersche und Hamiltonsche Linien, англ. Euler trails and Hamiltonian cycles).
Глава III. Задача о лабиринте (нем. das Labyrinthenproblem, англ. the Labyrinth Problem).
Глава IV. Ациклические графы (нем. kreislose Graphen, англ. acyclic graphs).
Глава V. Центры деревьев (нем. Zentren der Bäume, англ. centers of trees).
Глава VI. Специальные методы исследования бесконечных графов (нем. Spezielle Untersuchungen über unendliche Graphen, англ. infinite graphs).
Глава VII. Основные задачи ориентированных графов (нем. Basisprobleme für gerichtete Graphen, англ. basis problems for directed graphs).
Глава VIII. Некоторые приложения ориентированных графов (логика — теория игр — теория групп) (нем. Verschiedene Anwendungen der gerichteten Graphen (Logik — Theorie der Spiele — Gruppentheorie), англ. various applications of directed graphs (logic – theory of games – group theory)).
Глава IX. Циклы, звёзды и соответствующие линейные формы (нем. Zyklen und Büschel und die entsprechenden linearen Formen, англ. (directed) cycles and stars and the corresponding linear forms).
Глава X. Композиция циклов и звёзд (нем. Komposition der Kreise und der Büschel, англ. composition of cycles and stars).
Глава XI. Факторизация регулярных конечных графов (нем. Faktorenzerlegung regulärer endlicher Graphen, англ. factorization of regular finite graphs).
Глава XII. Факторизация регулярных конечных графов третьей степени (нем. Faktorenzerlegung regulärer endlicher Graphen dritten Grades, англ. factorization of regular finite graphs of degree 3).
Глава XIII. Факторизация регулярных бесконечных графов (нем. Faktorenzerlegung regulärer unendlicher Graphen, англ. factorization of regular infinite graphs).
Глава XIV. Разделяющие вершины и множества вершин (нем. trennende Knotenpunkte und Knotenpunktmengen, англ. separating vertices and sets vertices).

## Проблемы представления теории графов

### Проблемы терминологии
Обычно упоминаемый факт пестроты и неупорядоченности терминологии и обозначений в теории графов — частично следствие того, что этой наукой интересуются специалисты из весьма разнообразных областей знания. Кроме того, в терминологии самой теории графов имеется некоторый люфт, немного затрудняющий изучение и представление теории графов. С особой осторожностью приходится применять такие понятия, как «маршрут», «путь» и «цепь», которые, означая почти одно и то же, могут принимать разные конкретные значения у разных авторов.
Вот что писал в начале своей классической книги Фрэнк Харари (переизданной в 2003 году).

Большинство специалистов по теории графов употребляют в книгах, статьях и лекциях свою собственную терминологию. На конференциях по теории графов каждый выступающий, чтобы избежать неправильного понимания, считает необходимым определить прежде всего язык, которым он будет пользоваться. Даже само слово «граф» не является священным. Некоторые авторы действительно определяют «граф» как граф, другие же имеют в виду такие понятия, как мультиграф, псевдограф, ориентированный граф или сеть. Нам кажется, что единообразие в терминологии теории графов никогда 
не будет достигнуто, но, может быть, оно и ни к чему.— Харари Фрэнк. Теория графов, 2003
Наиболее радикален взгляд с позиций конструктивной математики.

…нам кажется не слишком важным, как назвать точки, соединённые линиями: «графом», «орграфом», «мультиграфом», «псевдографом». Графы, построенные на основе реальных структур, слишком разнообразны, чтобы их классифицировать по тем признакам, о которых говорили родоначальники этой науки. Нас гложет сомнение: нужно ли вообще различать такие понятия, как «ребро» — «дуга», «контур» — «цикл», «путь» — «маршрут», «центр» — «центроид» и т. д. Ведь на практике (а графы в основном имеют прикладное значение) все эти ряды терминов забываются и заменяются каки-либо одним словом: «граф», «ребро», «цикл», «путь», «центр». Информатику трудно понять, почему граф с петлёй уже не является полноценным графом, а только «псевдографом».
…Разве информатик или кто-либо другой из специалистов не в состоянии сам решить, каким словом ему пользоваться — «путь» или «маршрут», — и через какие буквы его маршрут-путь лучше обозначить? Граф — это наглядный образ, достоинство которого как раз и состоит в том, что он требует минимума слов и символов.
— Акимов О. Е. Дискретная математика: логика, группы, графы, 2003
Программисты тоже вносят свою лепту в разброс терминологии.

В программистском мире нет единого мнения о том, какой из двух терминов «граф» или «сеть» более употребителен. Мы выбрали термин «сеть», так как он, по-видимому, чаще встречается в прикладных областях.
— Гудман С., Хидетниеми С. Введение в разработку и анализ алгоритмов, 1981
Но в изданиях последних лет речь идёт уже о «в основном стандартной» терминологии.

Используемая в этой книге терминология в основном стандартна. Альтернативы, конечно, существуют и некоторые из них даются при первом определении понятия. 
— Дистель Р. Теория графов, 2002. Reinhard Diestel. Graph Theory, 2016

Дерево

Например, в фундаментальном труде в области кибернетики «Алгоритмы: построение и анализ» используется стандартная терминология.

При описании времени работы алгоритма над данным графом {\displaystyle G=(V,E)} мы обычно определяем размер входного графа в терминах количества его вершин {\displaystyle |V|} и количества рёбер {\displaystyle |E|} графа, т. е. размер входных данных описываем двумя, а не одним параметром.
— Кормен Т. Х. и др. Алгоритмы: построение и анализ, 2009

### Проблемы рисования графов
Абстрактные графы можно изображать на плоскости по-разному. Вопрос о том, изоморфны ли данные изображения графов, то есть изоморфны ли данные изображения графов одному абстрактному графу, может быть нетривиальным. Иногда этот вопрос решается просто. Например, следующие два графа неизоморфны, поскольку они имеют разное число вершин.

Неизоморфные графы: разное число вершин
Три вершины
Четыре вершины

Следующие два графа также неизоморфны, поскольку они имеют разное число рёбер.

Неизоморфные графы: разное число рёбер
Пять рёбер
Шесть рёбер

Но чтобы показать, что неизоморфны два следующих графа, требуется более тонкое рассуждение. Первый граф имеет замкнутый обход всех вершин по одному разу (гамильтонов цикл):
1-2-3-4-8-7-6-5-1,
а второй граф не имеет. То есть при любой нумерации вершин второго графа нельзя получить на нём гамильтонов цикл, соответствующий гамильтонову циклу первого графа.

Неизоморфные графы: разные обходы вершин
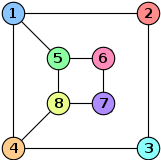
Есть гамильтонов цикл
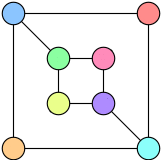
Нет гамильтонова цикла

Если сразу не ясно, как доказать неизоморфность графов, то вопрос о наличии изоморфизма может оказаться труден. Два следующих изоморфных графа на первый взгляд неизоморфны.

Изоморфные графы, кажущиеся неизоморфными
Циркулянтный граф {\displaystyle C_{7}(1,2)}
Циркулянтный граф {\displaystyle C_{7}(1,3)}

### Проблемы литературы
На какие источники лучше ориентироваться, представляя теорию графов? Вот отзывы о некоторых книгах.
- Харари Фрэнк. Теория графов, 2003.

Книга Фрэнка Харари стала классической де-факто.

Прошло 30 лет после выпуска монографии Ф. Харари «Теория графов», но её привлекательные качества нисколько не потускнели. Унификация терминологии, проведённой автором и широко распространённой благодаря этой книге, стала общепринятой. Преподавание теории графов с использованием книги Ф. Харари ведётся во многих вузах нашей страны.
— Предисловие В. П. Козырева (2002) к книге: Харари Фрэнк. Теория графов, 2003
В книге Герберта Фляйшнера «Эйлеровы графы и смежные вопросы» приведён список книг, рекомендуемых в качестве введения в теорию графов. Это книги на английском языке, из которых только первая переведена на русский: это книга Фрэнка Харари «Теория графов».
- Дистель Р. Теория графов, 2002.

Книга Рейнгарда Дистеля «Теория графов» (выдержала 5 редакций) не имеет конкурентов в русскоязычной библиографии. Этот канон вводного курса в теорию графов инициировал отождествление некоторых областей обучения и исследования.

…сейчас хватает переводов на русский язык учебников по теории графов, в первую очередь замечательной книги Дистеля. И, увы, только книги Дистеля.
…Именно работа над переводом 5-го издания книги Дистеля стимулировала продолжение работы над моей книгой в 2017 году после долгого перерыва. Я заметил, насколько велика «симметрическая разность» его
книги и моей.
— Карпов Д. В. Теория графов. 2017 или позже

### Классификация теории графов
Классификацию теории графов приходится собирать по разным источникам.
- Теория графов[16]:

- абстрактные графы («обычные» графы);
- топологическая теория графов;
- перечисление графов;
- алгебраическая теория графов;
- алгоритмическая теория графов.

- Теория графов[51]:

- элементарно-комбинаторная теория графов;
- логическая теория графов;
- алгебраическая теория графов;
- матроиды;
- рекуррентные свойства графов;
- случайные графы;
- бесконечные графы.

- Аналитическая теория графов[52]:

- теория графов Рамсея;
- экстремальная теория графов;
- теория случайных графов.

## Основные термины теории графов
Теория графов, как и любая современная математическая модель, использует стенографические символы, экономящие мышление и делающие математическую модель гибкой и эффективной.
Здесь деликатно и сжато приведены первые термины основной части теории графов. Большинство стандартных терминов настолько наглядны, что легко усваиваются. Необходимо достаточно строго определить ряд понятий, чтобы в дальнейшем иметь возможность их широко использовать.

### Графы (англ.graphs)
Краткая, но представительная сводка основных определений теории графов, примыкающих к понятию собственно графа. Эти понятия вводятся одно за другим достаточно систематически, хотя и несколько утомительно.
- Граф — это два конечных непересекающихся множества, причём второе состоит из 2-элементных подмножеств первого. Обозначение: {\displaystyle G=(V,E)}[59], где {\displaystyle E\subseteq V\times V} и {\displaystyle V\cap E=\varnothing }.

Вершина графа (узел, точка) — это элемент множества {\displaystyle V} графа. Обозначение: {\displaystyle v\in V(G)}.
Ребро графа (линия, дуга) — это элемент множества {\displaystyle E} графа. Обозначение: {\displaystyle e\in E(G)}.
Ребро в старых изданиях могли также назвать ветвью, звеном или кривой.
Обычно граф представляют диаграммой, которую часто и называют графом.
Порядок графа — это число вершин графа {\displaystyle G}. Обозначение: {\displaystyle |G|}. Число рёбер графа обозначается {\displaystyle \|G\|}.
Пустой граф — это граф без вершин. Обозначение: {\displaystyle G(\varnothing ,\varnothing )\equiv \varnothing }.
Тривиальный граф — это граф порядка 0 или 1.

Примеры графов
Слева направо: граф порядка 1, граф порядка 2 с 1 ребром, граф порядка 4 с 4 рёбрами, граф порядка 8 с 12 рёбрами

- Концевые вершины, или концы, ребра — это две вершины, которые определяют ребро. Ребро соединяет свои концевые вершины. Ребро и его концевая вершина инцидентны, или одно находится при другом. Множество всех рёбер при вершине {\displaystyle v\in V(G)} обозначается {\displaystyle E(v)}.

Смежные, или соседние, вершины — это две вершины, инцидентные одному ребру.
Смежные рёбра — это рёбра, которые имеют общий конец.
Полный граф — это граф, все вершины которого попарно смежны, то есть любые две вершины соединены ребром. Обозначение полного графа с {\displaystyle n} вершинами: {\displaystyle K_{n}} (иногда {\displaystyle K^{n}}). Граф {\displaystyle K_{3}} называется треугольником.

Примеры полных графов
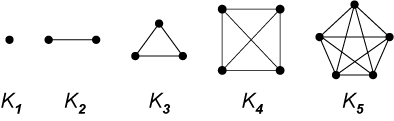
Первые пять полных графов

Двудольный граф, или биграф, — это граф, который допускает разбиение множества вершин на два подмножества такое, что:
- концы любого ребра принадлежат разным подмножествам разбиения;
- вершины в каждом подмножестве разбиения попарно несмежны.

Полный двудольный граф— это двудольный граф, в котором каждые две вершины из разных подмножеств разбиения смежны.
Обозначение полного двудольного графа с числом вершин в подмножествах разбиения {\displaystyle n} и {\displaystyle m}: {\displaystyle K_{n,m}}.

Различные диаграммы полного двудольного графа (3, 3)
Граф {\displaystyle K_{3,3}}
Граф {\displaystyle K_{3,3}}
Граф {\displaystyle K_{3,3}}
Граф {\displaystyle K_{3,3}}

- Степень, или валентность, вершины графа — это число рёбер, инцидентных вершине. Обозначение степени вершины {\displaystyle v}: {\displaystyle \deg v\equiv d(v)}[63].

Изолированная вершина графа — это вершина с нулевой степенью.
Концевая, или висячая, вершина графа — это вершина с первой степенью.
Мост — это ребро графа, при удалении которого число компонент связности графа увеличивается.
Минимальная степень вершин графа {\displaystyle G} обозначается через {\displaystyle \min \deg G\equiv \delta (G)}.
Максимальная степень — {\displaystyle \max \deg G\equiv \Delta (G)}.
Регулярный, или однородный граф — это граф, все вершины которого имеют одну и ту же степень. Другими словами, для такого графа {\displaystyle G} его степени {\displaystyle \delta (G)=\Delta (G)}.
r-регулярный, или r-однородный, граф — это граф {\displaystyle G} с {\displaystyle \delta (G)=\Delta (G)=r}. Такие графы называются также просто регулярными, или однородными. 3-регулярный граф называется кубическим.
Каждое ребро графа инцидентно двум вершинам, и в сумму степеней вершин графа каждое ребро вносит двойку. Получаем исторически первую теорему теории графов, доказанную Леонардом Эйлером в статье, датированной 1736 годом (первый результат теории графов в той же статье — решение задачи о кёнигсбергских мостах).
Теорема. Сумма степеней вершин графа равна удвоенному числу его рёбер.
Следствие 1. В любом графе число вершин с нечётными степенями чётно.
Следствие 2. Любой кубический граф имеет чётное число вершин.

Пример регулярных графов
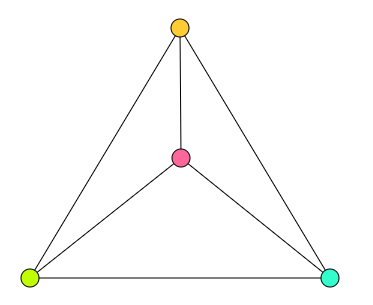
Кубический граф с 4 вершинами
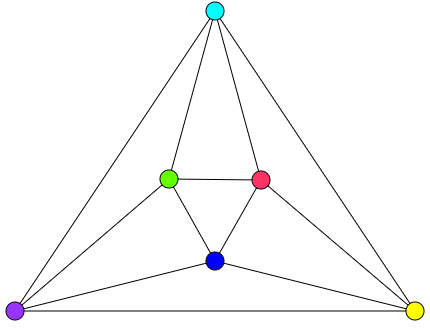
4-регулярный граф с 6 вершинами
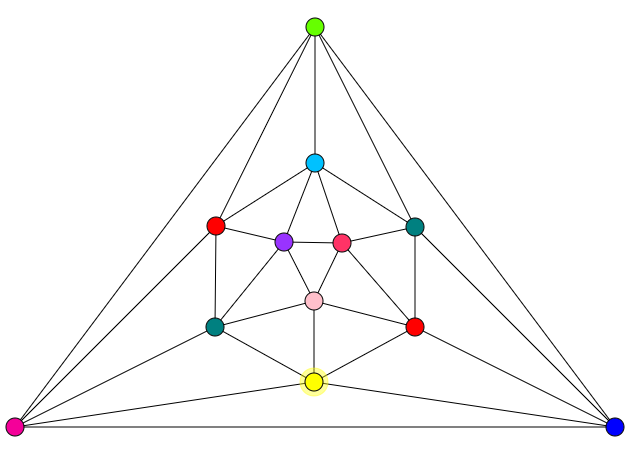
5-регулярный граф с 12 вершинами

### Типы графов (англ.types of graphs)
Продолжение краткой, но представительной сводки основных теоретико-графовых определений, примыкающих к понятию графа. Для полноты перечислим ряд разновидностей графов.
- Изоморфизм двух графов — это взаимно-однозначное соответствие между множествами их вершин, сохраняющее смежность. Обозначение: {\displaystyle G\simeq H}.

Ясно, что изоморфизм — это отношение эквивалентности на графах.
Обычно изоморфные графы не различают и пишут {\displaystyle G=H} вместо {\displaystyle G\simeq H}, понятие изоморфизма широко используется при изображениях графов.
Инвариант графа — это число, которое принимает одно и то же значение на изоморфных графах.
Полный набор инвариантов определяет граф с точностью до изоморфизма. Например, число вершин и число рёбер графа — полный набор инвариантов для любого графа с числом вершин, не большим 3.

Пример изоморфных графов
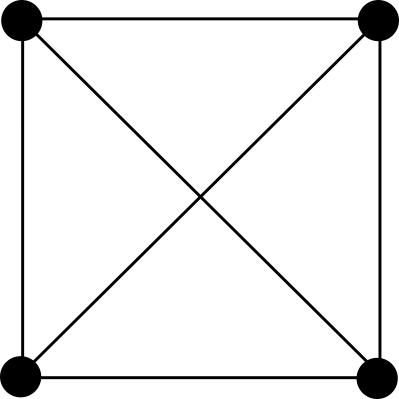
Диаграмма {\displaystyle K_{4}} с пересечением вершин
Диаграмма {\displaystyle K_{4}} без пересечения вершин

- Подграф графа — это граф, все вершины и рёбра которого принадлежат исходному графу. Исходный граф — это надграф своего подграфа. Другими словами, граф {\displaystyle G} содержит граф {\displaystyle G'}: {\displaystyle G\subseteq G'}.

О́стовный подграф графа — это подграф, содержащий все вершины своего надграфа.
Порождённый, или индуцированный, подграф графа — это подграф, содержащий все рёбра надграфа для множества своих вершин, то есть две вершины порождённого подграфа смежны тогда и только тогда, когда они смежны в надграфе.

Пример графа и подграфов
Исходный граф
О́стовный, но не порождённый подграф
Порождённый, но не о́стовный подграф

- Мультиграф — это конечные непересекающиеся множество и мультимножество, причём мультимножество состоит из 2-элементных подмножеств множества. Обозначение: {\displaystyle G=(V,E)}[67], где любой элемент {\displaystyle e\in E} мультимножества {\displaystyle e\in V\times V} и {\displaystyle V\cap E=\varnothing }.

В мультиграфе пара вершин может быть соединена более чем одним ребром.
Кратные рёбра — это рёбра, соединяющие одну и ту же пару вершин.
Другими словами, мультиграф — это граф с кратными рёбрами, а граф — это мультиграф без кратных рёбер.
Простой, или обыкновенный, граф — это граф без кратных рёбер, если графом назвать мультиграф.
Псевдограф — это конечные непересекающиеся множество и мультимножество, причём мультимножество состоит как из 1-элементных, так и из 2-элементных подмножеств множества. Обозначение: {\displaystyle G=(V,E)}, где мультимножество {\displaystyle E\subseteq V\cup (V\times V)} и {\displaystyle V\cap E=\varnothing }.
В псевдографе ребро может соединять вершину саму с собой.
Петля— это ребро, у которого концевые вершины совпадают.
Иногда псевдограф называют мультиграфом.
Гиперграф — это конечные непересекающиеся множество и мультимножество, причём мультимножество состоит из любых подмножеств множества. Обозначение: {\displaystyle G=(V,E)}, где любой элемент {\displaystyle e\in E} мультимножества принадлежит булеану: {\displaystyle e\in P(V)}, и {\displaystyle V\cap E=\varnothing }.
Другими словами, в гиперграфе ребро может соединять не только одну или две вершины, но произвольное число вершин.
Ориентированный граф, или орграф — это псевдограф, рёбра которого ориентированы, то есть имеют начальную вершину и концевую вершину. Обозначение: {\displaystyle D=(V,E)}, где мультимножество {\displaystyle E} состоит из упорядоченных пар {\displaystyle v,u\in V} и {\displaystyle V\cap E=\varnothing }.
Ориентированное ребро, или дуга — это ребро орграфа.

Примеры видов графов
Мультиграф задачи о Кёнигсбергских мостах
Псевдограф
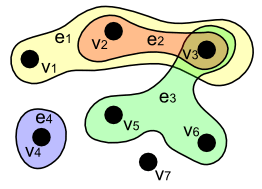
Гиперграф {\displaystyle V=\{v_{1},v_{2},v_{3},v_{4},v_{5},v_{6},v_{7}\}}, {\displaystyle E=\{e_{1},e_{2},e_{3},e_{4}\}=}{\displaystyle =\{\{v_{1},v_{2},v_{3}\},\{v_{2},v_{3}\},}{\displaystyle \{v_{3},v_{5},v_{6}\},\{v_{4}\}\}}
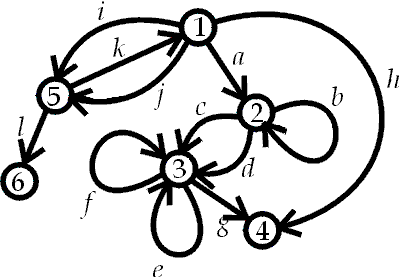
Орграф

### Пути и связность (англ.paths and connectivity)
Свойство графа, считающееся одним из самых простых и в то же время основных, это свойство связности. Здесь представлен ближайший круг понятий этого свойства связности.
- Путь, или простой путь, в графе — это подграф, представляющий собой последовательность различных вершин, в которой каждая вершина соединена со следующей ребром. Обозначение пути (англ. path): {\displaystyle P=(V,E)}, где

{\displaystyle V=\{x_{0},x_{1},x_{2},\dots ,x_{k}\}}, {\displaystyle E=\{x_{0}x_{1},x_{1}x_{2},x_{2}x_{3},\dots ,x_{k-1}x_{k}\}},
все {\displaystyle x_{i}} различны.
В теоретических и практических работах путь может называться по-разному, например, простая цепь.
Концевые вершины, или концы, пути — это вершины {\displaystyle x_{0}} и {\displaystyle x_{k}}. Вершины {\displaystyle x_{0}} и {\displaystyle x_{k}} соединены путём {\displaystyle P}.
Внутренние вершины пути — это вершины {\displaystyle x_{1},x_{2},\dots ,x_{k-1}}.
Длина пути — это число рёбер пути. Обозначение пути длиной {\displaystyle k}: {\displaystyle P_{k}}.
Цикл, или простой цикл, в графе — это подграф, представляющий собой замкнутую последовательность различных вершин, в которой каждая вершина соединена со следующей ребром. Обозначение цикла (англ. cycle): {\displaystyle C=(V,E)}, где
{\displaystyle V=\{x_{0},x_{1},x_{2},\dots ,x_{k},x_{0}\}}, {\displaystyle E=\{x_{0}x_{1},x_{1}x_{2},x_{2}x_{3},\dots ,x_{k-1}x_{k},x_{k}x_{0}\}},
все {\displaystyle x_{i}} различны.
Длина цикла — это число рёбер цикла. Обозначение цикла длиной {\displaystyle k}: {\displaystyle C_{k}}.
Хорда цикла — это рёбро, которое не принадлежит циклу и соединяет две его вершины.
Теорема. Любой граф {\displaystyle G} с минимальной степенью вершин {\displaystyle \delta (G)\geqslant 2} содержит цикл длины не менее {\displaystyle \delta (G)+1}.

Пример путей
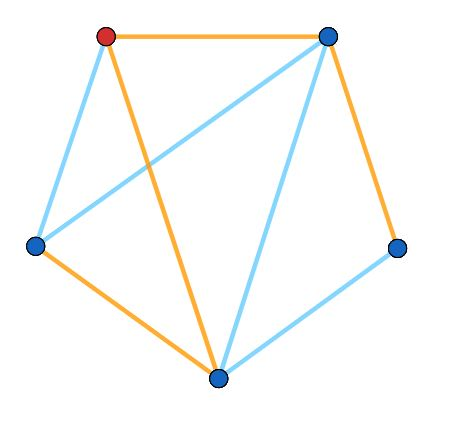
Два пути {\displaystyle P_{4}}: жёлтый и синий
Красный цикл {\displaystyle C_{12}}. Пунктирные рёбра — хорды цикла

- Связный граф — это граф, у которого две любые вершины соединены путём.

Компонента связности, или компонента, графа — это максимальный связный подграф графа.
Несвязный граф состоит по крайней мере из двух компонент связности.
Компонента, будучи связной, непуста; поэтому пустой граф не имеет компонент.

Пример связного и несвязного графов
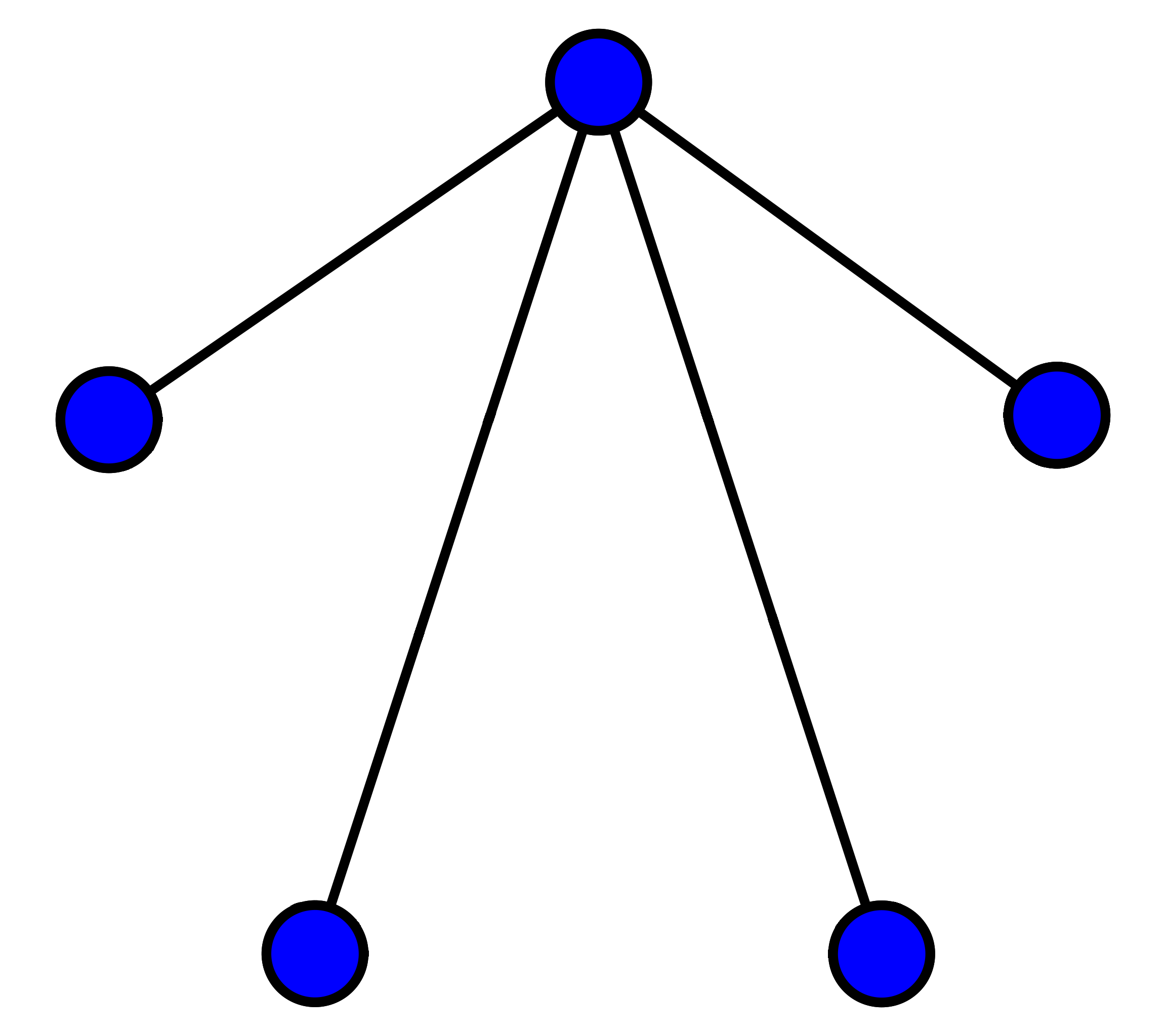
Связный граф на 5 вершинах
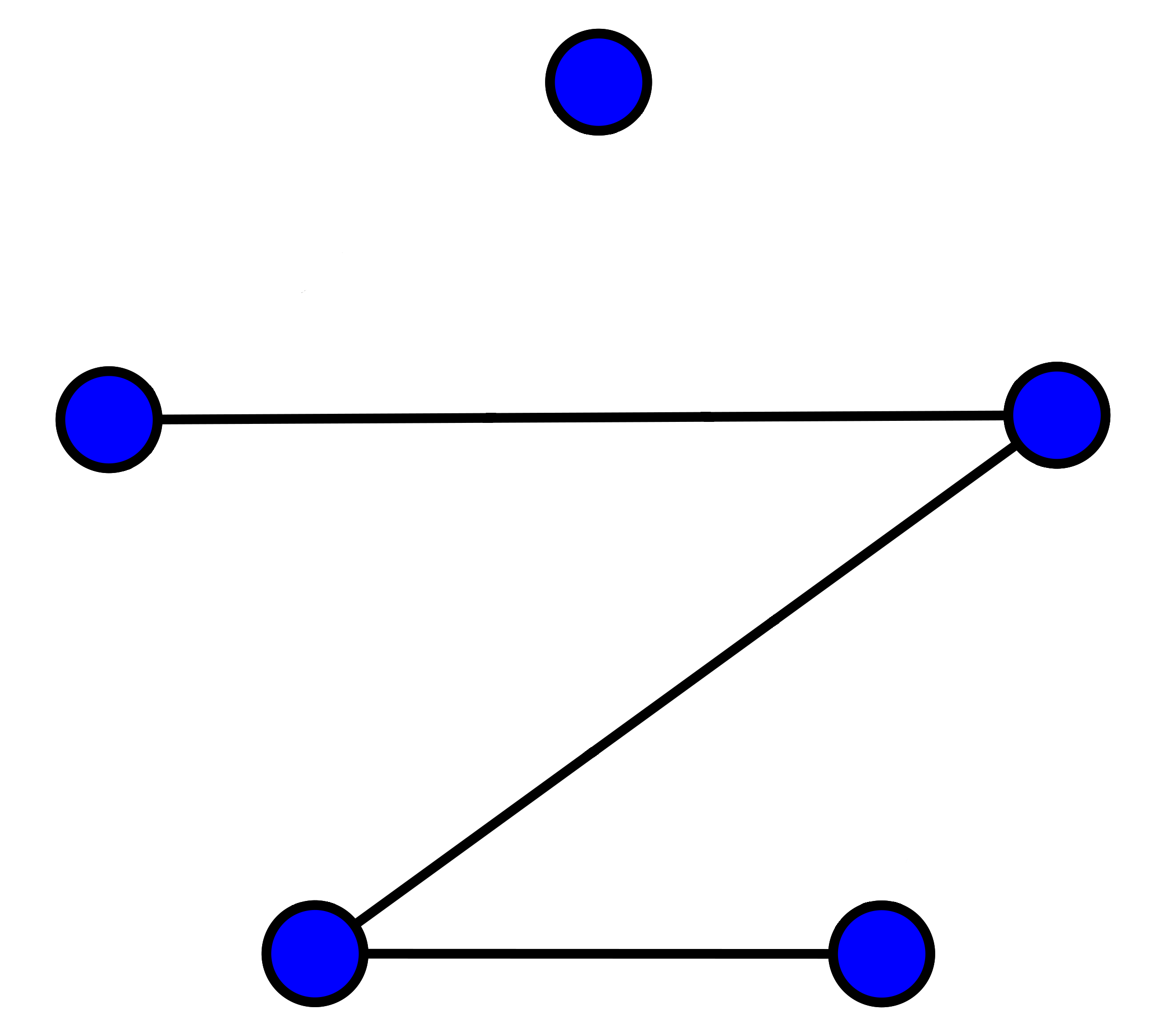
Несвязный граф из 2 компонент на 5 вершинах

Разделяющая вершина, или точка сочленения графа — это вершина графа, при удалении которой число компонент связности графа увеличивается.
Мост графа — это ребро графа, при удалении которого число компонент связности графа увеличивается.
Конечные вершины моста — это разделяющие вершины.
Ясно, что мосты в графе — это те и только те рёбра, которые не принадлежат никакому циклу.
Неразделимый граф — это непустой связный граф без разделяющих вершин.

Примеры разделяющих вершин и моста
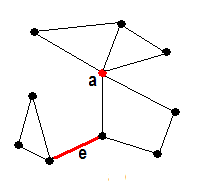
e — мост. Вершина a и концы моста — разделяющие вершины

- Маршрут в графе — это подграф, представляющий собой последовательность вершин, в которой каждая вершина соединена со следующей ребром. Обозначение маршрута: {\displaystyle (V,E)}, где

{\displaystyle V=\{x_{0},x_{1},x_{2},\dots ,x_{k}\}}, {\displaystyle E=\{x_{0}x_{1},x_{1}x_{2},x_{2}x_{3},\dots ,x_{k-1}x_{k}\}}.
В маршруте могут быть совпадающие рёбра и врешины.
Ясно, что если все вершины в маршруте различны, то это путь.
Маршрут замкнут, если {\displaystyle x_{0}=x_{k}}, иначе маршрут открыт.
Эйлеров цикл, или эйлеров обход, графа — это замкнутый маршрут в графе, который проходит по всем рёбрам графа ровно один раз.
Эйлеров граф — это граф, который имеет эйлеров цикл.
Ясно, что эйлеров граф связен.
Теорема (Эйлер, 1736). Связный граф Эйлеров тогда и только тогда, когда все вершины графа имеют чётную степень.
Следствие. Связный граф с двумя вершинами нечётной степени имеет открытый маршрут, проходящий по всем рёбрам ровно один раз. Причём этот маршрут начинается в одной из вершин с нечётной степенью и заканчивается в другой.

Примеры эйлерова и не эйлеровых графов
Полный граф {\displaystyle K_{4}}, никакой обход рёбер по одному разу невозможен
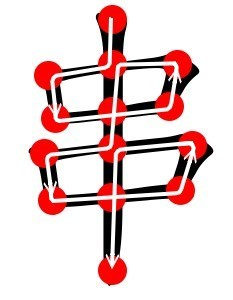
Не эйлеров граф, имеющий открытый маршрут, проходящий по всем рёбрам ровно один раз
Эйлеров граф. Эйлеров цикл — обход рёбер в алфавитном порядке

### Деревья (англ.trees)
Четыре семейства графов были представлены выше, это полные, двудольные, регулярные и эйлеровы графы. Ещё одно семейство графов в разных областях науки называется одинаково — деревья. Деревья находят приложения в различных областях знания и имеют особый статус в самой теории графов по причине предельной простоты их строения, и при решении задачи о графах её сначала могут исследовать на деревьях.
- Лес — это граф без циклов.

Дерево — это связный лес. Обозначение дерева (англ. tree): {\displaystyle T}.
Другими словами, лес — это граф, компоненты которого суть деревья.
Лист — это вершина степени 1 в дереве.
Любое нетривиальное дерево имеет по крайней мере два листа. При удалении листа остаётся снова дерево.
Теорема. Для графа следующие утверждения равносильны:
(i) граф — дерево;
(ii) каждые две вершины графа соединены единственным путём;
(iii) граф — минимальный связный, то есть граф связен и становится несвязным при удалении любого ребра;
(iv) граф — максимальный ациклический, то есть граф не имеет цикла и цикл возникает при соединении ребром любых двух несмежных вершин.
Следствие 1. Любой связный граф имеет остовное дерево.
Доказательство. Из равносильности условий (i) и (iii) теоремы следует, что любой минимальный остовный подграф — дерево.
Следствие 2. Связный {\displaystyle n}-вершинный граф — дерево тогда и только тогда, когда он имеет ровно {\displaystyle n-1} ребро.

Все деревья с 5 вершинами
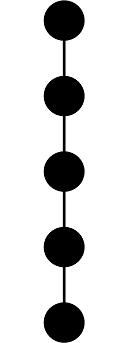
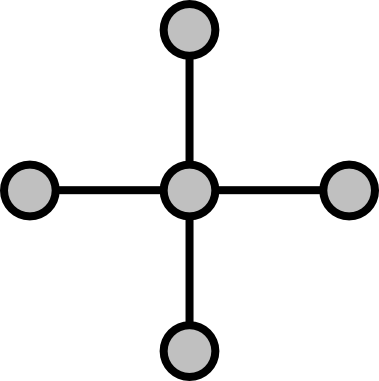

Корневое дерево (дерево с выделенной вершиной)

- Корень дерева — это фиксированная вершина дерева. Обозначение корня (англ. root): {\displaystyle r}.

Корневое дерево — это дерево с корнем.
Древесный порядок — это частичный порядок на вершинах дерева, определяемый деревом и его корнем: для любых двух вершин {\displaystyle x} и {\displaystyle y} дерева {\displaystyle x\leqslant y}, если {\displaystyle x} принадлежит пути с концами {\displaystyle r} и {\displaystyle y}.
В древесном порядке:
- корень дерева {\displaystyle r} — наименьший элемент;
- любой лист дерева, отличный от корня, — наибольший элемент;
- концы любого ребра дерева сравнимы.

Цепь, или линейно упорядоченное множество, — это частично упорядоченное множество, в котором любая пара элементов сравнима.
Теорема. Вершины пути на дереве с концами {\displaystyle r} и {\displaystyle y} образуют цепь, где {\displaystyle y} — любая фиксированная вершина дерева, отличная от корня {\displaystyle r}.

Примеры цепей на корневом дереве
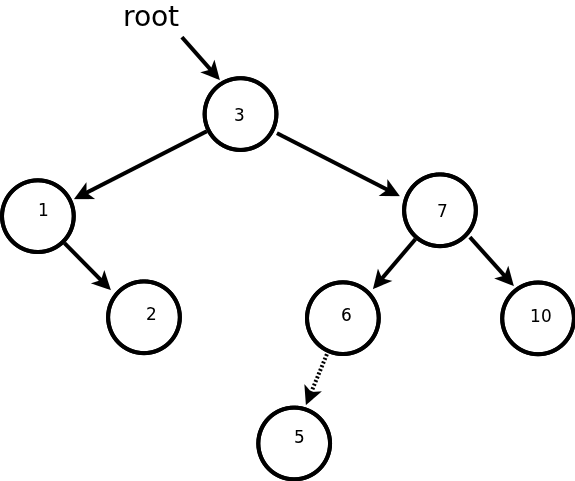
Дерево с корнем 3 и максимальными цепями 3-1-2, 3-7-6-5, 3-7-10

Динамика поиска в глубину на графе

- Нормальное остовное дерево графа — это остовное корневое дерево графа такое, что любые две смежные вершины графа сравнимы.

Нормальное остовное дерево также называется деревом поиска в глубину по способу их применения в компьютерном поиске.
Теорема. Любой связный граф имеет нормальное остовное дерево, причём корнем дерева может быть любая вершина графа.
На иллюстрации ниже показаны два возможных остовых дерева полного графа {\displaystyle K_{4}}. Остовые деревья представлены жирными рёбрами. Левое остовное дерево — нормальное, если его корень — вершина A или D; при корнях B или C нормальности не получается, поскольку тогда концы ребра, например, A-D несравнимы. Правое остовное дерево не может быть нормальным при любом выборе его корня, всегда найдётся ребро с несравнимыми концами.

Два остовных дерева полного графа с 4 вершинами
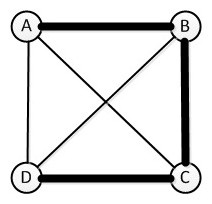
Жирные рёбра — нормальное остовное дерево с корнем A или D
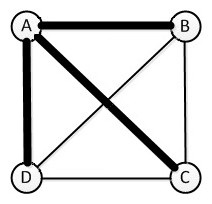
Жирные рёбра — остовное дерево, которое не может быть нормальным при любом выборе корня

## Современное состояние теории графов
Современному состоянию теории графов отвечает стандартный учебник, сочетающий в себе классику и активнуюе математику и охватывающий основной материал предмета. Оглавление подобной книги даёт краткое представление о современном состоянии теории графов, из которого и состоит этот раздел.

### Паросочетания, покрытия и упаковка (англ.matching, covering and packing)
Как найти максимально возможное число независимых рёбер в графе? Можно ли все вершины графа разбить на пары? Ответы начинаются со следующих понятий.
- Паросочетание, или независимое множество рёбер в графе, — это множество рёбер графа, не имеющих общих вершин.

Паросочетания на графах (показаны красным цветом)
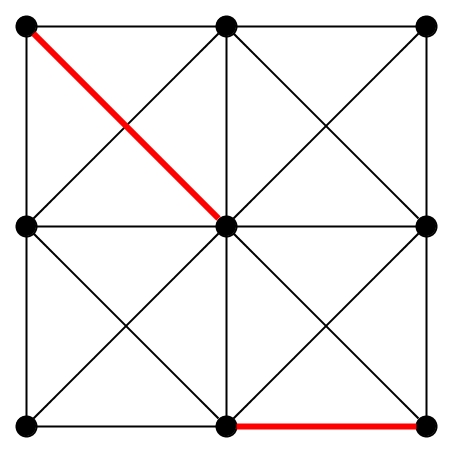
Паросочетание из двух рёбер
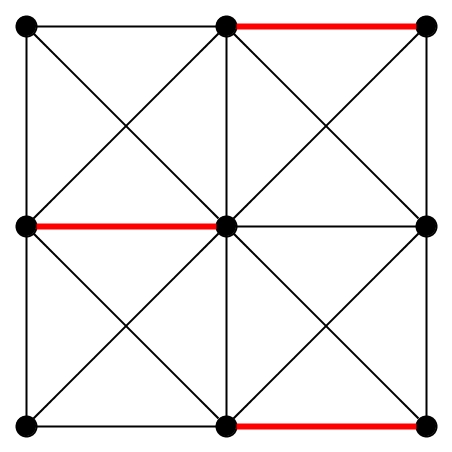
Паросочетание из трёх рёбер

- Паросочетание покрывает множество вершин графа, если каждая из вершин множества входит в какое-нибудь ребро паросочетания.

Покрытия вершин графов паросочетаниями (показаны красным цветом)
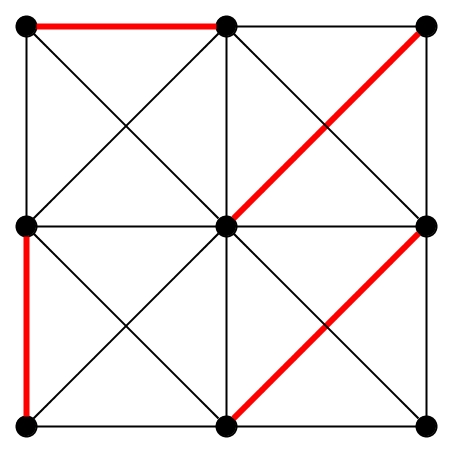
Паросочетание покрывает 8 вершин графа из 9
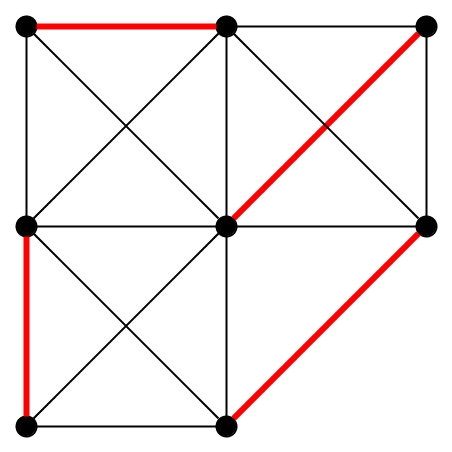
Паросочетание покрывает все 8 вершин графа

Теорема о свадьбах

Теорема о свадьбах (Холл, 1935). Двудольный граф содержит паросочетание, покрывающее одну из долей, тогда и только тогда, когда любое число вершин этой доли связаны с не меньшим числом вершин другой доли.
- Граф можно разбить (или в граф можно упаковать, или граф можно покрыть, или разложить) на несколько остовных деревьев или остовных лесов, не имеющих общих рёбер.

Древесность — это минимальное число лесов, на которые можно разбить граф.
Например, граф {\displaystyle K_{5}} имеет 5 вершин, поэтому максимальный размер его остовного дерева 4. С другой стороны, граф {\displaystyle K_{5}} имет 10 рёбер, поэтому для их покрытия потребуется минимум 3 дерева. Следовательно, показанное ниже разбиение графа {\displaystyle K_{5}} на 3 леса минимально.

Минимальное разбиение на остовные леса полного графа с пятью вершинами
Полный граф {\displaystyle K_{5}}
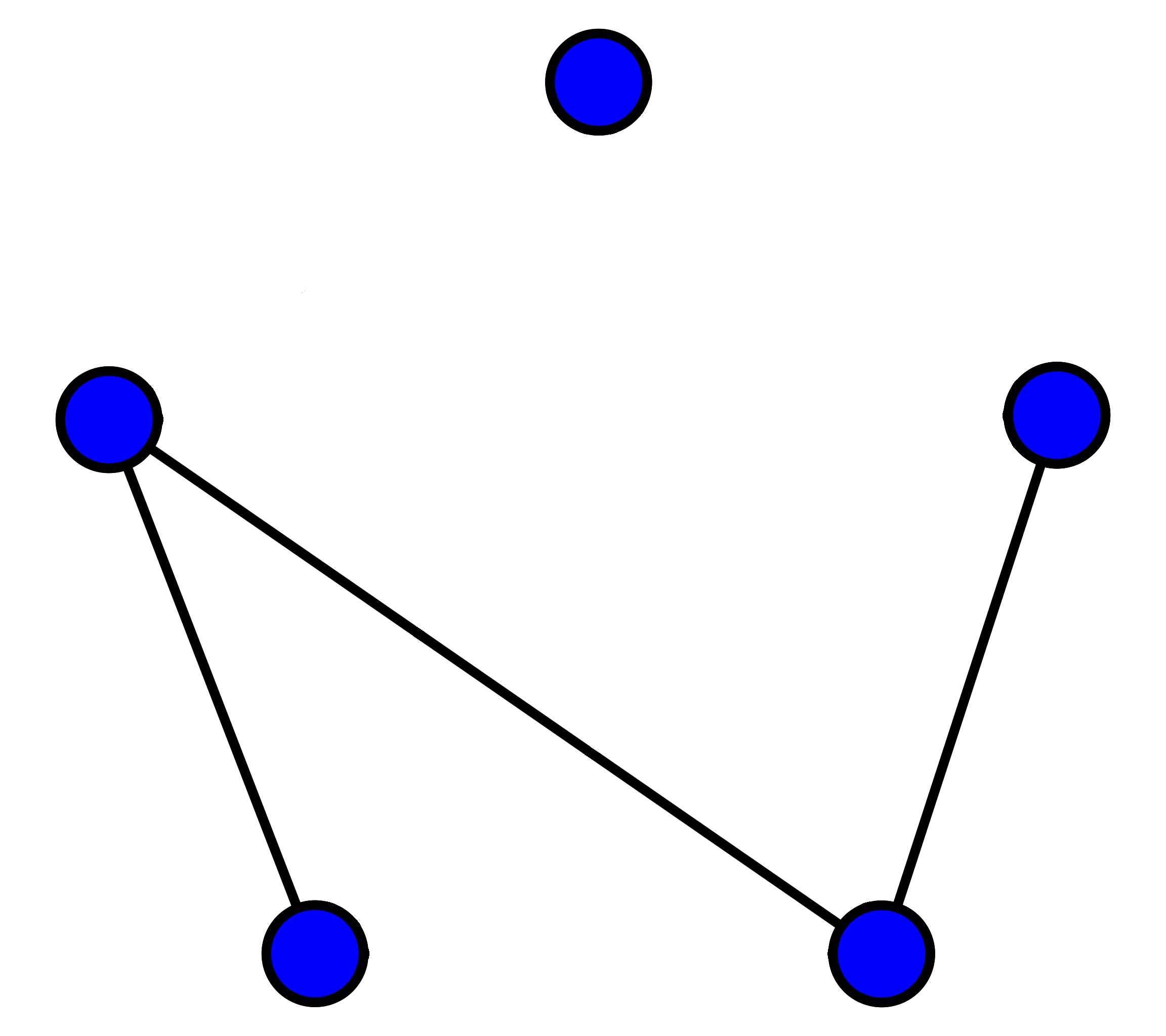
1-й остовный лес графа {\displaystyle K_{5}}
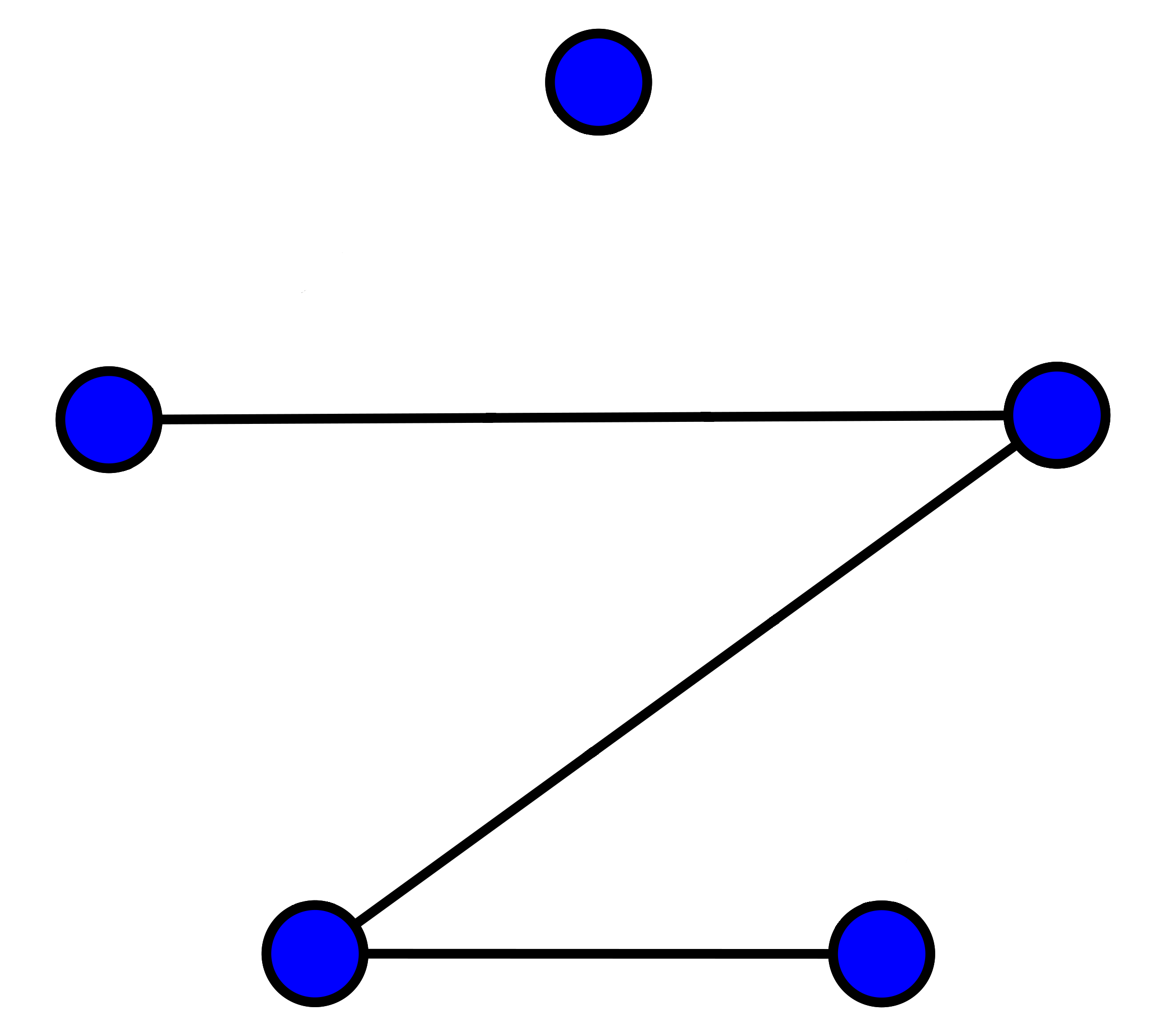
2-й остовный лес графа {\displaystyle K_{5}}
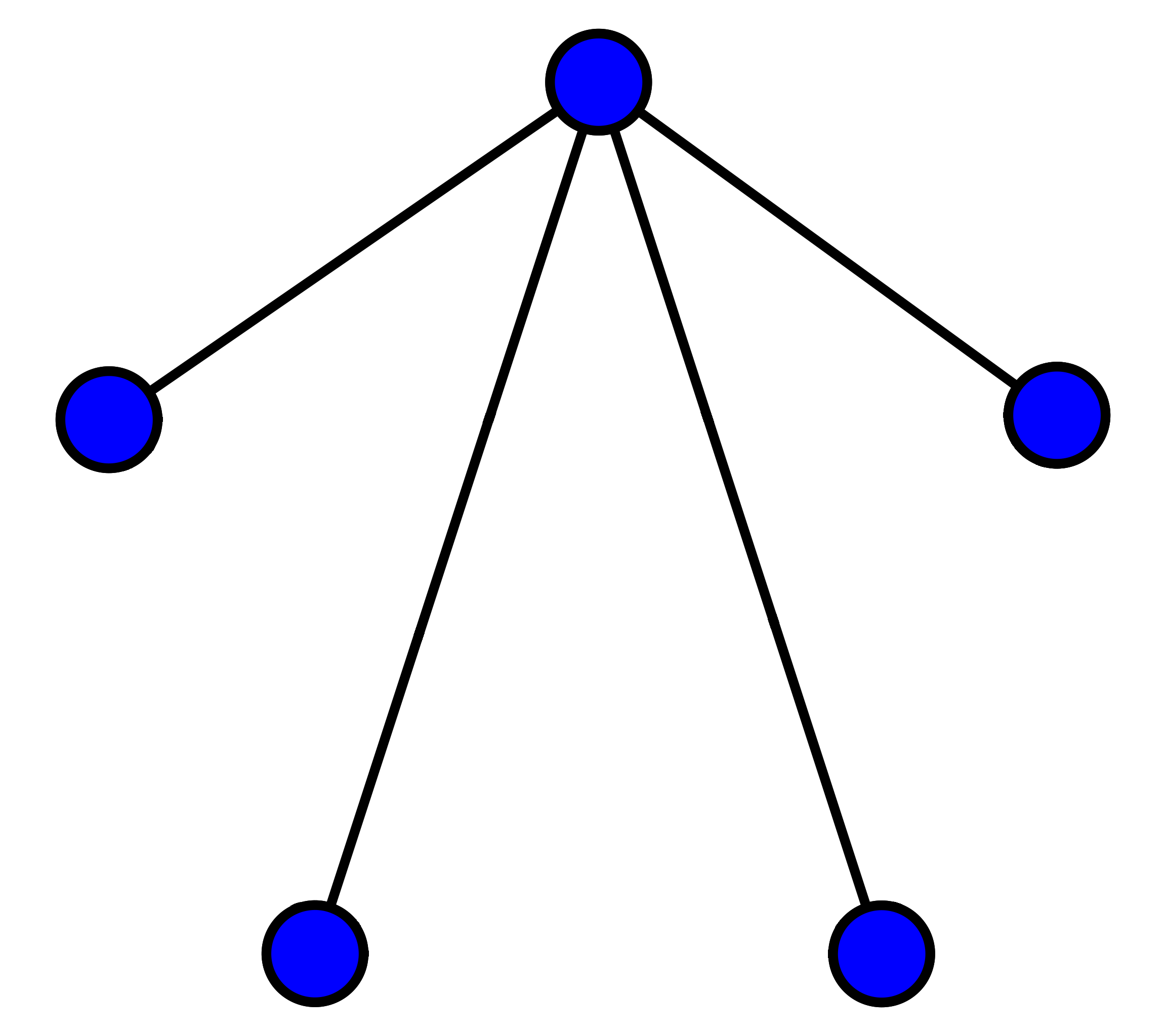
3-е остовное дерево графа {\displaystyle K_{5}}

### Связность (англ.connectivity)
Более глубоко связность графа раскрывается путём использования понятий {\displaystyle k}-связности, блока и независимости путей.
- {\displaystyle k}-связный граф (вершинно {\displaystyle k}-связный) — это связный граф, который:

- имеет больше {\displaystyle k} вершин;
- остаётся связным после удаления менее {\displaystyle k} любых вершин.

Например, любой непустой граф 0-связен, а любой связный граф с более чем одной вершиной 1-связен. Двусвязный граф остаётся связным при удалении любой вершины.
Связность, или вершинная связность, графа {\displaystyle \kappa } — это наибольшее целое число {\displaystyle k}, при котором граф {\displaystyle k}-связен.
Например, {\displaystyle \kappa =0} тогда и только тогда, когда граф:
- либо несвязен;
- либо состоит из одной вершины.

Связность связного графа с точкой сочленения равна 1. Полный граф {\displaystyle K_{n}} остаётся связным при удалении любого числа вершин и имеет одну вершину после удаления {\displaystyle n-1} вершины, поэтому {\displaystyle \kappa (K_{n})=n-1} при всех {\displaystyle n\geqslant 1}.
Аналогично определяется рёберно {\displaystyle k}-связный граф и рёберная связность графа {\displaystyle \lambda }.
Например, {\displaystyle \lambda =0} тогда и только тогда, когда граф:
- либо несвязен;
- либо состоит из одной вершины.

Рёберная связность связного графа с мостом равна 1.
Связность , рёберная связность {\displaystyle \lambda } и минимальная степень вершин {\displaystyle \delta } связаны следующим неравенством.
Теорема (Уитни, 1932). Для любого графа {\displaystyle G} с числом вершин больше одной
{\displaystyle \kappa (G)\leqslant \lambda (G)\leqslant \delta (G)}.

Пример графа со значениями связностей, не равными друг другу
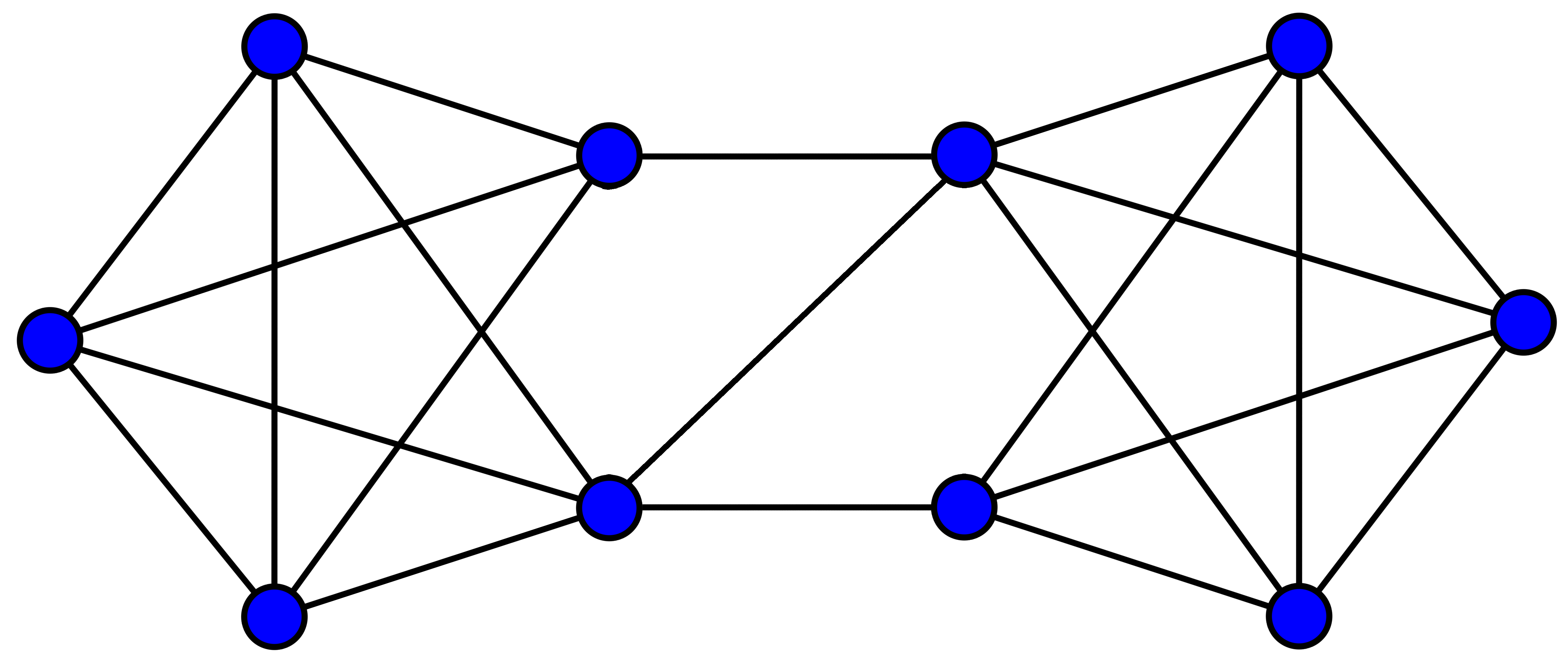
Граф с {\displaystyle \kappa =2,\lambda =3,\delta =4}

- Блок графа — это максимальный связный подграф без точек сочленения.

У блока нет своих точек сочленения, но вполне могут быть точки сочленения исходного графа.
Граф из одного блока может называться просто блоком.
Подграф является блоком тогда и только тогда, когда он:
- максимальный двусвязный подграф;
- мост со своими вершинами;
- изолированная вершина.

Разные блоки в графе по причине своей максимальности могут пересекаться только по одной точке сочленения.  Следовательно:
- каждое ребро графа состоит в единственном блоке;
- сам граф — это объединение блоков.

В этом смысле блоки — это двусвязные аналоги компонент связности. Только компоненты связности не пересекаются, а блоки могут пересекаться. Блоки вместе со способами их пересечения определяют грубую структуру графа — граф блоков и точек сочленения.
Граф блоков и точек сочленения графа — это двудольный граф с сериями вершин {\displaystyle a} и {\displaystyle B}, построенный следующим образом:
- вершины {\displaystyle a} соответствуют всем точкам сочленения исходного графа, вершины {\displaystyle B} — блокам;
- ребро соединяет вершину {\displaystyle a} с вершиной {\displaystyle B}, если точка сочленения {\displaystyle a} принадлежит блоку {\displaystyle B}.

Теорема. Граф блоков связного графа — дерево.

Пример графа и его графа блоков и точек сочленения
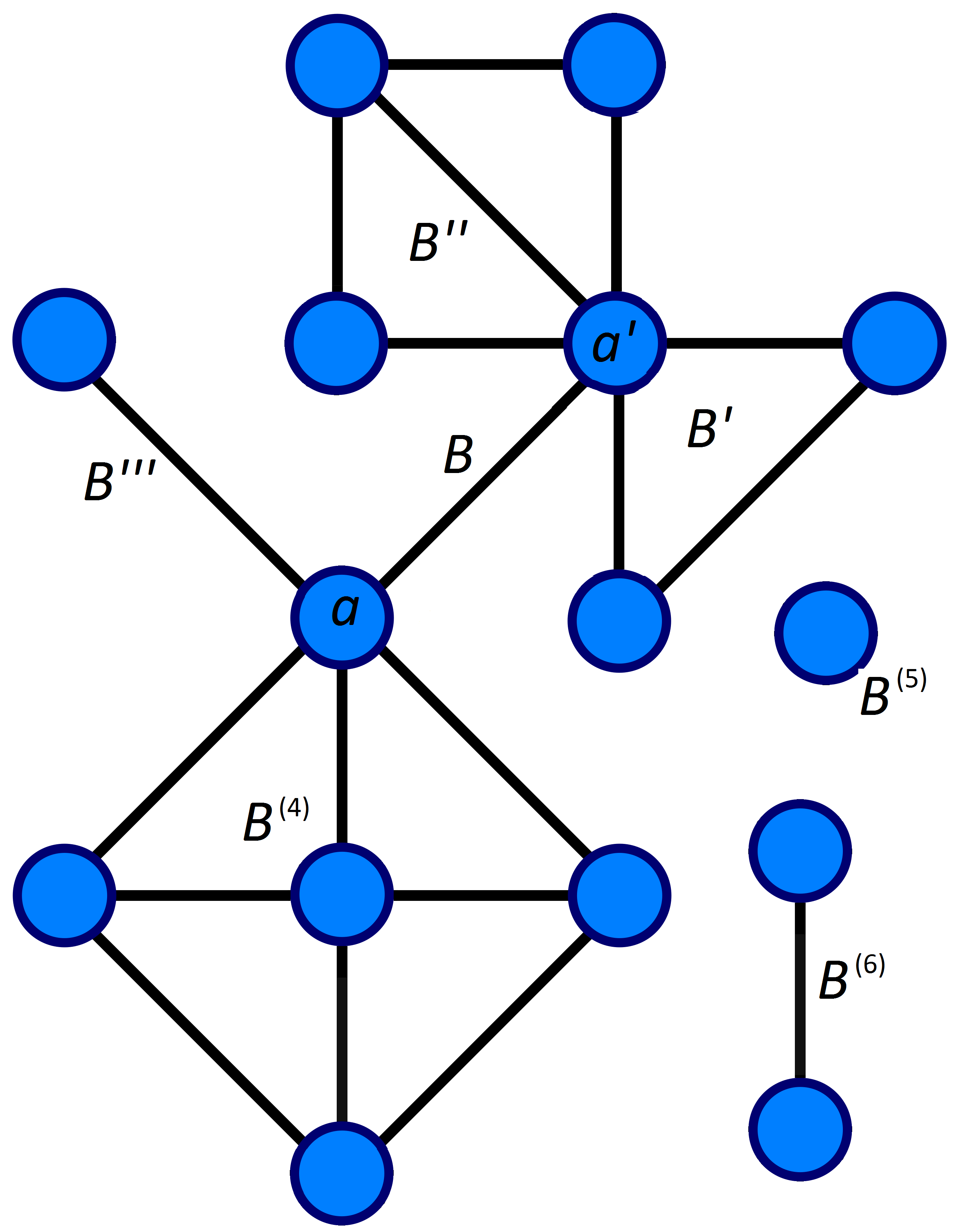
Исходный граф
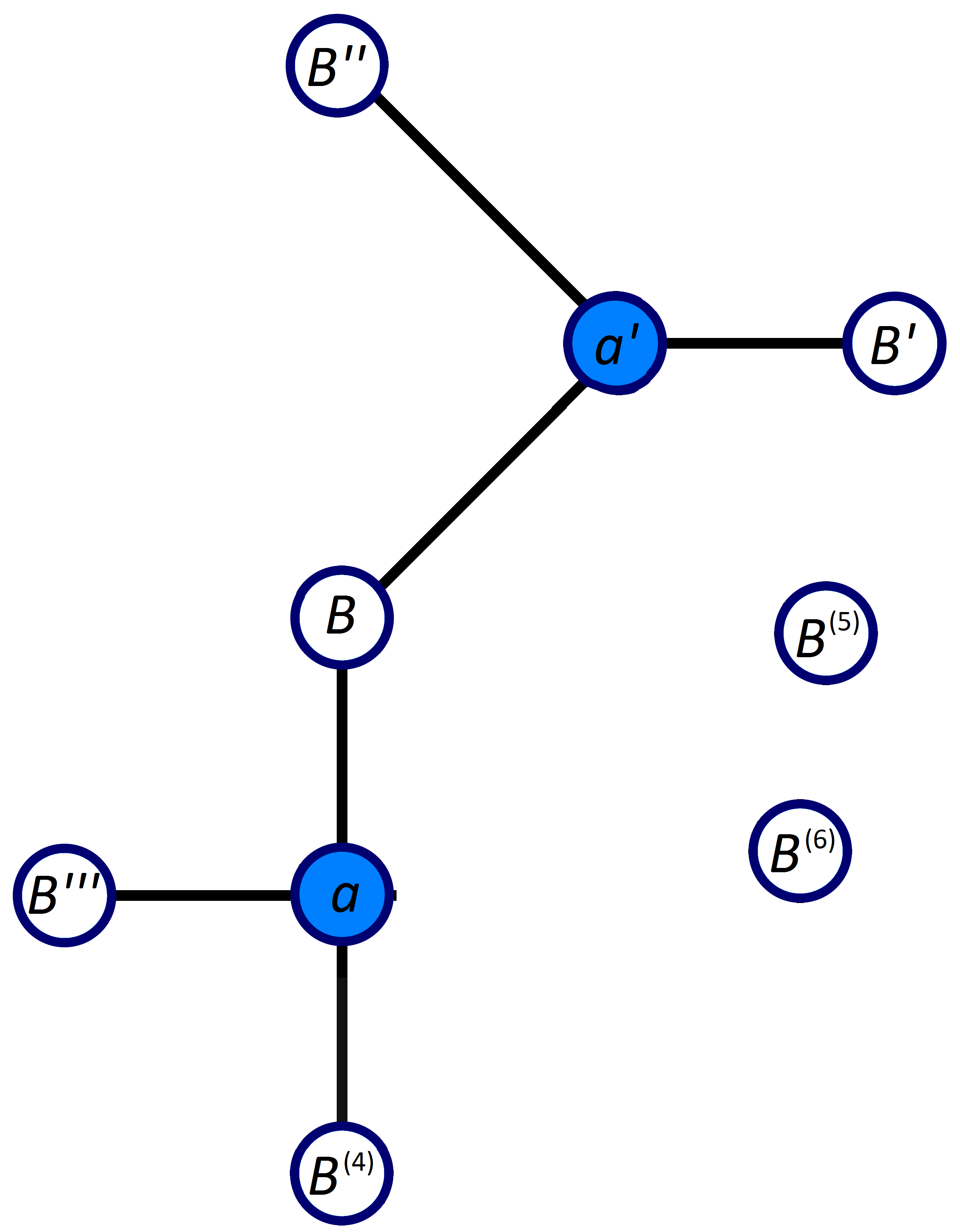
Граф блоков и точек сочленения исходного графа

- Несколько путей независимы, или не пересекаются, если ни один из них не содержит внутренней вершины другого.

Определение {\displaystyle k}-связности связано с удалением {\displaystyle k} вершин. Возможно, более наглядно такое определение: граф {\displaystyle k}-связен, когда две его любые вершины можно соединить {\displaystyle k} независимыми путями. Эти два определения эквивалентны, это двойственные формулировки одного и того же свойства.
Классическая теорема Менгера — один из камней в основании теории графов.
Теорема (Менгер, 1927). Для любых подмножеств вершин графа {\displaystyle A} и {\displaystyle B} минимальное число вершин, отделяющих {\displaystyle A} от {\displaystyle B}, равно максимальному числу независимых путей из {\displaystyle A} в {\displaystyle B}.
Глобальный вариант теоремы Менгера.
(i) Граф {\displaystyle k}-связен тогда и только тогда, когда между любыми двумя его вершинами имеется {\displaystyle k} независимых путей.
(ii) Граф рёберно {\displaystyle k}-связен тогда и только тогда, когда между любыми двумя его вершинами имеется {\displaystyle k} непересекающихся по рёбрам путей.
На следующем рисунке показан граф, у которого две несмежные белые вершины можно разделить удалением не меньше чем двух вершин. Из теоремы Менгера следует, что наибольшее число независимых путей между этими вершинами равно 2.

Графа для иллюстрации теоремы Менгера
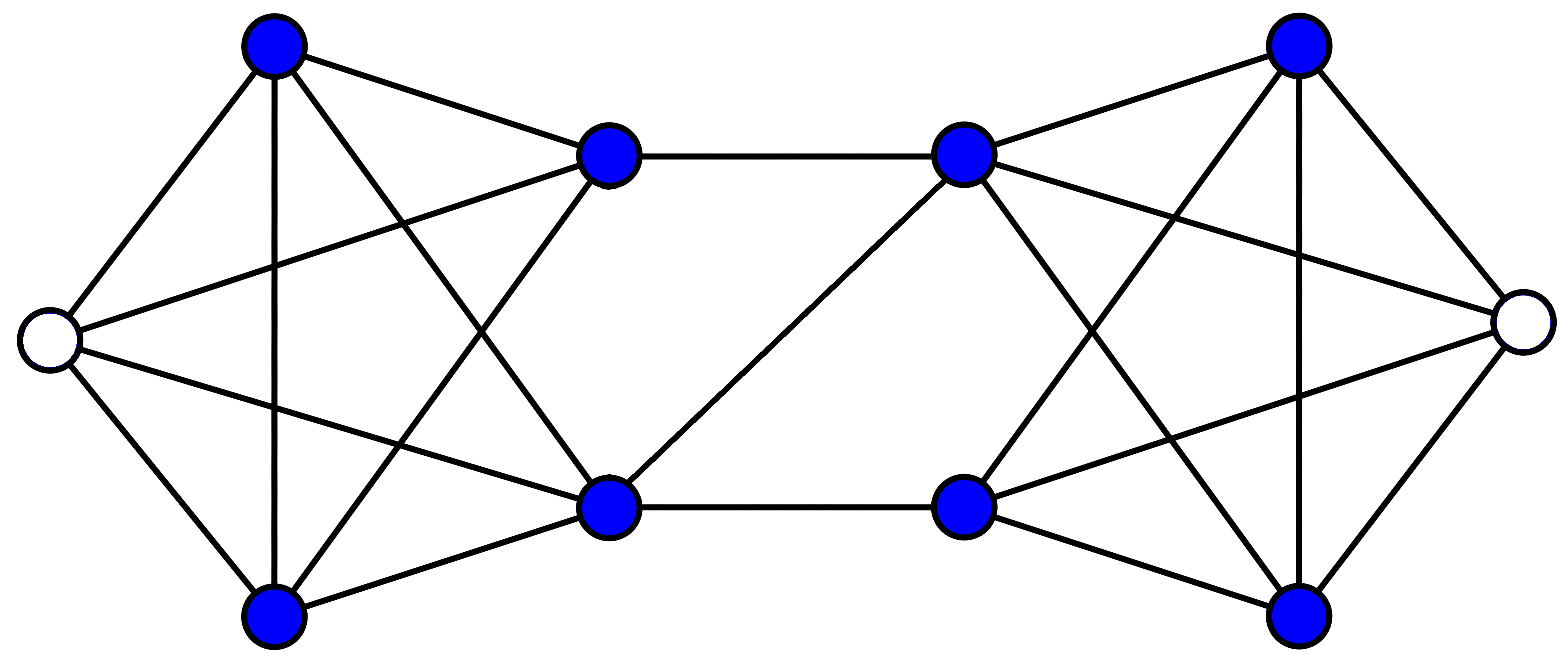
Белые вершины разделены не менее чем двумя вершинами и белые вершины можно соединить не более чем двумя независимыми путями

### Планарные графы (англ.planar graphs)
Желательно, чтобы граф, нарисованный на листе бумаги, воспринимался как можно легче. Один из способов уменьшить хаос множества линий — избегать их пересечения. Можно ли нарисовать граф таким образом, чтобы рёбра не пересекались, то есть пересекались бы только в общих концевых вершинах?
- Плоский граф — это граф, нарисованный на плоскости без пересечения рёбер, то есть рёбра пересекаются только в общих концевых вершинах.

Грань плоского графа — это одна из открытых областей, получающихся после удаления графа из плоскости. Внешняя грань — это единственная неограниченная грань графа; остальные грани называются внутренними.
Теорема. У плоского леса только одна грань — внешняя.
Теорема (формула Эйлера, 1736). Для любого связного плоского графа с {\displaystyle n} вершинами, {\displaystyle m} рёбрами и {\displaystyle l} гранями верна формула
{\displaystyle n-m+l=2}.
Следствие формулы Эйлера. Плоский граф с тремя или более вершинами имеет не более {\displaystyle 3n-6} рёбер.

Плоский граф, формула Эйлера и грани
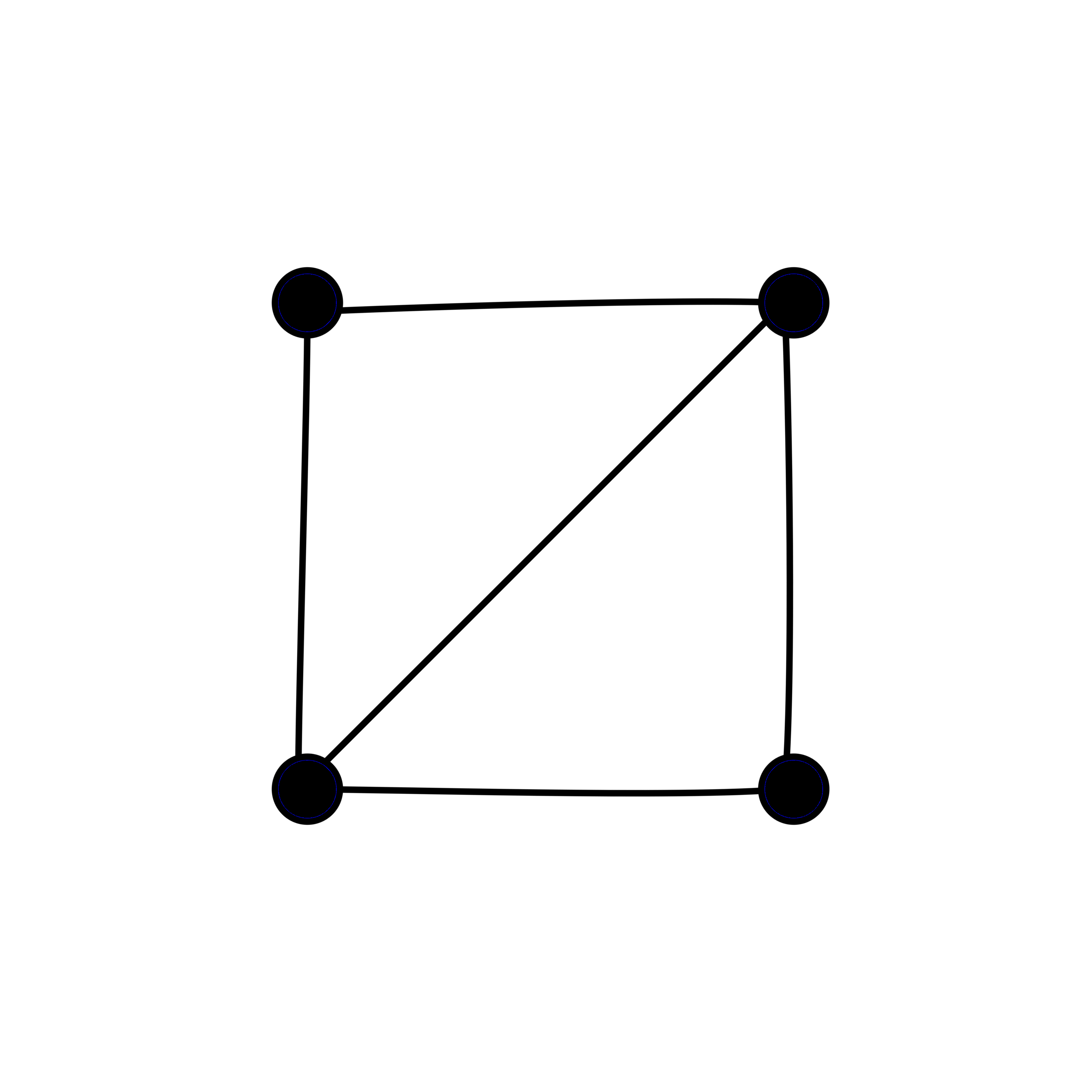
Исходный плоский граф: 4 вершины, 5 рёбер и 3 грани, {\displaystyle 4-5+3=2}
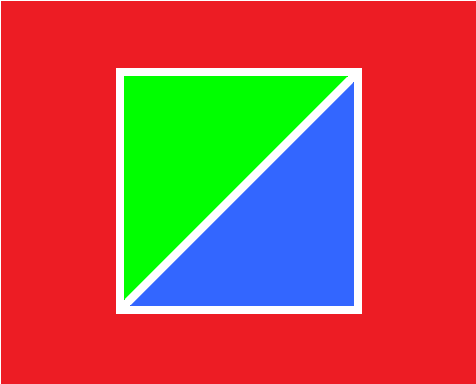
Три грани исходного графа: внешняя (красная) и две внутренние

- Планарный граф — это граф, который можно нарисовать на плоскости как плоский.

Например, полный граф с четырьмя вершинами {\displaystyle K_{4}} планарен.

Планарность полного графа с четырьмя вершинами
Граф {\displaystyle K_{4}}, нарисованный как неплоский
Граф {\displaystyle K_{4}}, нарисованный как плоский

Два легендарных графа непланарны:
- полный граф с пятью вершинами {\displaystyle K_{5}};
- полный двудольный граф {\displaystyle K_{3},3}.

Докажем, что граф {\displaystyle K_{5}} непланарен. От противного. Предположим, что {\displaystyle K_{5}} планарен. Тогда по следствию формулы Эйлера {\displaystyle K_{5}} имеет не более {\displaystyle 3\cdot 5-6=9} рёбер. Но {\displaystyle K_{5}} имеет 10 рёбер. Полученное противоречие доказывает, что граф {\displaystyle K_{5}} непланарен.

Легендарные непланарные графы
Полный граф с пятью вершинами {\displaystyle K_{5}}
Полный двудольный граф {\displaystyle K_{3,3}}

- Стягивание ребра графа — это удаление ребра из графа и слияние концевых вершин этого ребра в одну вершину вместе со своими рёбрами.

Стягивание ребра
Стягивание ребра с концевыми вершинами u и v

Теорема Понтрягина — Куратовского (1927, 1930), или теорема Куратовского (1930). Граф планарен тогда и только тогда, когда из него нельзя получить удалением рёбер и вершин с их рёбрами и последующим стягиванием рёбер ни граф {\displaystyle K_{5}}, ни граф {\displaystyle K_{3,3}}.
Например, из непланарного графа Петерсена можно получить подобным образом:
- граф {\displaystyle K_{5}} стягиванием внешних маленьких рёбер, направленных к центру графа: 0—5, 1—6, 2—7, 3—8, 4—9;
- граф {\displaystyle K_{3,3}} таким образом, как показано на следующем анимационном рисунке.

Доказательство непланарности графа Петерсена
Получение из графа Петерсена графа {\displaystyle K_{3,3}}

### Раскраска (англ.colouring)
Сколькими цветами можно раскрасить страны на карте так, чтобы смежные страны имели разный цвет? Сколько дней заседает парламентский комитет, если каждый комитет заседает один день, а некоторые члены парламента служат в нескольких комитетах? Какова минимальная длина школьного расписания, если известно, как часто каждый преподаватель преподаёт в каждом классе?
- Раскраска графа, или вершинная раскраска графа, — это раскраска вершин графа такая, что смежные вершины имеют разный цвет.

Примеры раскраски графов
Раскраска полного графа {\displaystyle K_{4}}
Раскраска полного графа {\displaystyle K_{6}}
Раскраска графа Петерсена

k-раскраска графа, или вершинная k-раскраска графа, или k-раскрашиваемость, — это вершинная раскраска графа в k цветов.

Различная k-раскраска графа-звезды с 5 вершинами
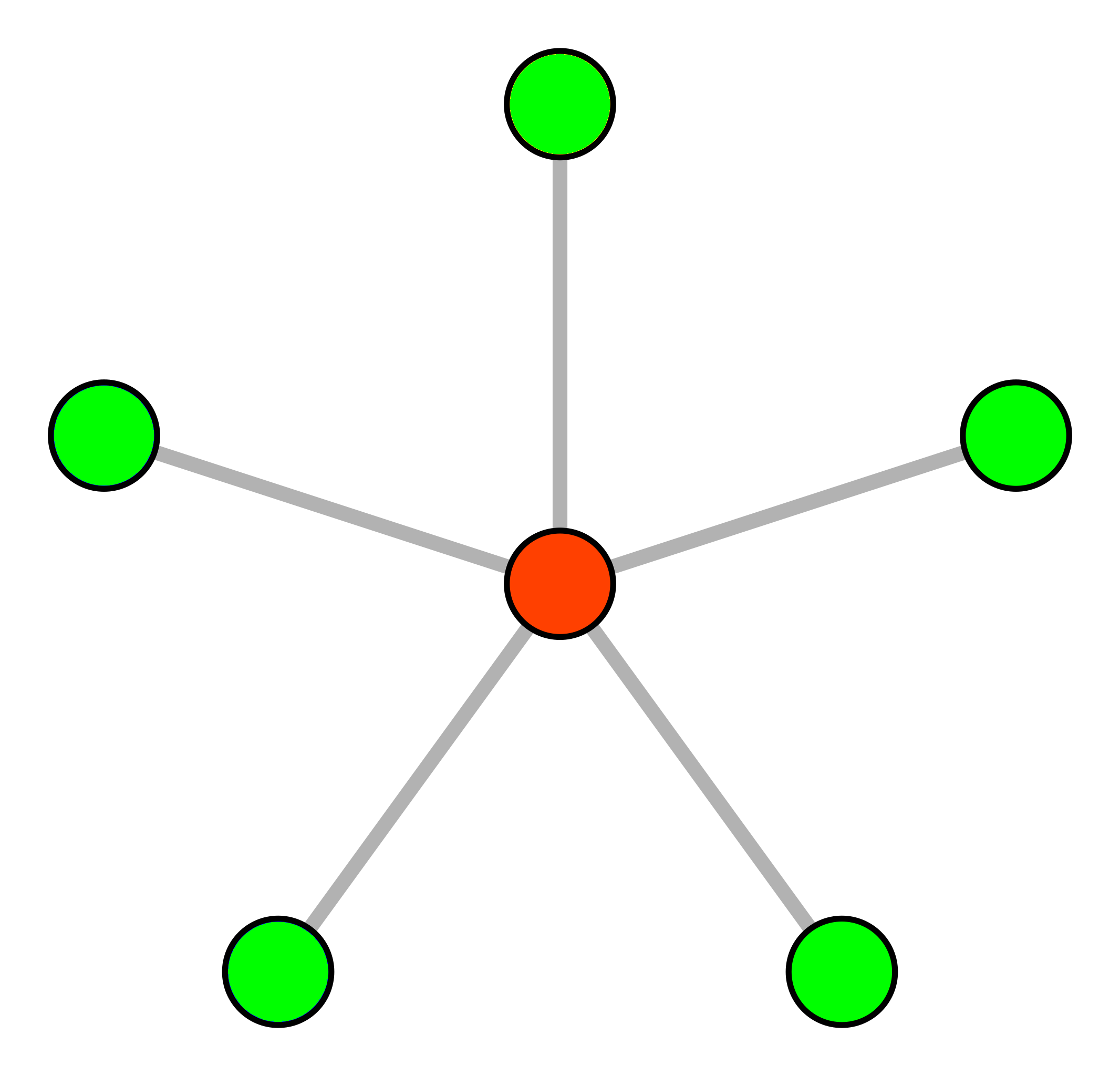
Граф-звезда с 5 вершинами раскрашен в 2 цвета
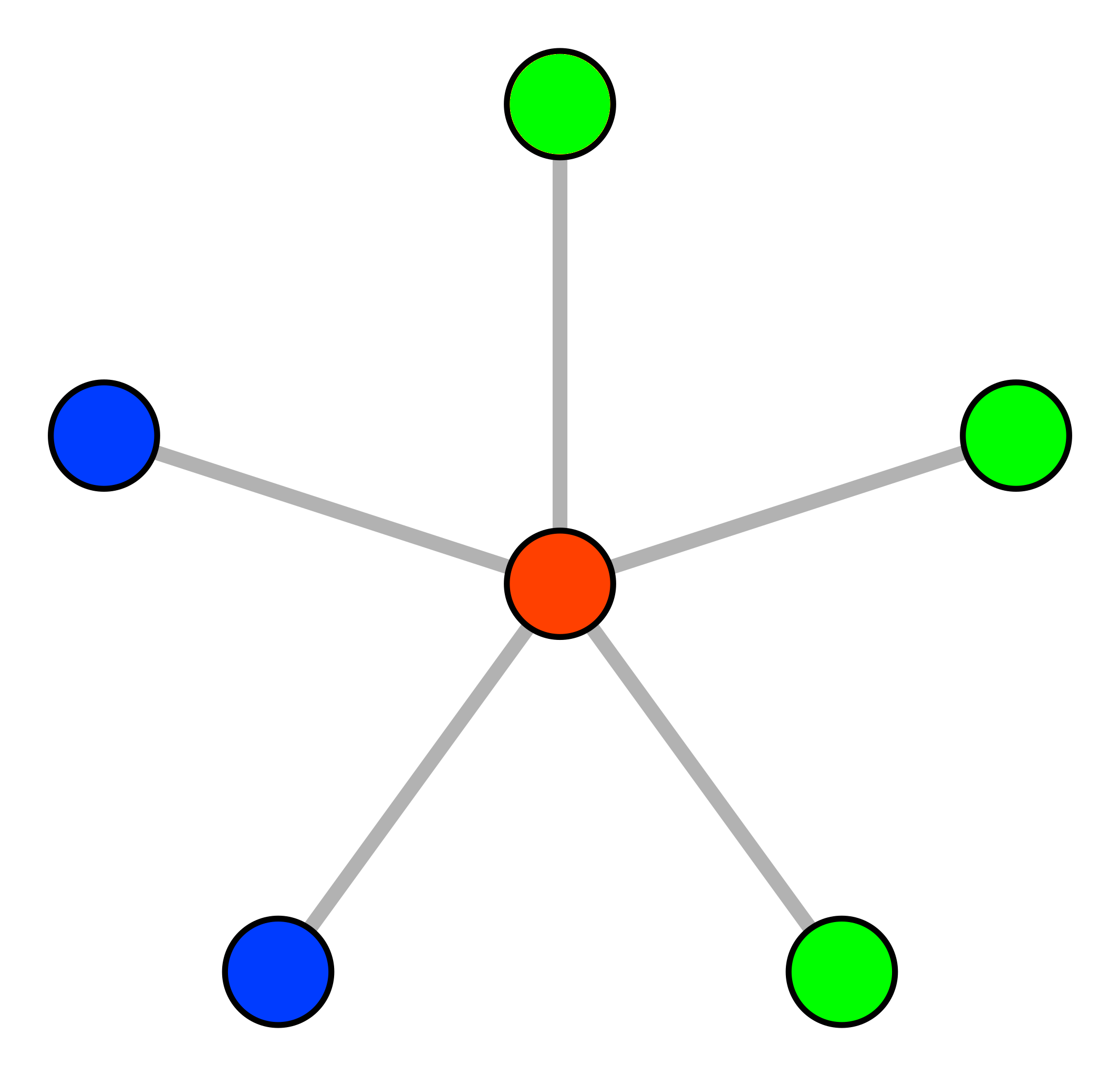
Граф-звезда с 5 вершинами раскрашен в 3 цвета
Граф-звезда с 5 вершинами раскрашен в 4 цвета

Хроматическое число графа, или вершинное хроматическое число графа, или k-хроматичность, — это минимальное k, при котором граф имеет k-раскраску. Обозначение: {\displaystyle \chi }.
Например, граф 1-хроматичен, когда он имеет хотя бы одну вершину и не имеет рёбер. Полный граф {\displaystyle K_{n}} n-хроматичен. Граф-звезда с 5 вершинами 2-хроматичен. И все графы-звёзды 2-хроматичны. Более того, граф двудолен тогда и только тогда, когда он 2-хроматичен.
Теорема. У графа с m рёбрами
{\displaystyle \chi \leqslant {\frac {1}{2}}+{\sqrt {2m+{\frac {1}{4}}}}}.
Доказательство. Пусть граф {\displaystyle \chi }-раскрашен. Тогда для любых двух цветов имеется хотя бы одно ребро с концами, окрашенными в эти цвета. Значит, таких рёбер не меньше, чем {\displaystyle {\frac {1}{2}}\chi (\chi -1)}, то есть {\displaystyle m\geqslant {\frac {1}{2}}\chi (\chi -1)}. Решая неравенство относительно {\displaystyle \chi }, получаем утверждение теоремы.
- Теорема о четырёх красках. Любой плоский граф 4-раскрашиваем.

Возможно, это единственный результат теории графов, который претендует на известность во всём мире. Отсюда следует, что каждая географическая карта может быть окрашена не более чем в четыре цвета так, чтобы соседние страны имели разный цвет. В настоящее время доказательство этой теоремы носит сложный компьютерный характер.

Окраска географической карты в 4 цвета
Карта субъектов Российской Федерации, раскрашенная в четыре цвета

Гораздо проще доказывается следующая ослабленное утверждение.
Теорема о пяти красках. Любой плоский граф 5-раскрашиваем.
Следующее утверждение тоже широко известно.
Теорема (Грёч, 1959). Любой плоский граф без треугольников 3-раскрашиваем.

Раскраска планарного графа без треугольников в 3 цвета
3-раскраска бидиакис-куба, пример планарного графа без треугольников
3-раскраска планарного графа без треугольников

- Рёберная раскраска графа, — это раскраска рёбер графа такая, что смежные рёбра имеют разный цвет.

Примеры рёберной раскраски графов
Рёберная раскраска полного графа {\displaystyle K_{4}}
Рёберная раскраска полного графа {\displaystyle K_{8}}
Рёберная раскраска графа Петерсена

Рёберная k-раскраска графа, или рёберная k-раскрашиваемость, — это рёберная раскраска графа в k цветов.

Различная рёберная k-раскраска полного графа с 4 вершинами
Полный граф {\displaystyle K_{4}} рёберно раскрашен в 3 цвета
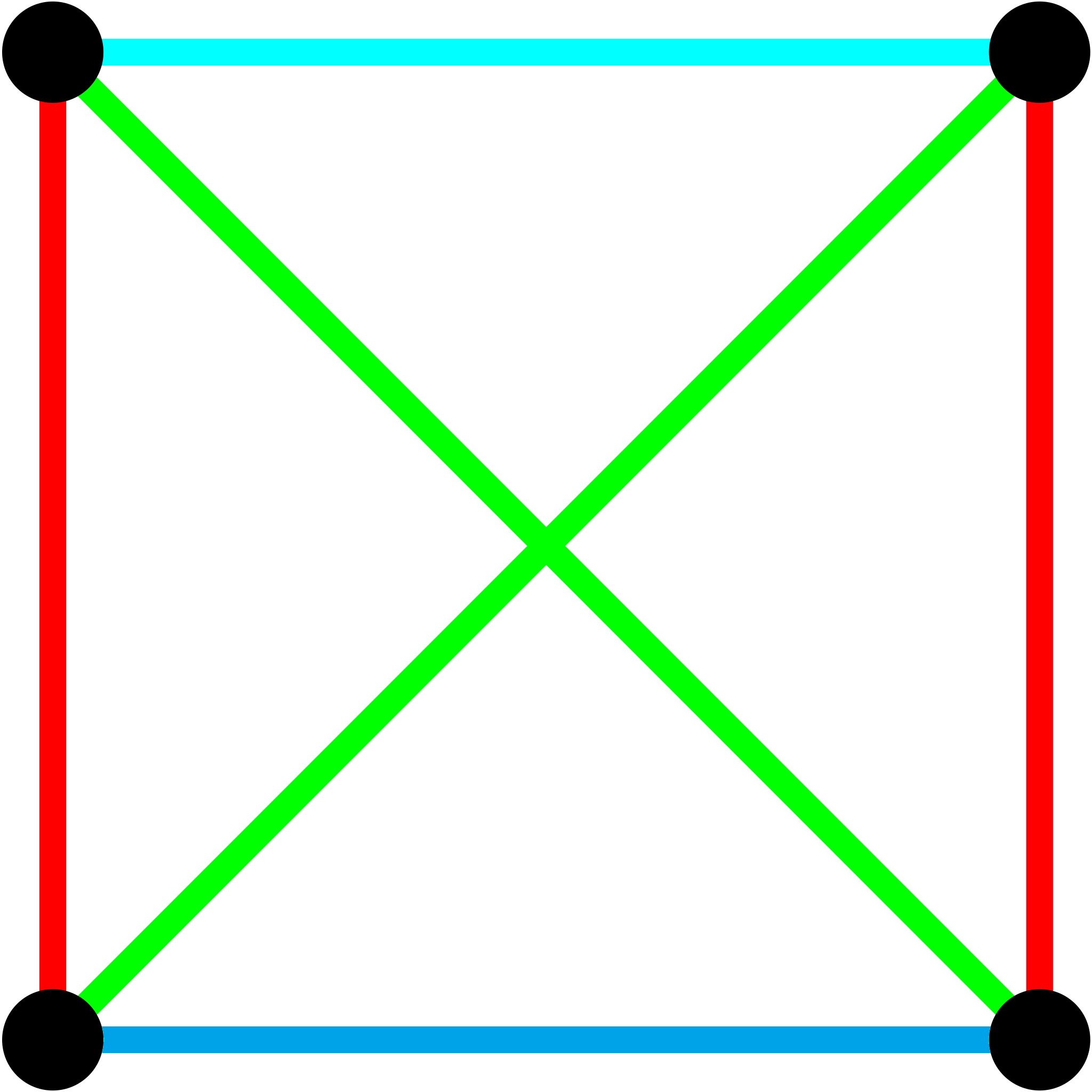
Полный граф {\displaystyle K_{4}} рёберно раскрашен в 4 цвета
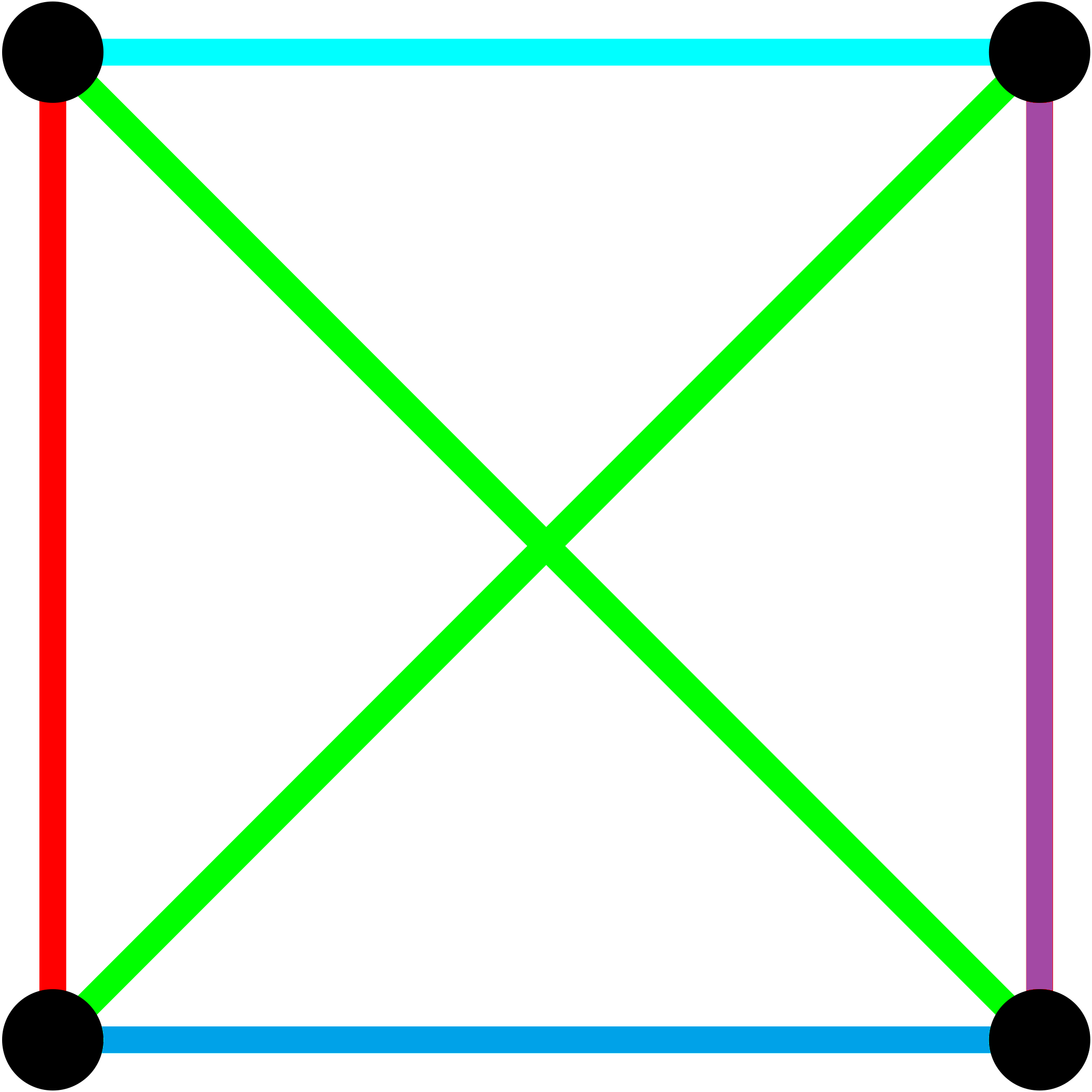
Полный граф {\displaystyle K_{4}} рёберно раскрашен в 5 цветов

Хроматический индекс графа, или рёберное хроматическое число графа, или рёберная k-хроматичность, — это минимальное k, при котором граф имеет рёберную k-раскраску. Обозначение: {\displaystyle \chi '}.
Для хроматического числа графа {\displaystyle \chi } доказаны лишь очень грубые оценки, тогда как для хроматический индекс графа {\displaystyle \chi '} равен либо максимальной степени вершин графа {\displaystyle \Delta }, либо {\displaystyle \Delta +1}.
Ясно, что для любого графа {\displaystyle \chi '\geqslant \Delta }.
Теорема (Кёниг, 1916). Для любого двудольного графа {\displaystyle \chi '=\Delta }.
Теорема (Визинг, 1964). Для любого графа {\displaystyle \Delta \leqslant \chi '\leqslant \Delta +1}.
Теорема Визинга делит конечные графы на два класса: имеющие {\displaystyle \chi '=\Delta } и имеющий {\displaystyle \chi '=\Delta +1}.

Рёберная раскраска графов разных классов
Полный граф {\displaystyle K_{4}} имеет {\displaystyle \chi '=\Delta =3}
Полный граф {\displaystyle K_{3}} имеет {\displaystyle \chi '=\Delta +1=3}

### Потоки (англ.flows)
Граф можно рассматривать как сеть, когда рёбра несут некоторый поток, например поток воды, или электрического тока, или данных и так далее. Как моделируется подобная ситуация математически?
- Разбиение множества — это набор попарно непересекающихся подмножеств, объединение которых даёт всё множество.

Примеры разбиений множеств
Разбиение множества на 6 подмножеств
Разбиение множества на 7 подмножеств

Разрез в графе — это набор всех рёбер графа, пересекающих некоторое разбиение всех вершин графа на два множества — на стороны разбиения, то есть концевые вершины каждого ребра разреза находятся в разных сторонах разбиения.
Ясно, что стороны разбиения однозначно определяют разрез.
Бонд, или коцикл, — это минимальный по количеству рёбер непустой разрез в графе, то есть при удалении любого числа рёбра из разреза разрез перестаёт быть каким-либо разрезом.
В следующем примере 5-рёберный разрез не минимальный, поскольку при удалении 3 рёбер получается минимальный разрез, показанный справа.

Примеры разрезов в графе
5-рёберный разрез в 6-рёберном графе (не бонд)
2-рёберный разрез в том же графе (бонд)

- Поток на графе — это набор целых чисел {\displaystyle f(x,y)}, приписанных каждой упорядоченной паре {\displaystyle (x,y)} смежных узлов (вершин) сети (графа) такой, что:

- выполняется антисимметричность потока {\displaystyle f(x,y)=-f(y,x)};
- в узлах {\displaystyle x}, в которых поток в сеть не входит и не выходит, выполняется первое правило Кирхгофа {\displaystyle \sum f(x,y)=0}, где суммирование проводится по всем {\displaystyle y}, смежным с {\displaystyle x}.

Источник — это узел, где поток входит в сеть. Обозначение: {\displaystyle s}.
Сток — это узел, где поток выходит из сети. Обозначение: {\displaystyle t}.

Пример потока с источником s и стоком t на графе
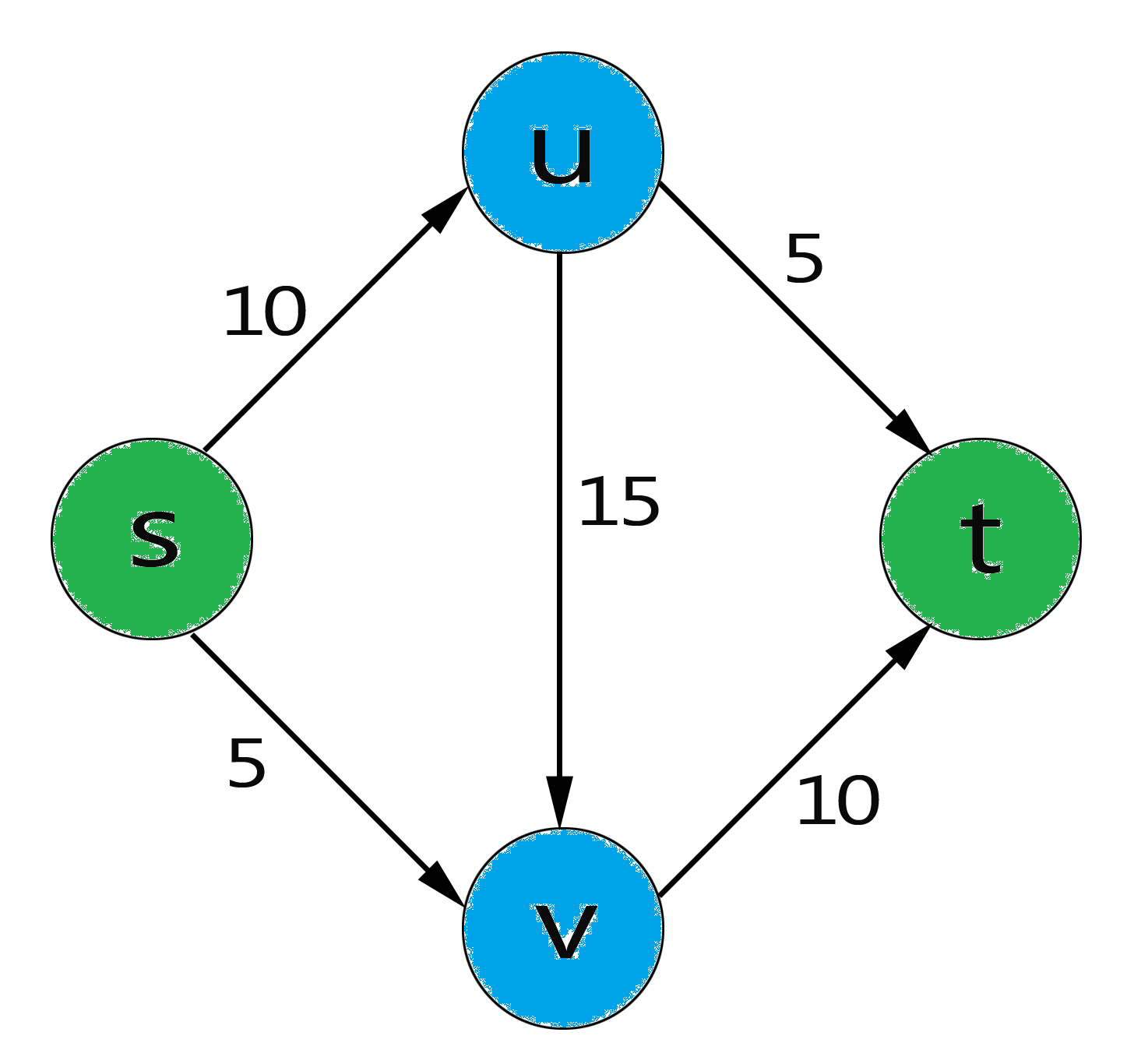
Граф потока не имеет (для вершин u и v не выполнено правило Кирхгофа)
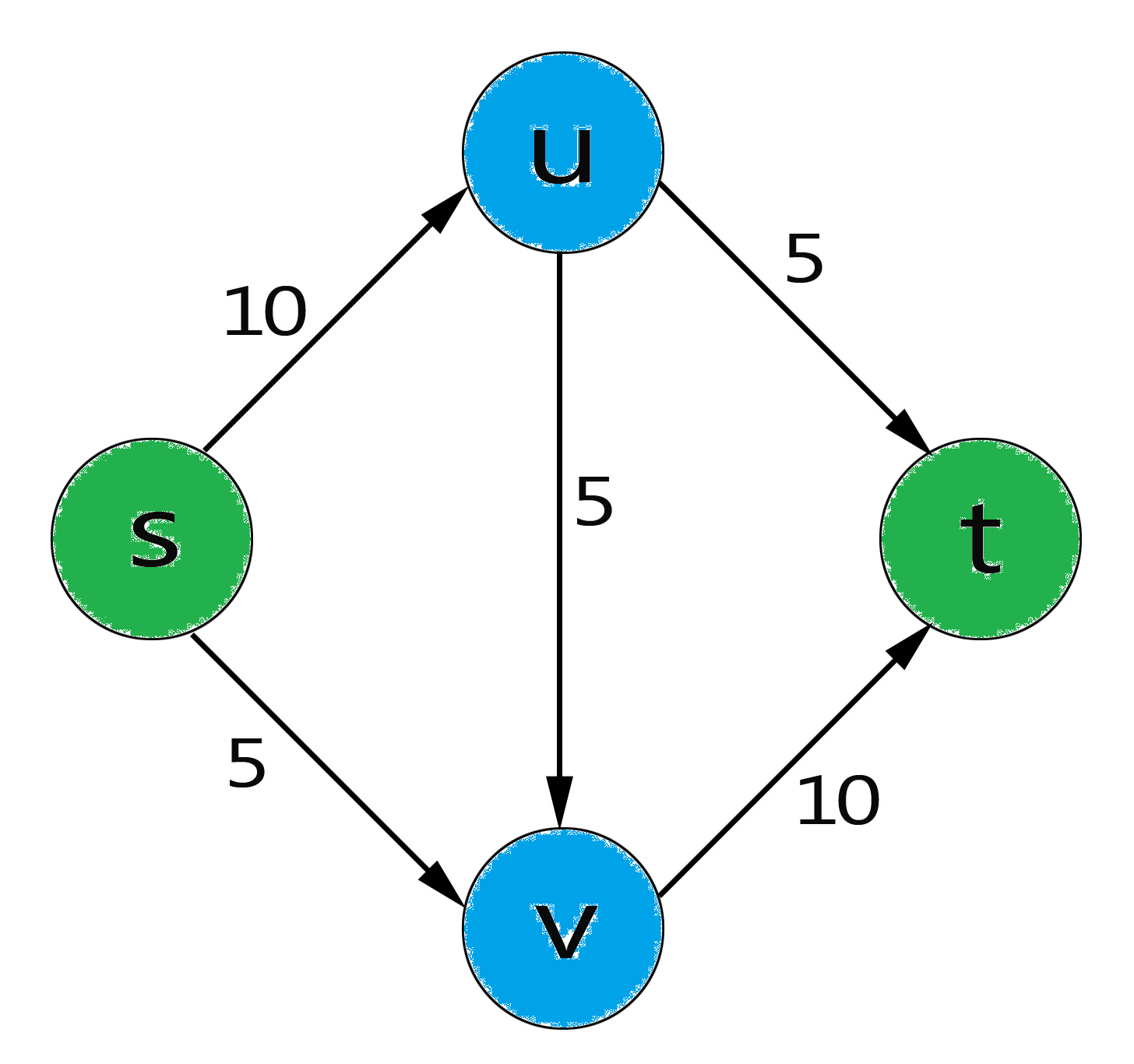
Поток на графе

Теория потоков:
- моделирует реальные потоки;
- взаимодействует с другими разделами теории графов (особенно со связностью и раскрасками).

Ребро мультиграфа не определяется однозначно парой {\displaystyle (x,y)} или {\displaystyle (y,x)}.
Ориентированное ребро мультиграфа — это тройка {\displaystyle (e,x,y)}, где {\displaystyle e} — ребро мультиграфа, начинающееся в вершине {\displaystyle x} и заканчивающееся в вершине {\displaystyle y}.
Ребро {\displaystyle e} с {\displaystyle x\neq y} имеет два направления {\displaystyle (e,x,y)} и {\displaystyle (e,y,x)}. Петля имеет одно направление {\displaystyle (e,x,x)}.
Циркуляция на графе — это функция {\displaystyle f(e,x,y)} такая, что:
(F1) выполняется антисимметричность циркуляции {\displaystyle f(e,x,y)=-f(e,y,x)} для всех ориентированных рёбер графа {\displaystyle (e,x,y)} с {\displaystyle x\neq y};
(F2) во всех узлах {\displaystyle v} выполняется первое правило Кирхгофа {\displaystyle \sum f(e,v,w)=0}, где суммирование проводится по всем {\displaystyle w}, смежным с {\displaystyle v}.
Теорема. В циркуляции суммарный поток через любой разрез равен нулю:
{\displaystyle \sum f(e,v,w)=0}, где суммирование идёт по всем рёбрам {\displaystyle (e,v,w)} произвольного разреза графа.

Пример циркуляции на графе (источников и стоков нет)
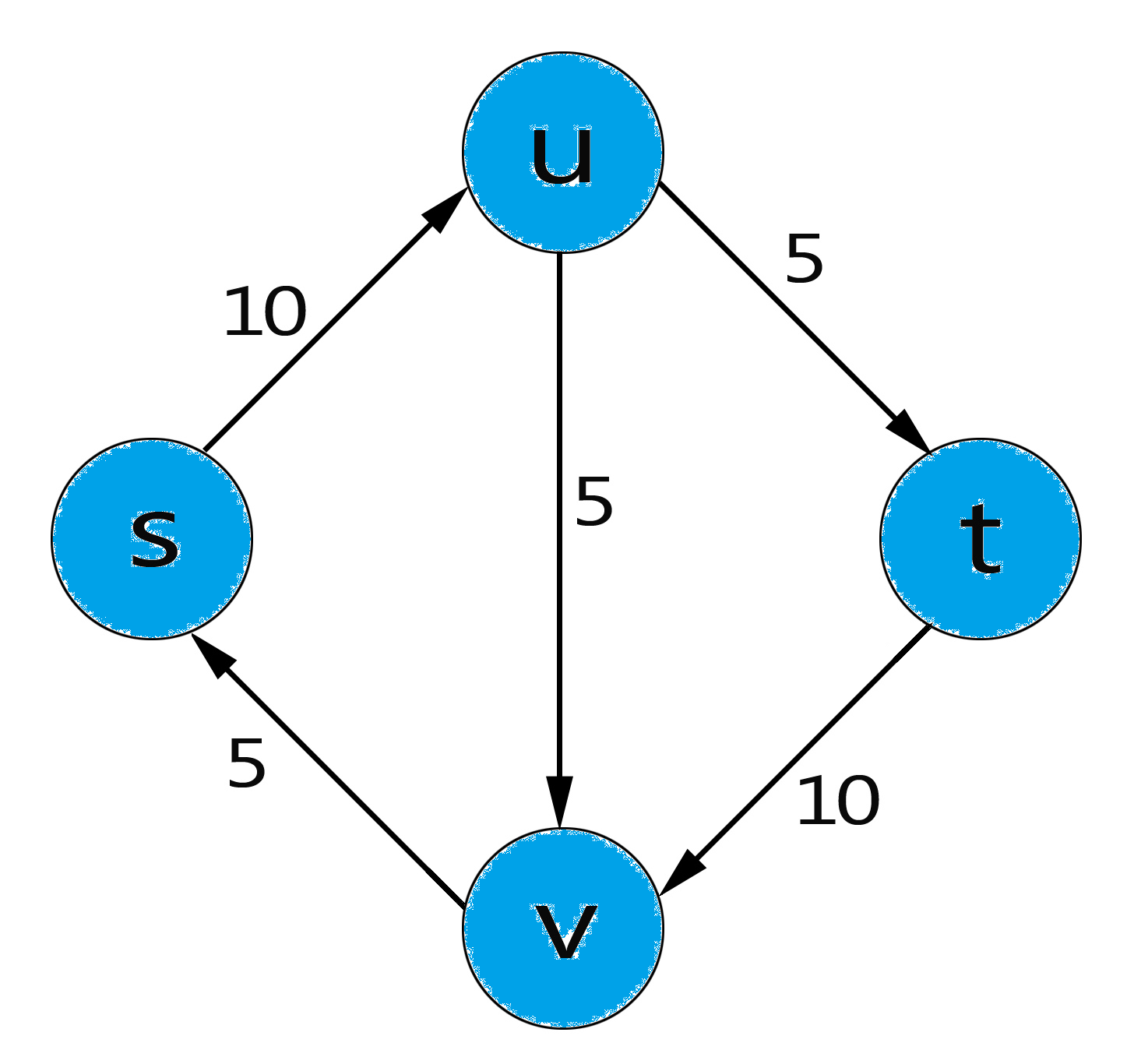
Граф циркуляции не имеет (для вершин s, t и v не выполнено правило Кирхгофа)
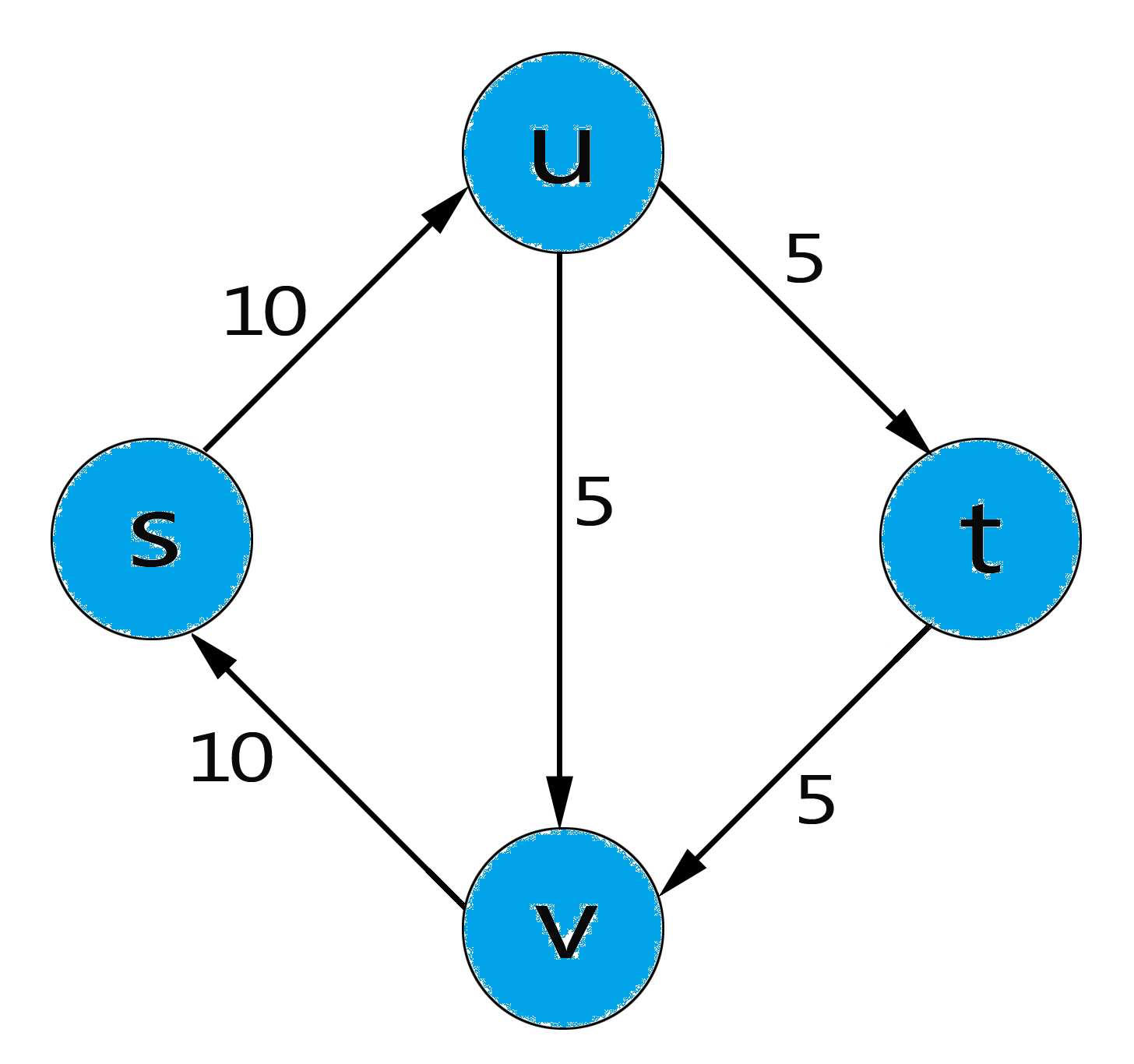
Циркуляция на графе
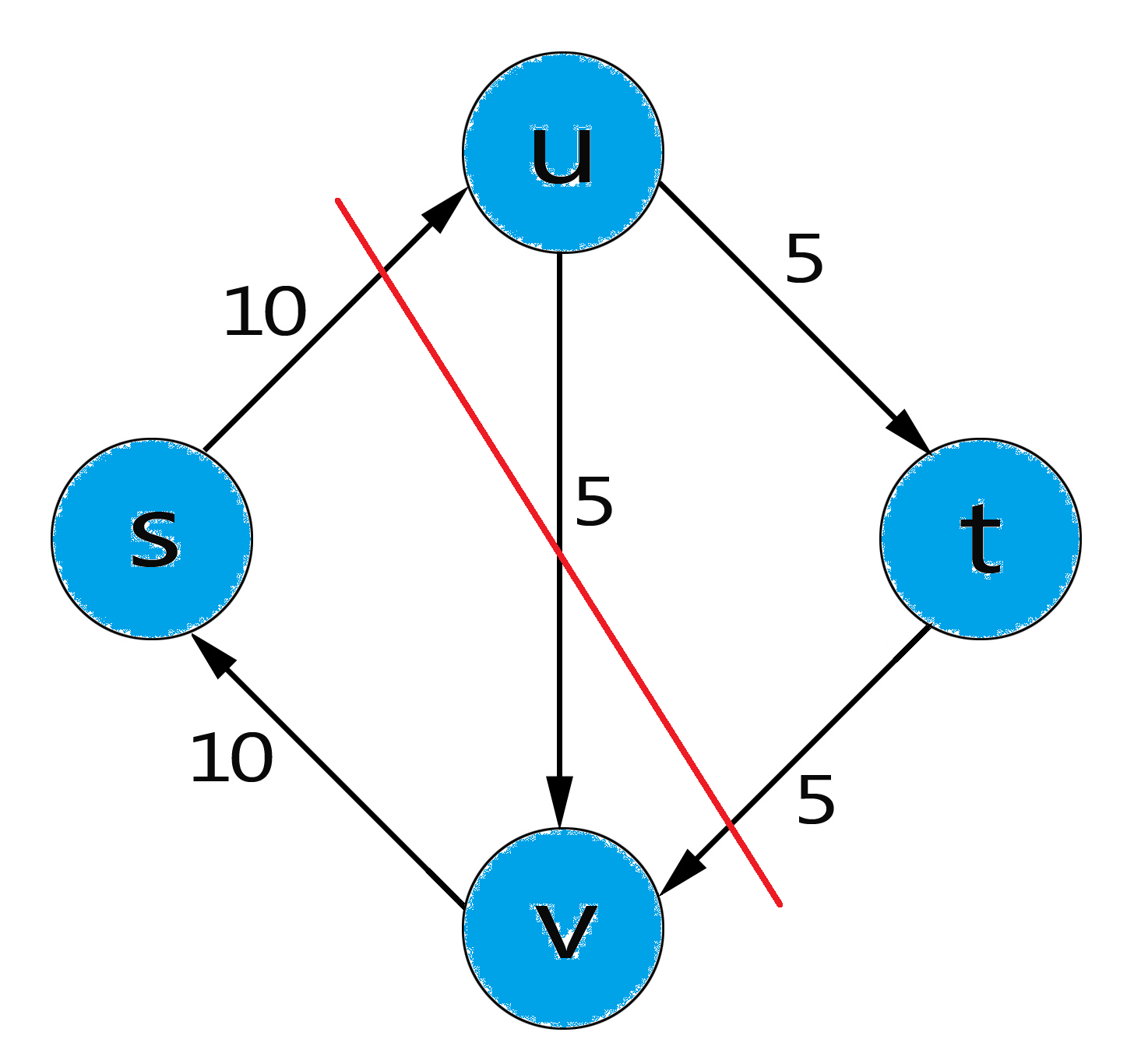
В циркуляция поток через любой разрез равен 0

- Функция пропускной способности на графе, или пропускная способность рёбер графа, — это набор натуральных чисел (с нулём), приписанных каждому ориентированному ребру мультиграфа.

Функция пропускной способности на графе определена независимо для обоих направлений ребра.

Пример пропускной способности на графе
Граф с источником s и стоком t. Указаны пропускные способности ориентированных рёбер

Сеть — это мультиграф с двумя выделенными узлами (вершинами) {\displaystyle s} и {\displaystyle t} и функцией пропускной способности {\displaystyle c(e,x,y)} на каждом ориентированном ребре {\displaystyle (e,x,y)}.
Разрез сети — это разрез мультиграфа сети такой, что выделенные узлы {\displaystyle s} и {\displaystyle t} лежат на разных сторонах разреза.
Пропускная способность разреза сети — это сумма {\displaystyle \sum c(e,v,w)}, где суммирование идёт по всем рёбрам {\displaystyle (e,v,w)} разреза сети.
Поток в сети — это вещественнозначная функция {\displaystyle f(e,x,y)} в сети такая, что:
(F1) выполняется антисимметричность потока {\displaystyle f(e,x,y)=-f(e,y,x)} для всех ориентированных рёбер сети (графа) {\displaystyle (e,x,y)} с {\displaystyle x\neq y};
(F2') во всех узлах (вершинах) {\displaystyle v}, кроме {\displaystyle s} и {\displaystyle t}, выполняется первое правило Кирхгофа {\displaystyle \sum f(e,v,w)=0}, где суммирование проводится по всем {\displaystyle w}, смежными с {\displaystyle v};
(F3) {\displaystyle f(e,x,y)\leqslant c(e,x,y)} для всех ориентированных рёбер сети {\displaystyle (e,x,y)}.
Величина потока разреза сети — это сумма {\displaystyle \sum f(e,v,w)}, где суммирование идёт по всем рёбрам {\displaystyle (e,v,w)} разреза сети.
Величина потока разреза сети одинакова для всех разрезов сети и называется величиной потока сети.
Теорема (Форд, Фалкерсон, 1956). В любой сети максимальная величина потока равна минимальной пропускной способности разрезов.

Пример максимального потока в сети
Сеть с источником s и стоком t. Для каждого ориентированного ребра указаны поток (1-е число) и пропускная способность (2-е число). Поток через любой разрез максимален и равен 18 — минимальной пропускной способности разрезов

### Экстремальная теория графов (англ.extremal graph theory)
Какая рёберная плотность необходима для существования заданного подграфа — типичная экстремальная задача на графах. Достаточно высокая средняя степень вершин или большое хроматическое число гарантируют, что нужная подструктура обязательно встретится в графе? Какое наибольшее возможное число рёбер может иметь {\displaystyle n}-вершинный граф, чтобы не иметь другой, меньший, граф в качестве подграфа?
- Экстремальный граф — для заданных натурального числа {\displaystyle n} и графа {\displaystyle H} это {\displaystyle n}-вершинный граф {\displaystyle G} с максимально возможным числом рёбер, не содержащий подграф {\displaystyle H}: {\displaystyle G\nsupseteq H}. Такое максимальное число рёбер обозначается {\displaystyle \operatorname {ex} (n,H)}.

Максимальный граф — для заданных натурального числа {\displaystyle n} и графа {\displaystyle H} это {\displaystyle n}-вершинный граф {\displaystyle G} такой, что {\displaystyle G\nsupseteq H}, но при добавлении любого нового ребра {\displaystyle G\supseteq H}.
Ясно, что экстремальный граф максимален. Но не наоборот, как показано на рисунке ниже.

Пример экстремального графа и максимального не экстремального
Полный граф 3-го порядка {\displaystyle K_{3}}
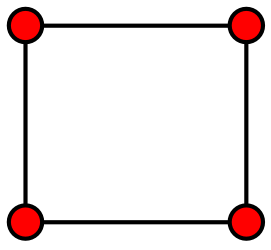
Экстремальный граф 4-го порядка для полного графа {\displaystyle K_{3}}
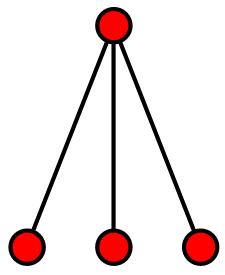
Максимальный, но не экстремальный граф 4-го порядка для {\displaystyle K_{3}}

- {\displaystyle r}-дольный граф, или многодольный граф — это граф, у которого множество вершин допускает разбиение на {\displaystyle r} подмножеств — долей таких, что:

- конечные вершины каждого ребра лежат в разных долях;
- вершины одной доли попарно несмежны.

Полный {\displaystyle r}-дольный граф — это {\displaystyle r}-дольный граф, в котором каждые две вершины из разных долей смежны. Обозначение: {\displaystyle K_{n_{1},n_{2},\dots ,n_{r}}}.

Пример двудольных графов
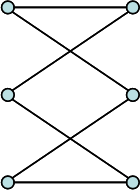
Неполный двудольный граф
Полный двудольный граф {\displaystyle K_{3,3}}

Пример 3-дольных графов
Неполный 3-дольный граф
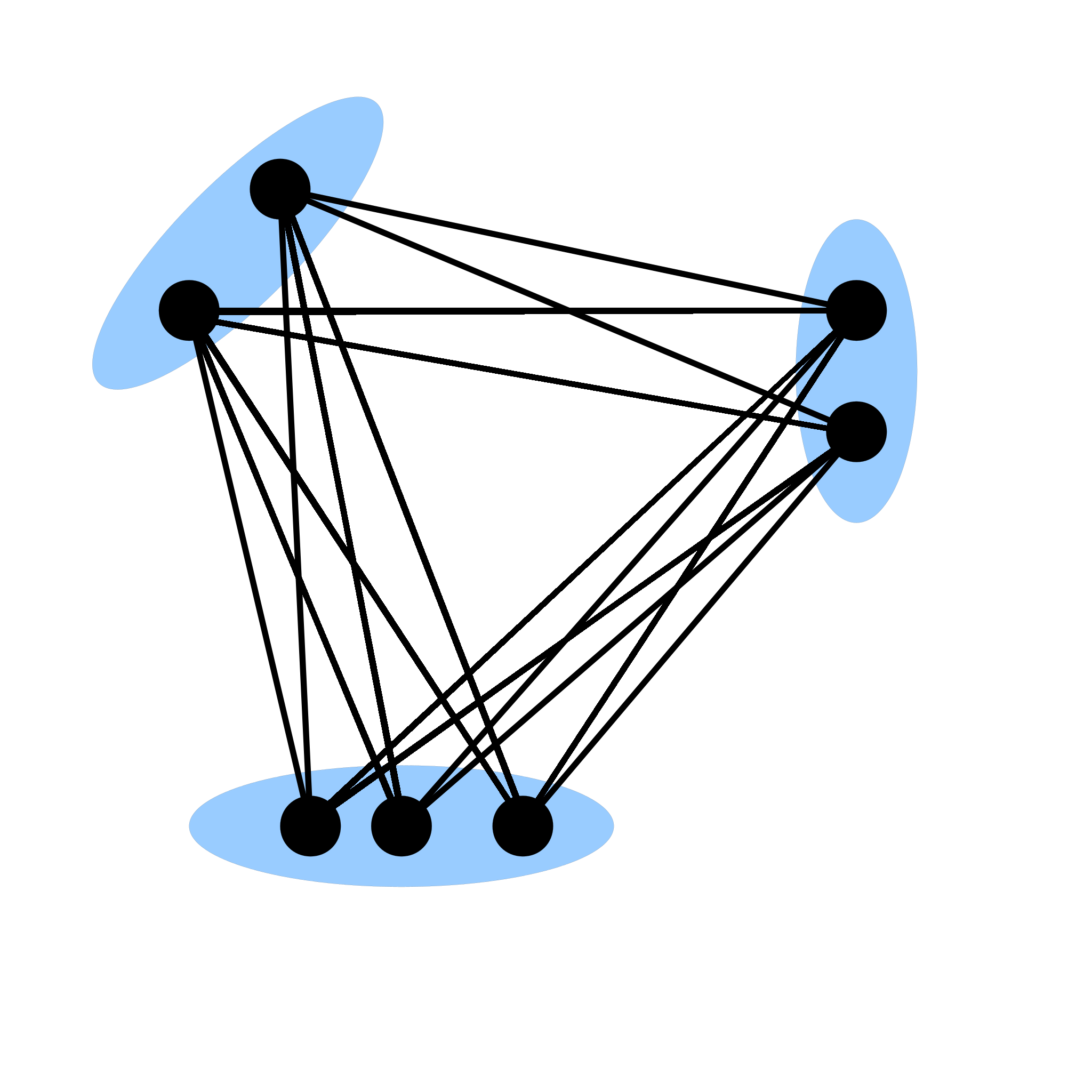
Полный 3-дольный граф {\displaystyle K_{3,2,2}}

- Граф Турана — это {\displaystyle n}-вершинный граф со следующими свойствами:

- это {\displaystyle r}-дольный граф с {\displaystyle r\leqslant n};
- количества вершин долей отличаются друг от друга не более чем на 1.

Обозначение: граф Турана {\displaystyle T_{r}(n)} имеет {\displaystyle t_{r}(n)} рёбер.
Граф Турана {\displaystyle T_{r}(n)} плотен (то есть близок к полному графу), так как имеет около {\displaystyle n^{2}} рёбер, точнее,
{\displaystyle t_{r}(n)\leqslant n^{2}{\frac {r-1}{2r}}},
и равенство достигается, когда {\displaystyle r} делит {\displaystyle n}.
Теорема (Туран, 1941). Граф Турана {\displaystyle T_{r-1}(n)} — это единственный экстремальный граф для {\displaystyle n} и {\displaystyle K_{r}}, причём {\displaystyle \operatorname {ex} (n,K_{r})=t_{r-1}(n)}.

Пример графов, не являющихся графами Турана
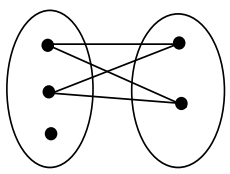
Неполный двудольный граф
Полный двудольный граф {\displaystyle K_{5,3}}, но размер долей отличается на 2

Пример графов Турана
Полный двудольный граф {\displaystyle K_{3,3}}: граф Турана {\displaystyle T_{2}(6)}
Полный 4-дольный граф {\displaystyle K_{4,3,3,3}}: граф Турана {\displaystyle T_{4}(13)}

### Бесконечные графы (англ.infinite graphs)
Изучение бесконечных графов привлекательно, однако этим разделом теории графов часто пренебрегают. Терминология совпадает с терминологией конечных графов, за исключением принципиально новых понятий бесконечных графов. Наиболее типичные подобные понятия появляются уже при «минимуме бесконечности», когда у графа всего лишь счётное число вершин и только конечное число рёбер в вершинах.
- Локально конечный граф — это граф, в каждой вершине которого сходится конечное число рёбер.

Луч — это граф с бесконечными множествами вершин и рёбер, соответственно пронумерованных следующим образом:
{\displaystyle \{x_{0},x_{1},x_{2},\dots \},\{x_{0}x_{1},x_{1}x_{2},x_{2}x_{3},\dots \}.}
Двойной луч — это граф с бесконечными множествами вершин и рёбер, соответственно пронумерованных следующим образом:
{\displaystyle \{\dots ,x_{-1},x_{0},x_{1},\dots \},\{\dots ,x_{-1}x_{0},x_{0}x_{1},x_{1}x_{2},\dots \}.}

Пример двойного луча
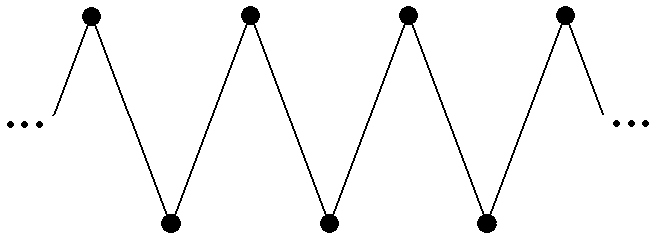
Бесконечный граф со счётным числом вершин, в каждой вершине сходится 2 ребра

Ясно, что с точностью до изоморфизма существует только один луч и один двойной луч.
Двойной луч, во всех вершинах которого сходятся ровно два ребра, — это бесконечный 2-регулярный связный граф.
Путь — это либо конечный путь, либо луч, либо двойной луч.
Хвост — это подлуч луча или двойного луча. Луч имеет бесконечно много хвостов, которые отличаются только начальным конечным сегментом.
Гребень — это объединение луча с бесконечным количеством непересекающихся конечных путей, которые имеют первую вершину на луче. Зубья гребня — это последние вершины конечных путей гребня.

Пример гребня
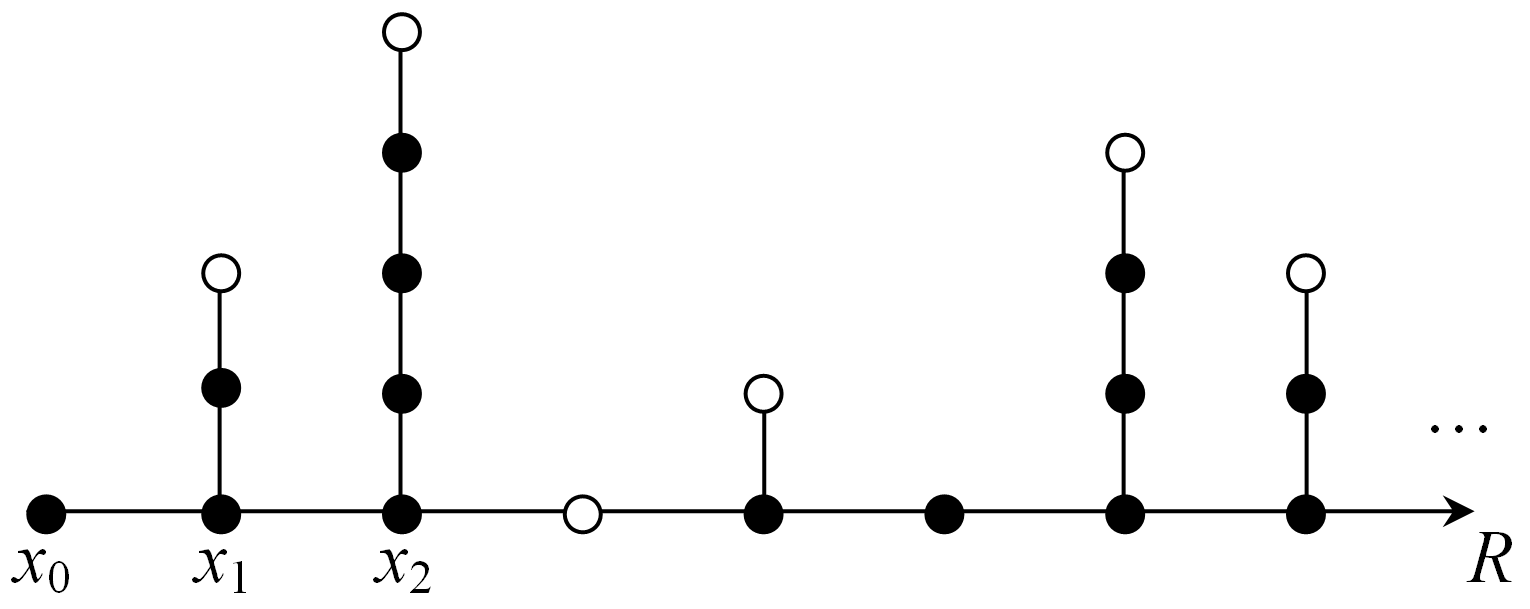
Гребень с белыми зубьями и лучом {\displaystyle R}

- Лемма Кёнига о бесконечном пути. Пусть:

- граф — объединение бесконечного числа непересекающихся непустых конечных множеств {\displaystyle V_{0},V_{1},V_{2},\dots };
- у каждой вершины {\displaystyle v} из {\displaystyle V_{n}} при {\displaystyle n\geqslant 1} есть сосед {\displaystyle f(v)} из {\displaystyle V_{n-1}}.

Тогда граф содержит луч {\displaystyle v_{0}v_{1}v_{2}\dots } с {\displaystyle v_{n}\in V_{n}} для всех {\displaystyle n}.

Лемма Кёнига о бесконечном пути
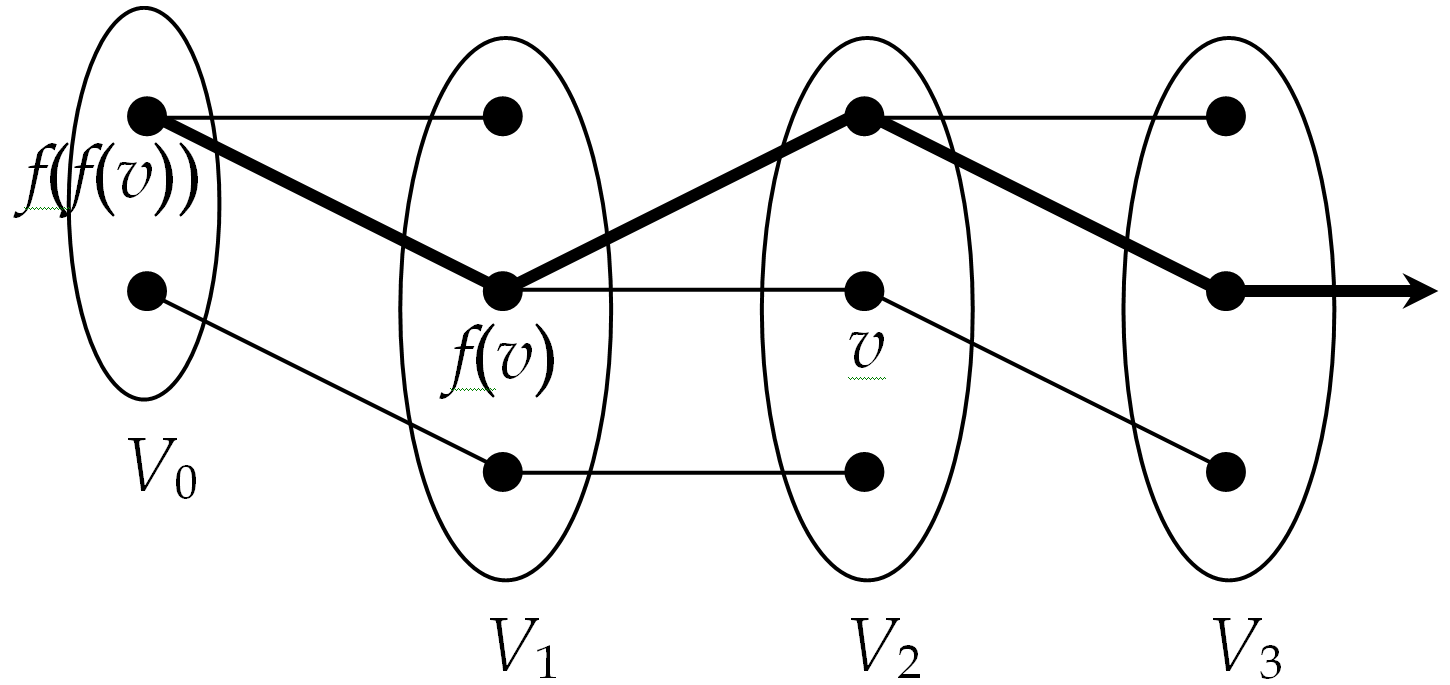
Иллюстрация к лемме Кёнига о бесконечном пути

Доказательство. 1. Имеется бесконечное множество конечных путей вида {\displaystyle vf(v)f(f(v))\dots }, которые заканчиваются в {\displaystyle V_{0}}. Поскольку {\displaystyle V_{0}} конечно, то имеется такая вершина {\displaystyle v_{0}} в {\displaystyle V_{0}}, в которой заканчиваются бесконечно много таких путей.
2. Бесконечно много путей, заканчивающихся в {\displaystyle v_{0}}, имеют предпоследнюю вершину в {\displaystyle V_{1}}. Путей бесконечно много, а {\displaystyle V_{1}} конечно, поэтому имеется такая вершина {\displaystyle v_{1}} в {\displaystyle V_{1}}, которая принадлежит бесконечному множеству таких путей.
3. Бесконечно много путей, проходящих через {\displaystyle v_{1}}, имеют вершину в {\displaystyle V_{2}}, поэтому имеется такая вершина {\displaystyle v_{2}} в {\displaystyle V_{2}}, которая принадлежит бесконечному множеству этих путей.
4. И так далее до бесконечности. Бесконечный луч {\displaystyle v_{0}v_{1}v_{2}\dots } построен.
Приложения этой леммы о бесконечном пути основаны на том, что счётный граф можно рассматривать как бесконечную последовательность конечных подграфов.
- Конец графа[англ.] — это класс эквивалентности лучей графа. Два луча графа эквивалентны, если после удаления из графа любого конечного множества вершин оба луча имеют хвост в одной и той же компоненте связности.

Определим концы лестницы, бесконечной в две стороны. Каждый луч в этом графе содержит вершины, расположенные как угодно далеко либо слева, либо справа, но не одновременно слева и справа. Эти два типа лучей образуют два класса эквивалентности, поэтому лестница имеет два конца. На рисунке ниже эти концы графа отмечены точками.

2-сторонняя бесконечная лестница
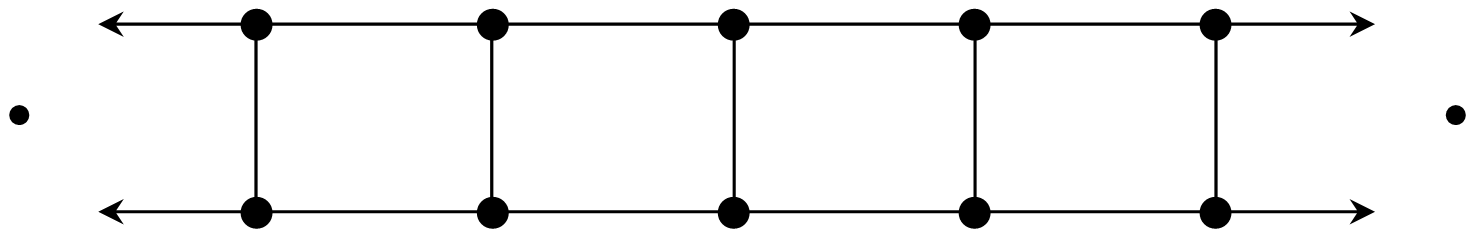
2-сторонняя бесконечная лестница, концы отмечены точками

Особенно просты концы дерева:
- два луча дерева эквивалентны тогда и только тогда, когда они имеют общий хвост;
- для каждой фиксированной вершины дерева каждый конец содержит ровно один луч, начинающийся с этой вершины.

Даже локально конечное дерево может иметь континуум концов. Например, двоичное дерево, в котором вершины обозначены конечными 0—1 последовательностями, с пустым множеством {\displaystyle \emptyset } в качестве корня. Тогда концы такого дерева соответствуют его лучам, начинающимся с корня {\displaystyle \emptyset }, и, следовательно, континууму бесконечных последовательностей 0—1.

Пример двоичного дерева
Двоичное дерево с континуумом концов, по одному для каждой бесконечной последовательности 0—1

### Теория Рамсея для графов (англ.Ramsey theory for graphs)
Каждый ли достаточно большой граф содержит или полный граф {\displaystyle K_{r}}, или индуцированное дополнение {\displaystyle {\overline {K_{r}}}}? Несмотря на сходство с экстремальными задачами с их поиском локальных следствий глобальных предположений, последний вопрос приводит к математике несколько иного рода. Действительно, теоремы и доказательства теории Рамсея имеют больше общего с подобными результатами из алгебры или геометрии. Язык графов естествен в рамсеевских задачах, и материал показывает разнообразие идей и методов, достаточное 
для того, чтобы передать обаяние этой теории в целом?
- Дополнение графа — это граф, у которого:

- множество верши совпадает с множеством вершин исходного графа;
- вершины соединены ребром тогда и только тогда, когда они не соединены ребром в исходном графе. Обозначение для графа {\displaystyle G}: {\displaystyle {\overline {G}}}.

Дополнение полного графа {\displaystyle K_{r}} — вполне несвязный граф {\displaystyle {\overline {K_{r}}}}, содержащий только вершины.

Графы и их дополнения
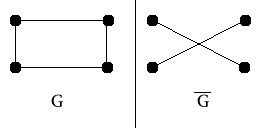
Квадрат (слева) и его дополнение (справа)
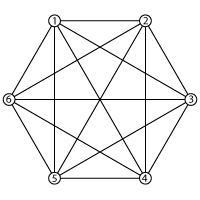
Полный граф {\displaystyle K_{6}}
Дополнение {\displaystyle {\overline {K_{6}}}}

Самодополнительный граф — граф, который изоморфен своему дополнению. Наименьшие нетривиальные самодополнительные графы содержат 4 и 5 вершин.

Наименьшие нетривиальные самодополнительные графы
Самодополнительный граф с 4 вершинами
Самодополнительный граф с 5 вершинами
Самодополнительный граф с 5 вершинами

- Задача Рамсея — широко известная головоломка:

- доказать, что среди шести человек всегда присутствуют либо трое попарно знакомых, либо трое попарно незнакомых.

Формулировка задачи Рамсея в теории графов:
- шесть вершин графа — это люди, рёбра — это знакомства. Доказать, что найдутся либо три вершины, попарно соединённые рёбрами, либо три вершины, попарно не соединённые.

Точная формулировка с использованием дополнения графа.
Теорема. Любой граф с шестью вершинами либо содержит треугольник, либо его дополнение содержит треугольник.
Доказательство. 1. Пусть дан граф {\displaystyle G} с шестью вершинами. Возьмём любую его вершину {\displaystyle v}. Вершина {\displaystyle v} соединена ребром с любой из остальных пяти вершин или в {\displaystyle G}, или в {\displaystyle {\overline {G}}}. Поэтому, не теряя общности, предположим, что {\displaystyle v} соединена с вершинами {\displaystyle u_{1},u_{2},u_{3}} в {\displaystyle G}.
2. Если из вершин {\displaystyle u_{1},u_{2},u_{3}} какие-нибудь две соединены ребром, то с {\displaystyle v} получается треугольник в {\displaystyle G}. Если никакие две из вершин {\displaystyle u_{1},u_{2},u_{3}} не соединены ребром, то они образуют треугольник в {\displaystyle {\overline {G}}}.
Обобщение теоремы.
Теорема (Рамсей, 1930). Для любого натурального числа {\displaystyle r} существует натуральное число {\displaystyle n} такое, что любой граф с не менее чем {\displaystyle n} вершинами или его дополнение содержат {\displaystyle K_{r}}.
Удобно использовать раскраску в формулировке теоремы Рамсея:
- для любого полного графа {\displaystyle K_{r}} существует такой полный граф {\displaystyle K_{n}}, что любая его двуцветная раскраска ребёр содержит одноцветный {\displaystyle K_{r}}.

Число Рамсея — это наименьшее {\displaystyle n} для данного {\displaystyle r} в теореме Рамсея. Обозначение: {\displaystyle R(r)}.
Из стандартного доказательства теоремы Рамсея следует верхняя оценка числа Рамсея: {\displaystyle R(r)\leqslant 2^{2r-3}}. С помощью вероятностного метода можно найти нижнюю оценку: {\displaystyle R(r)\geqslant 2^{r/2}}.
Например, {\displaystyle R(3)=6}:
- из решения задачи Рамсея следует, что {\displaystyle R(3)\leqslant 6};
- докажем, что {\displaystyle R(3)>5}. Достаточно привести один пример графа с 5 вершинами, который не удовлетворяет теореме Рамсея для {\displaystyle K_{3}}. Это самодополнительный пятиугольник, показанный выше, имеет 5 вершин и не содержит треугольников, и также не содержит треугольников его дополнение, которое с ним совпадает;
- {\displaystyle R(3)\leqslant 6} и {\displaystyle R(3)>5}, то есть {\displaystyle R(3)=6}.

Иллюстрация формулы R(3) = 6. Красные рёбра — граф, синие — его дополнение
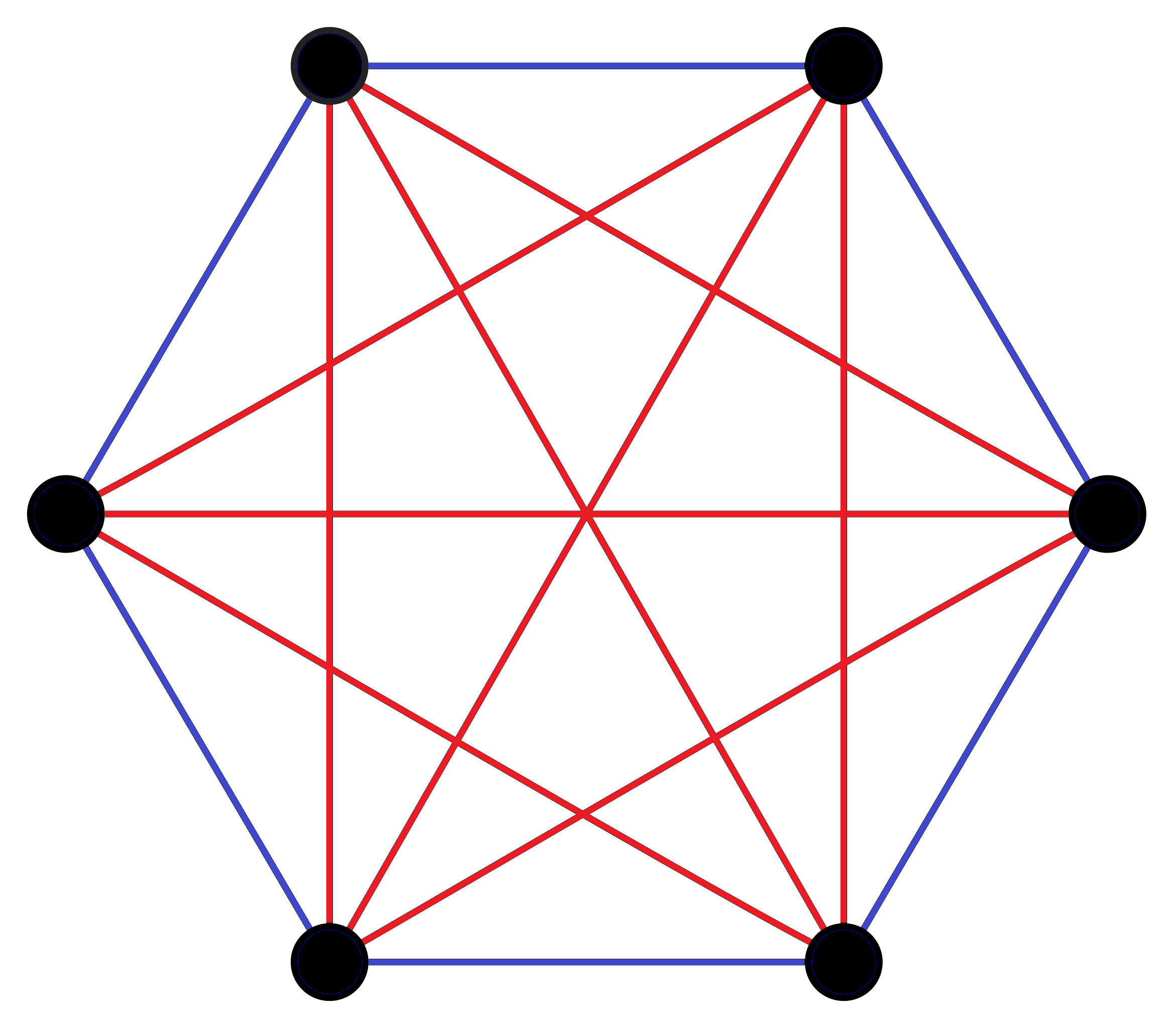
Граф с 6 вершинами, есть только красные треугольники
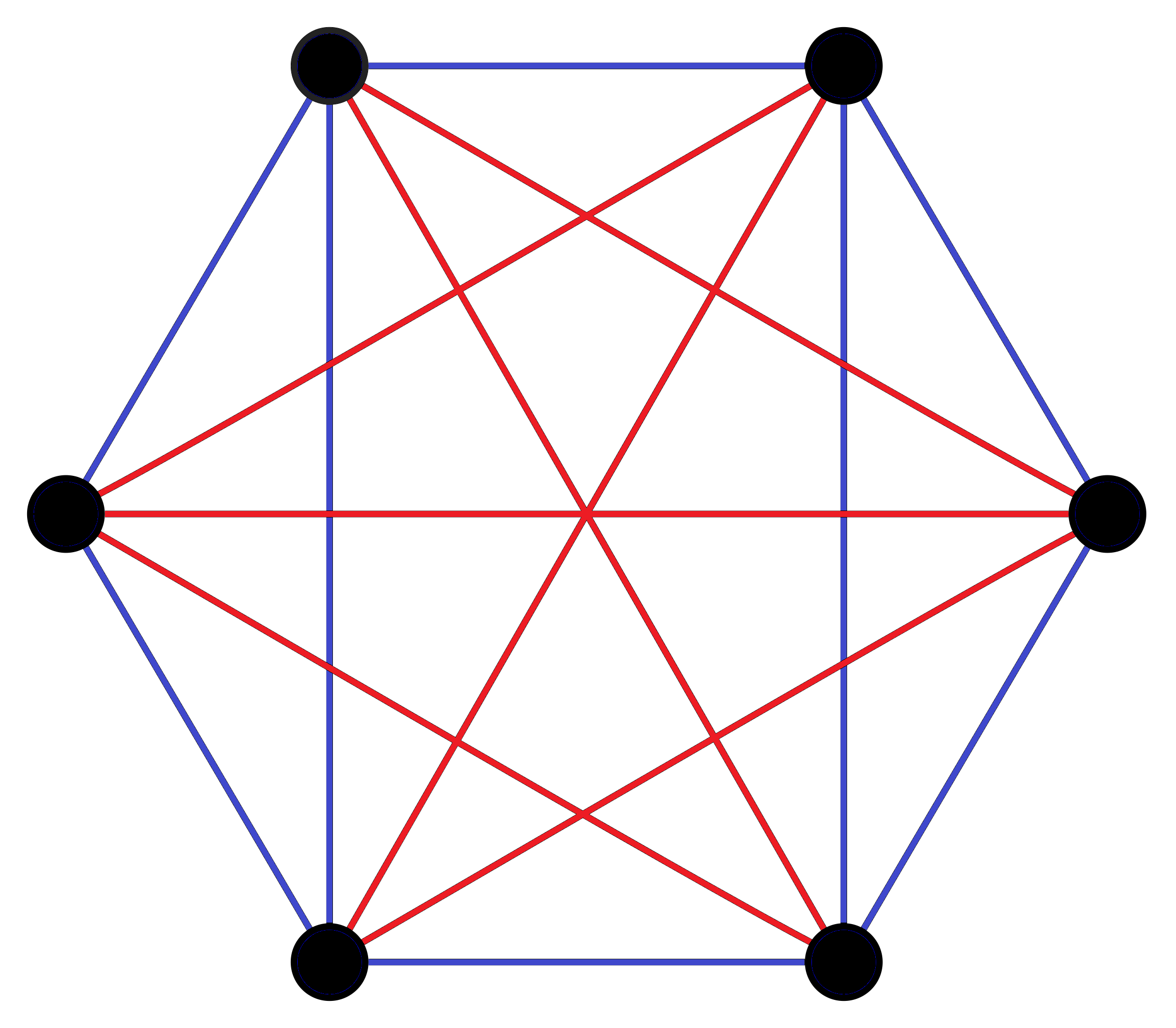
Граф с 6 вершинами, есть только синие треугольники
Граф с 5 вершинами, нет ни красных, ни синих треугольников

- Теорема Рамсея верна не только для полного графа {\displaystyle K_{r}}, но и для любого графа {\displaystyle H} просто потому, что {\displaystyle H} — подграф полного графа {\displaystyle K_{h}}, где {\displaystyle h} — число вершин {\displaystyle H}.

Число Рамсея любого графа {\displaystyle H} — это наименьшее натуральное число {\displaystyle n} такое, что любой {\displaystyle n}-вершинный граф или его дополнение содержат {\displaystyle H}. Обозначение: {\displaystyle R(H)}.
Если в графе мало рёбер, то он легче включается в другой граф, и можно ожидать {\displaystyle R(H)<R(h)=R(K_{h})}, где {\displaystyle h} — число вершин {\displaystyle H}.
Ещё немного обобщим.
Число Рамсея пары графов {\displaystyle H_{1}} и {\displaystyle H_{2}} — это наименьшее натуральное число {\displaystyle n} такое, что для любого {\displaystyle n}-вершинного графа либо сам граф содержит {\displaystyle H_{1}}, либо его дополнение содержит {\displaystyle H_{2}}. Обозначение: {\displaystyle R(H_{1},H_{2})}, для полных графов {\displaystyle R(K_{r},K_{s})\equiv R(r,s)}.
Ясно, что {\displaystyle R(H,H)=R(H)}, {\displaystyle R(r,r)=R(r)}.
Для большинства графов известны только очень грубые оценки для чисел Рамсея, точные нетривиальные числа Рамсея известны лишь для очень немногих графов.
Например, {\displaystyle R(3)=6}, {\displaystyle R(4)=18}, {\displaystyle R(3,4)=R(4,3)=9}, {\displaystyle R(4,5)=R(5,4)=25}.

Иллюстрация формулы R(3, 4) = 9. Красные рёбра — граф, синие — его дополнение
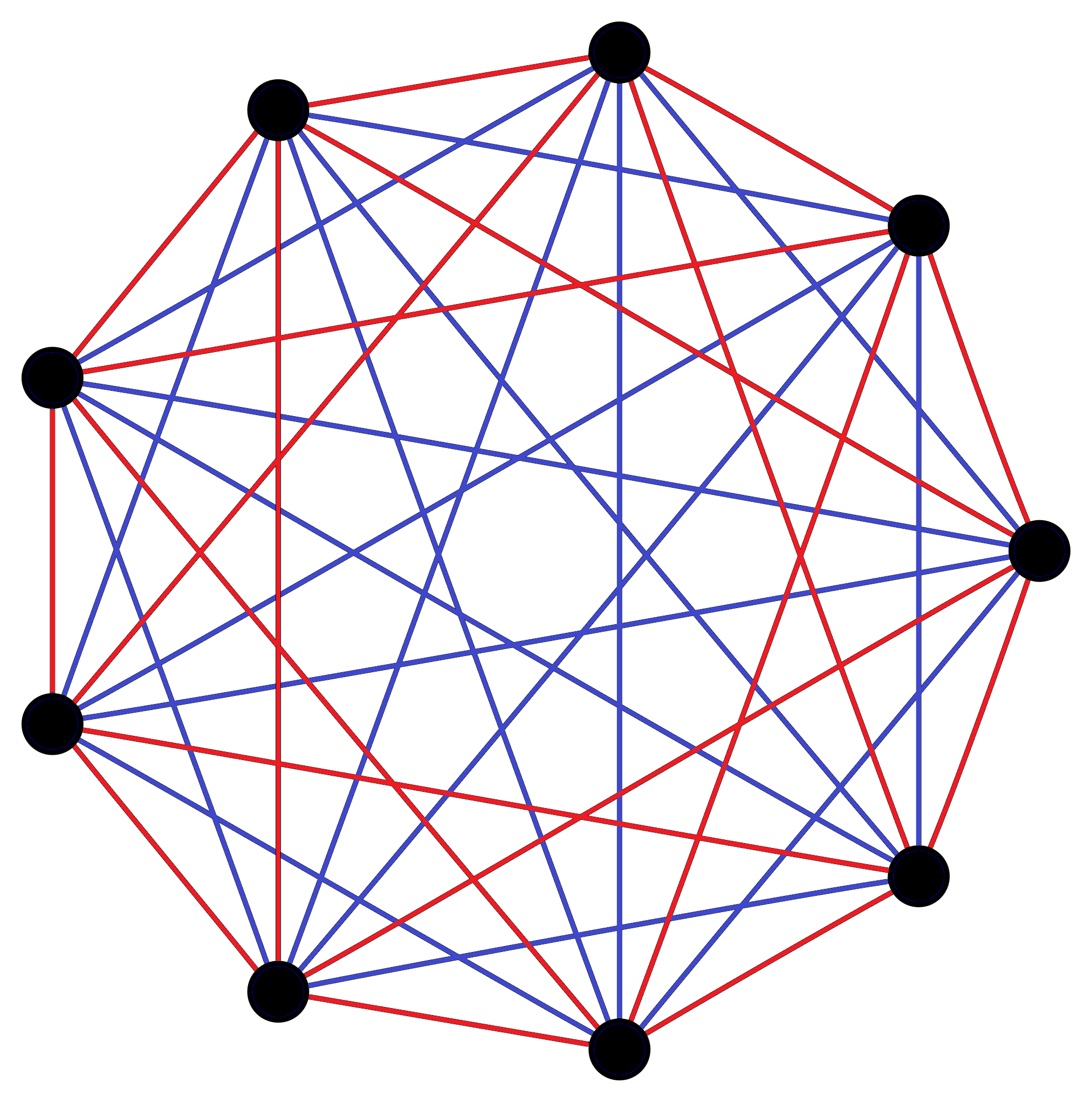
Граф с 9 вершинами, есть красные {\displaystyle K_{3}}, нет синих {\displaystyle K_{4}}
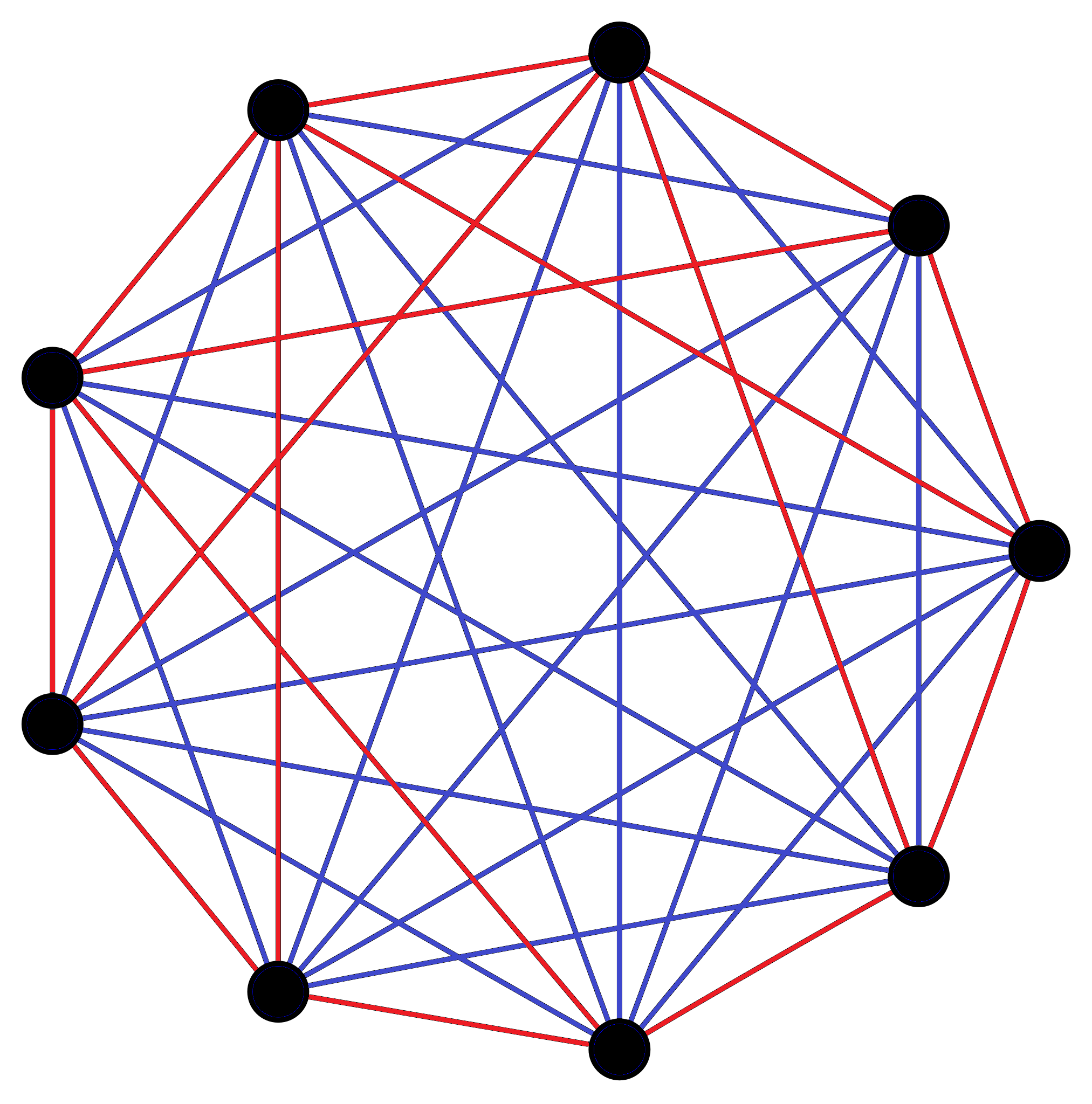
Граф с 9 вершинами, нет красных {\displaystyle K_{3}}, есть синие {\displaystyle K_{4}}
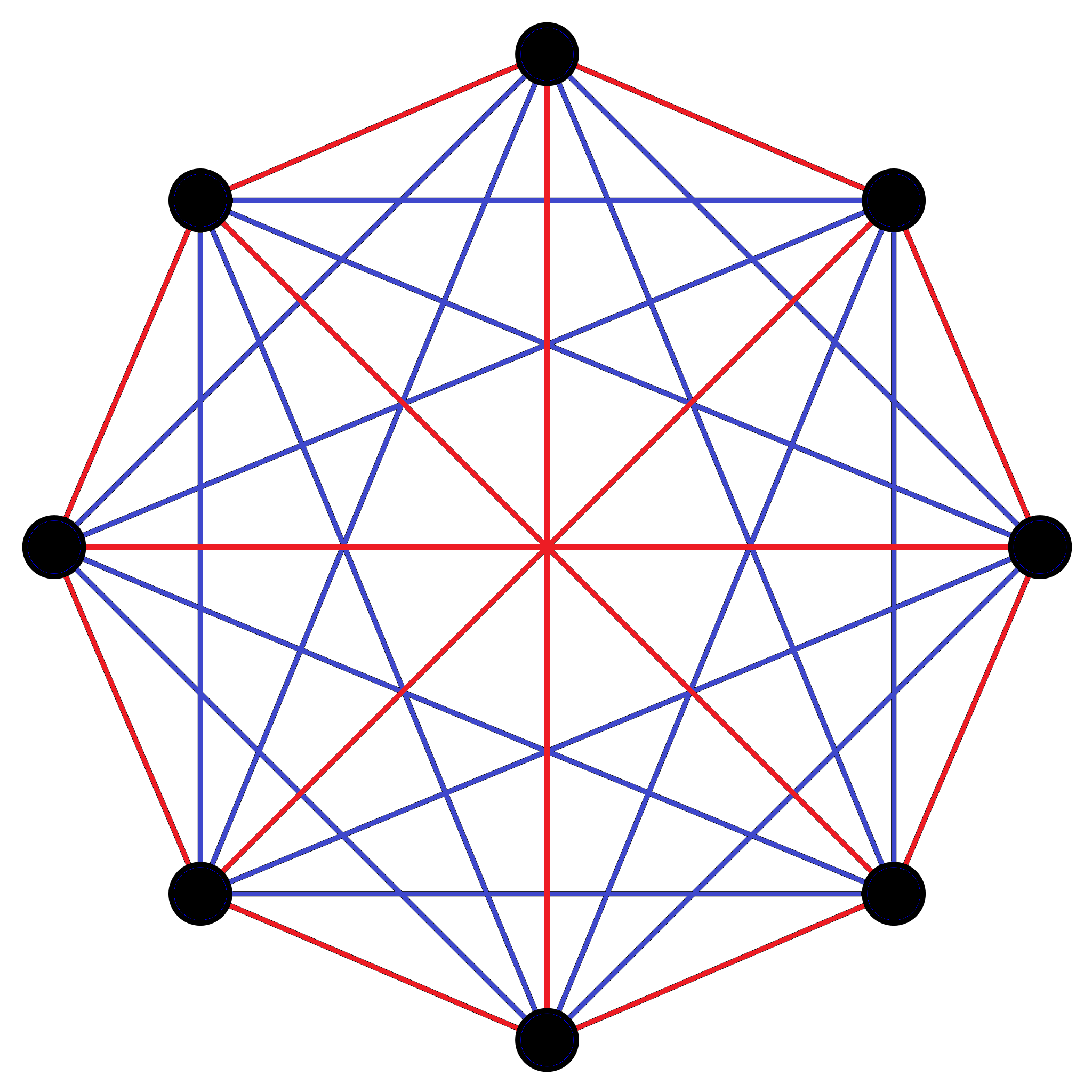
Граф с 8 вершинами, нет ни красных  {\displaystyle K_{3}}, ни синих {\displaystyle K_{4}}

### Гамильтоновы циклы (англ.Hamilton cycles)
Задача о том, содержит ли граф замкнутый маршрут, проходящий через каждое ребро в точности один раз, легко решается с помощью простой теоремы Эйлера (1736). Намного труднее решается такой же вопрос относительно вершин: когда граф содержит замкнутый маршрут, проходящий через каждую вершину в точности один раз?
- Гамильтонов цикл — это замкнутый маршрут, проходящий через каждую вершину графа в точности один раз.

Гамильтонов граф — это граф, который имеет гамильтонов цикл.
Ясно, что в каждую вершину гамильтонова графа входят по меньшей мере два ребра.

Примеры гамильтоновых циклов
Гамильтонов цикл на плоском додекаэдре
Гамильтонов цикл на объёмном додекаэдре

Теорема. Любой гамильтонов граф двусвязен.
То есть двусвязность — необходимое условие гамильтоновости. Не каждый двусвязный граф гамильтонов.

Примеры односвязных графов
Граф «Дротик» негамильтонов
Граф «Рыба» негамильтонов

- Тета-граф — это граф, который содержит только следующие вершины:

- две вершины, в которые входят по три ребра;
- вершины, в которые входят по два ребра.

То есть тета-граф имеет две вершины степени 3 и три непересекающиеся простые цепи, которые соединяют эти две вершины, длиной не менее 2 каждая.

Примеры тета-графов
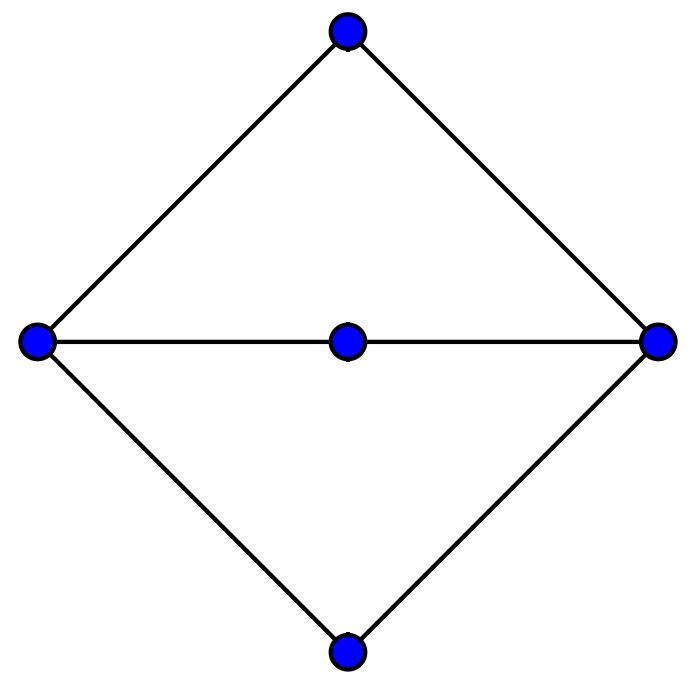
Простейший тета-граф — полный двудольный граф {\displaystyle K_{2,3}}
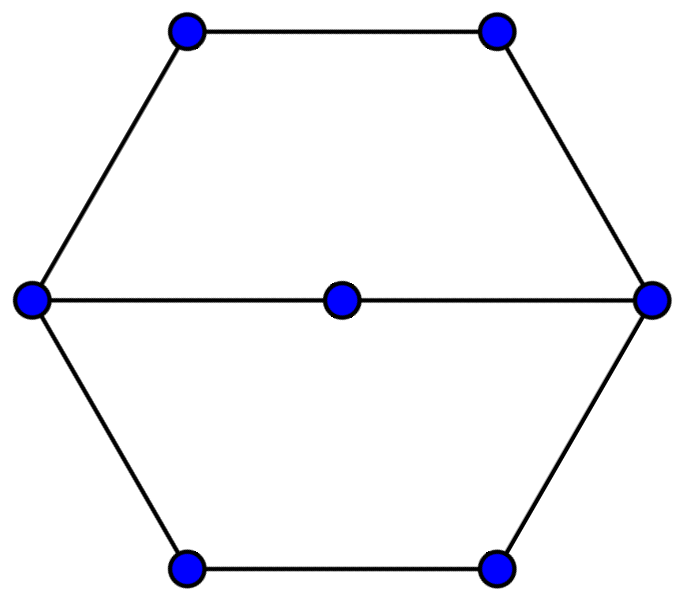
Тета-граф с 7 вершинами
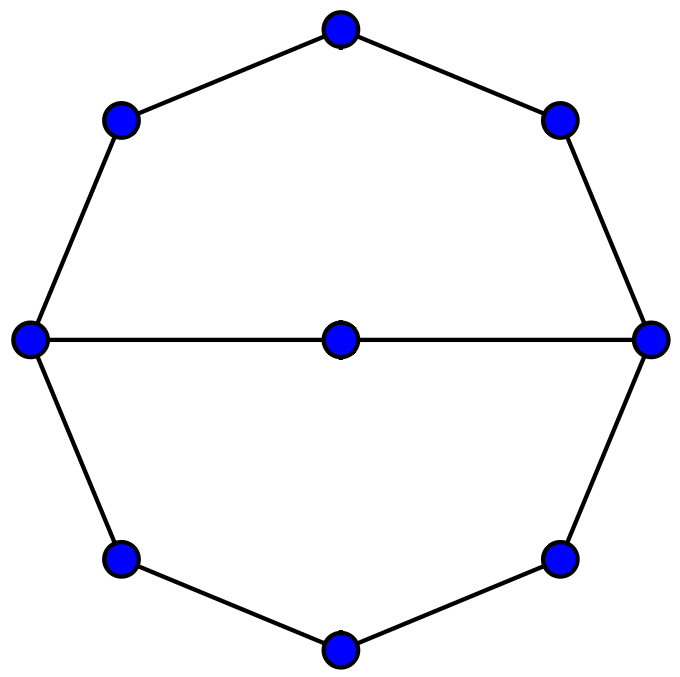
Тета-граф с 9 вершинами

Тета-граф негамильтонов. Простейший негамильтонов двусвязный граф — полный двудольный граф {\displaystyle K_{2,3}}.
Теорема. В каждом негамильтоновом двусвязном графе имеется тета-подграф.
То есть наличие тета-подграфа — необходимое условие негамильтоновости. Не каждый граф с тета-подграфом негамильтонов.
Простейший гамильтонов граф с тета-подграфом — полный двудольный граф {\displaystyle K_{2,3}} с добавленным ребром.

Простейшие гамильтоновы графы
Простейший гамильтонов граф
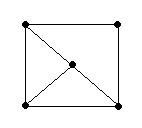
Простейший гамильтонов граф с тета-подграфом

- Выше были приведены некоторые необходимые условия гамильтоновости и негамильтоновости. Какие условия могут быть достаточными для гамильтоновости? Только несколько условий сразу.

Теорема (Дирак, 1952). Граф с {\displaystyle n\geqslant 3} вершинами гамильтонов, если:
1) минимальная степень {\displaystyle \delta } его вершин зависит от n;
2) {\displaystyle \delta \geqslant n/2}.
То есть {\displaystyle \delta \geqslant n/2} — достаточное условие гамильтоновости. Не для каждого гамильтонова графа выполняется это условие. Например, для простейшего гамильтонова графа с тета-подграфом условие не выполнено.
Кубический граф — это 3-регулярный граф, то есть граф, в каждой вершине которого сходится ровно 3 ребра.
Для планарных графов гамильтоновость связана с проблемой четырёх красок. Для доказательства теоремы о четырех красках достаточно доказать гипотезу Тэйта: любой 3-связный планарный кубический граф имеет гамильтонов цикл.
Гипотеза не подтвердилась. Первый контрпример был найден Таттом в 1946 году.

Контрпример гипотезе Тайта: граф Татта
3-связный планарный кубический граф без гамильтонова цикла

Теорема (Татт, 1956). Любой 4-связный планарный граф гамильтонов.

Примеры 4-связных планарных графов
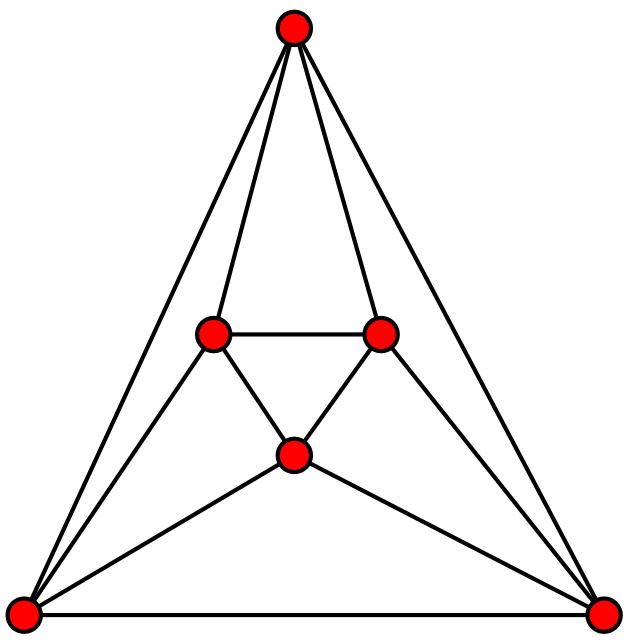
4-связный планарный граф: октаэдр
5-связный планарный граф: икосаэдр

### Случайные графы (англ.random graphs)
Вероятностный метод позволяет доказать существование объекта с заданным свойством следующим образом: 1) определяется вероятностное пространство на некотором большем классе объектов, заведомо непустом; 2) показывается, что искомое свойство выполняются для случайно выбранного элемента пространства с положительной вероятностью. Суть вероятностного метода в том, чтобы неконструктивно показать, что заданная раскраска существует или нет.
- Вероятностный метод хорошо иллюстрируется следующим примером: получим нижнюю оценку для числа Рамсея {\displaystyle R(k)}.

1. Построим вероятностное пространство. Случайно раскрасим полный граф {\displaystyle K_{n}}, то есть с равной вероятностью раскрасим каждое ребро {\displaystyle K_{n}} независимо в красный или синий цвет. Таким образом, вероятность для ребра {\displaystyle K_{n}} получить красный цвет равна {\displaystyle {\frac {1}{2}}=2^{-1}}, синий цвет — тоже {\displaystyle 2^{-1}}.
2. Определим на случайно раскрашенном {\displaystyle K_{n}} следующее событие: случайно выбранный полный подграф {\displaystyle K_{k}} монохромен, то есть либо красный, либо синий. Подграф {\displaystyle K_{k}} имеет {\displaystyle {k \choose 2}} рёбер, поэтому вероятность уже выбранного подграфа {\displaystyle K_{k}} оказаться красным равна {\displaystyle 2^{-{k \choose 2}}}, синим — тоже {\displaystyle 2^{-{k \choose 2}}}, монохромным — {\displaystyle 2^{-{k \choose 2}}+2^{-{k \choose 2}}=2^{1-{k \choose 2}}}.
Вероятность уже выбранного подграфа {\displaystyle K_{k}} быть одноцветным не зависит от {\displaystyle n}. Например, вероятность {\displaystyle K_{3}} быть одноцветным всегда равна
{\displaystyle 2^{1-{3 \choose 2}}=2^{1-{\frac {3!}{2!1!}}}=2^{1-{\frac {6}{2}}}=2^{-2}={\frac {1}{4}}},
вероятность {\displaystyle K_{4}} быть одноцветным всегда равна
{\displaystyle 2^{1-{4 \choose 2}}=2^{1-{\frac {4!}{2!2!}}}=2^{1-{\frac {24}{4}}}=2^{-5}={\frac {1}{32}}}.
3. Подсчитаем теперь вероятность случайно выбранного подграфа {\displaystyle K_{k}} оказаться монохромным. Выбрать подграф {\displaystyle K_{k}} в полном графе {\displaystyle K_{n}} можно {\displaystyle {n \choose k}} разными способами. Поскольку события оказаться монохромными для этих подграфов могут оказаться зависимыми друг от друга, то вероятность случайно выбранного в {\displaystyle K_{n}} подграфа {\displaystyle K_{k}} оказаться монохромным всего лишь не больше суммы их вероятностей {\displaystyle {n \choose k}2^{1-{k \choose 2}}}.
Например, вероятность {\displaystyle K_{3}} оказаться монохромным в {\displaystyle K_{3}} не больше
{\displaystyle {3 \choose 3}2^{1-{3 \choose 2}}={\frac {3!}{3!0!}}2^{1-{\frac {3!}{2!1!}}}=2^{1-{\frac {6}{2}}}=2^{-2}={\frac {1}{4}}},
вероятность {\displaystyle K_{3}} оказаться монохромным в {\displaystyle K_{4}} не больше
{\displaystyle {4 \choose 3}2^{1-{3 \choose 2}}={\frac {4!}{3!1!}}2^{1-{\frac {3!}{2!1!}}}=4\cdot 2^{1-{\frac {6}{2}}}=2^{2}2^{-2}=1}.
- Оценим число Рамсея снизу. Если {\displaystyle n} достаточно мало для данного {\displaystyle k}, то число Рамсея {\displaystyle R(k)>n}.

Лемма. Если {\displaystyle {n \choose k}2^{1-{k \choose 2}}<1}, то {\displaystyle R(k)>n}.
Доказательство. 1. Пусть {\displaystyle {n \choose k}2^{1-{k \choose 2}}<1}, то есть вероятность случайно выбранного в {\displaystyle K_{n}} подграфа {\displaystyle K_{k}} оказаться монохромным меньше 1.
2. Тогда вероятность всех подграфов {\displaystyle K_{k}} не оказаться монохромными больше нуля: {\displaystyle 1-{n \choose k}2^{1-{k \choose 2}}>0}.
3. Другими словами, существует 2-раскраска {\displaystyle K_{n}} без монохроматических {\displaystyle K_{k}}, то есть {\displaystyle R(k)>n}.
Теорема (Эрдёш, 1947). Для любого натурального {\displaystyle k\geqslant 3} число Рамсея {\displaystyle R(k)>2^{k/2}}.
Эта нижняя {\displaystyle R(k)>2^{k/2}} и верхняя {\displaystyle R(k)\leqslant 2^{2k-3}} оценки весьма близки.
Доказательство. 1. При {\displaystyle k=3} имеем:
{\displaystyle {n \choose k}={n \choose 3}={\frac {n!}{3!(n-3)!}}={\frac {n(n-1)(n-2)}{6}}<{\frac {n^{3}}{6}}},
{\displaystyle 2^{1-{k \choose 2}}=2^{1-{3 \choose 2}}=2^{1-{\frac {3!}{2!1!}}}=2^{-2}={\frac {1}{2^{2}}}}.
При всех {\displaystyle n\leqslant 2^{3/2}} имеем:
{\displaystyle {n \choose k}<{\frac {n^{3}}{6}}\leqslant {\frac {2^{9/2}}{6}}={\frac {2^{7/2}}{3}}},
{\displaystyle {n \choose k}2^{1-{k \choose 2}}<{\frac {2^{7/2}}{3}}{\frac {1}{2^{2}}}={\frac {2^{3/2}}{3}}<{\frac {2,83}{3}}<1}.
Теперь по лемме {\displaystyle R(3)>n} для всех {\displaystyle n\leqslant 2^{3/2}}, то есть {\displaystyle R(3)>2^{3/2}}.
2. Пусть теперь {\displaystyle k\geqslant 4}. Имеем:
{\displaystyle k!=1\cdot 2\cdot 3\cdot 4\cdot \,\dots \,\cdot k=2\cdot 2\cdot 3\cdot 2\cdot \,\dots \,\cdot k>2^{k}}.
При всех {\displaystyle n\leqslant 2^{k/2}} выкладки как при {\displaystyle k=3}:
{\displaystyle {n \choose k}2^{1-{k \choose 2}}={\frac {1}{k!}}{\frac {n!}{(n-k)!}}2^{1-{\frac {k!}{2!(k-2)!}}}<{\frac {n^{k}}{2^{k}}}2^{1-{\frac {k(k-1)}{2}}}\leqslant {\frac {2^{k^{2}/2}}{2^{k}}}2^{1-k^{2}/2+k/2}=}
{\displaystyle ={\frac {2^{1+k/2}}{2^{k}}}=2^{1-k/2}\leqslant 2^{1-4/2}={\frac {1}{2}}<1}.
Теперь по лемме {\displaystyle R(k)>n} для всех {\displaystyle n\leqslant 2^{k/2}}, то есть {\displaystyle R(k)>2^{k/2}}.
- Случайный граф — это подграф полного графа {\displaystyle K_{n}}, полученный случайным образом. Например, если все рёбра {\displaystyle K_{n}} случайным образом окрашены в красный или синий цвет, то случайным граф — это подграф, образованный всеми красными рёбрами. Ясно, что случайные графы — это независимые события. Обозначение: вероятность случайного графа {\displaystyle G} обозначается {\displaystyle P(G)}.

Случайная величина — это неотрицательное вещественное число, заданное на каждом случайном графе {\displaystyle G}. Например, это может быть число вершин случайного графа, связность, хроматическое число и так далее. Обозначение: {\displaystyle X(G)}.
Математическое ожидание, или среднее, случайной величины — это взвешенная сумма вероятностей всех случайных графов:
{\displaystyle E(X)=\sum P(G)X(G)}.
Математическое ожидание линейно, то есть равенства
{\displaystyle E(X+Y)=E(X)+E(Y)} и {\displaystyle E(\lambda X)=\lambda E(X)}
выполняются для любых двух случайных величин {\displaystyle X} и {\displaystyle Y} и любого вещественного числа {\displaystyle \lambda }.
Если математическое ожидание, то есть среднее значение случайной величины, мало, то случайная величина должна быть мала для многих случайных графов. Тогда естественно предположить, что среди последних существует граф с требуемым свойством. Эта идея лежит в основе неконструктивных доказательств существования. Количественное выражение этой идеи следующее.
Неравенство Маркова. Для любой случайной величины {\displaystyle X\geqslant 0} и любого вещественного числа {\displaystyle a>0} выполняется неравенство
{\displaystyle P(X\geqslant a)\leqslant {\frac {E(X)}{a}}}.
Доказательство. Очевидно, что (суммирование ведётся по всем случайным графам {\displaystyle G})
{\displaystyle E(X)=\sum \limits _{G}P(G)X(G)\geqslant \sum \limits _{G \atop X(G)\geqslant a}P(G)X(G)\geqslant }
{\displaystyle \geqslant \sum \limits _{G \atop X(G)\geqslant a}P(G)a=aP(X\geqslant a)}.

### Миноры, деревья и полный предпорядок (англ.minors, trees and well-quasi-ordering)
Одна из самых глубоких математических теорем, которая затмевает любую другую теорему теории графов — это теорема о минорах графа: любое бесконечное множество графов содержит два графа таких, что один есть минор другого. Ниже объясняются некоторые основные понятия на подступах к этой теореме, доказательство которой занимает 500 страниц.
- Предпорядок, или квазипорядок — это рефлексивное и транзитивное отношение на множестве. Обозначение: {\displaystyle \leqslant }.

Полный предпорядок, или правильный квазипорядок — это предпорядок, при котором любая бесконечная последовательность элементов множества содержит два предупорядоченных элемента, причём больший элемент следует в последовательности за меньшим. Другими словами, любая последовательность {\displaystyle x_{0},x_{1},x_{2},\dots } в множестве {\displaystyle X} содержит {\displaystyle x_{i}\leqslant x_{j}}, {\displaystyle i<j}.
Вполне предупорядоченные элементы — это элементы вполне предупорядоченного множества.
Теорема. Предпорядок на множестве тогда и только тогда полный, когда множество не содержит следующих бесконечных последовательностей элементов:
- с попарно несравнимыми элементами;
- строго убывающей, то есть последовательности {\displaystyle x_{0}>x_{1}>x_{2}>\dots }, где {\displaystyle x_{i}>x_{j}} означает {\displaystyle x_{i}\geqslant x_{j}} и {\displaystyle x_{i}\neq x_{j}}.

Примеры. 1. Отношение делимости {\displaystyle \,\vdots \,} на множестве натуральных чисел предупорядочено и даже частично упорядочено, но не вполне предупорядочено, поскольку бесконечная последовательность простых чисел не содержит предупорядоченной пары.
2. Отношение делимости на множестве целых чисел предупорядочено и не частично упорядочено (поскольку, например, {\displaystyle 2\,\vdots -2} и {\displaystyle -2\,\vdots \,2}, но {\displaystyle 2\neq -2}) и также не вполне предупорядочено.

Отношение делимости
Диаграмма Хассе отношения делимости натуральных чисел

- Подразбиение, или расширение, графа, или граф подразбиений — это граф, полученный из исходного делением рёбер вершинами.

Топологический минор графа — это граф, подразбиение которого есть подграф исходного графа.
Топологический минор сохраняет топологическую форму подграфа исходного графа.

Пример топологического минора
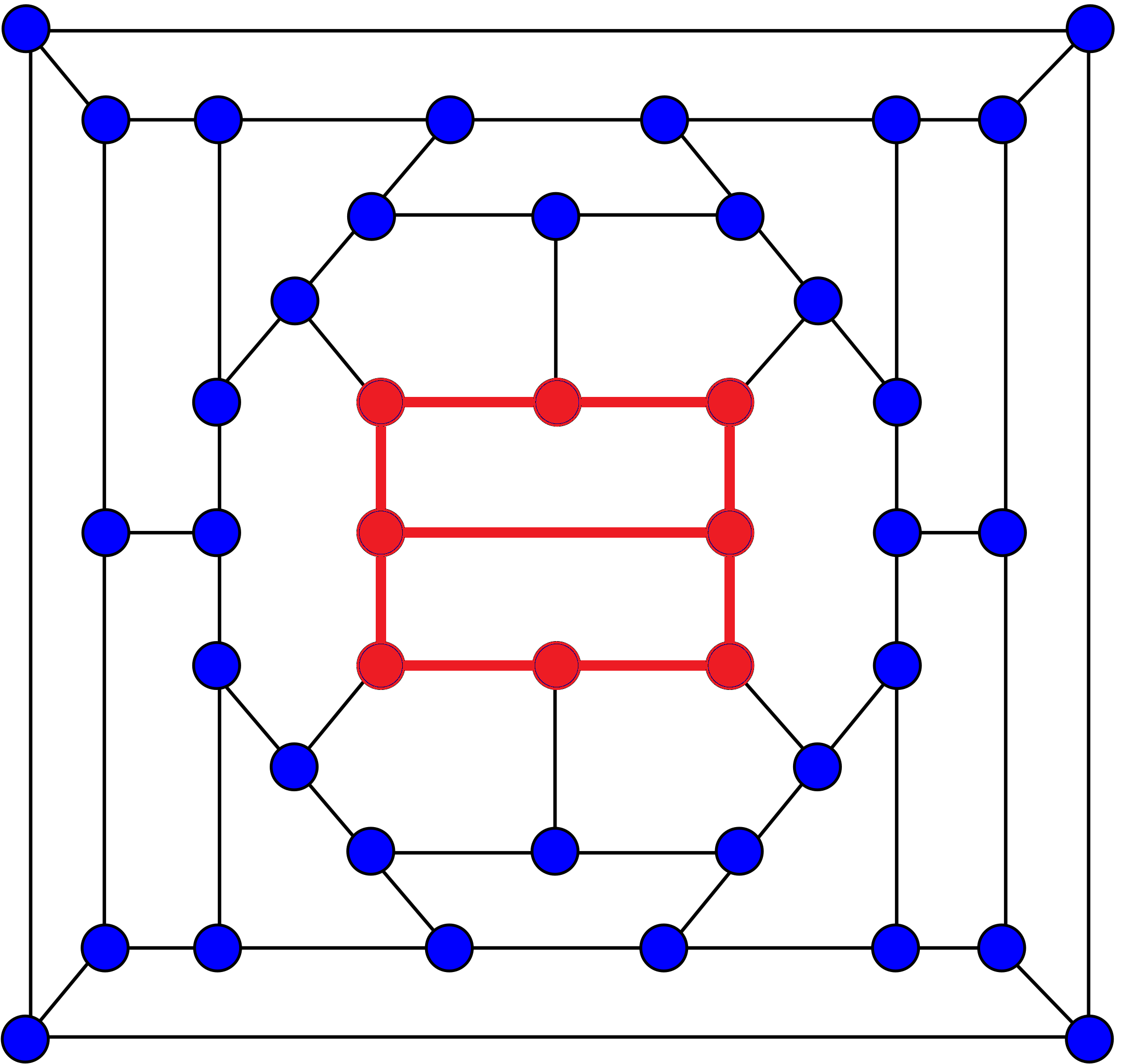
Исходный граф {\displaystyle G}
Подразбиение {\displaystyle H} — подграф {\displaystyle G}
Топологический минор {\displaystyle H} графа {\displaystyle G}

Минор графа — это граф, полученный из исходного графа удалением вершин и удалением и стягиванием рёбер. Обозначение отношения {\displaystyle X} — минор {\displaystyle Y}: {\displaystyle X\preccurlyeq Y}
Любой подграф графа — его минор. Любой граф — свой собственный минор.

Пример минора
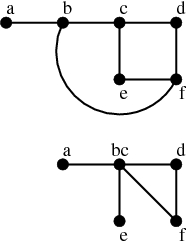
Минор получен удалением ef и стягиванием bc

Теорема. (i) Любой топологический минор графа есть также его (обычный) минор. Обратное в общем случае неверно.
(ii) Для графа, в каждую вершину которого входит не более 3 рёбер, любой минор есть топологический минор.
Теорема. На множестве всех конечных графов отношения быть минором {\displaystyle \preccurlyeq } и быть топологическим минором суть частичные порядки.

Диаграмма Хассе отношения быть (топологическим) минором
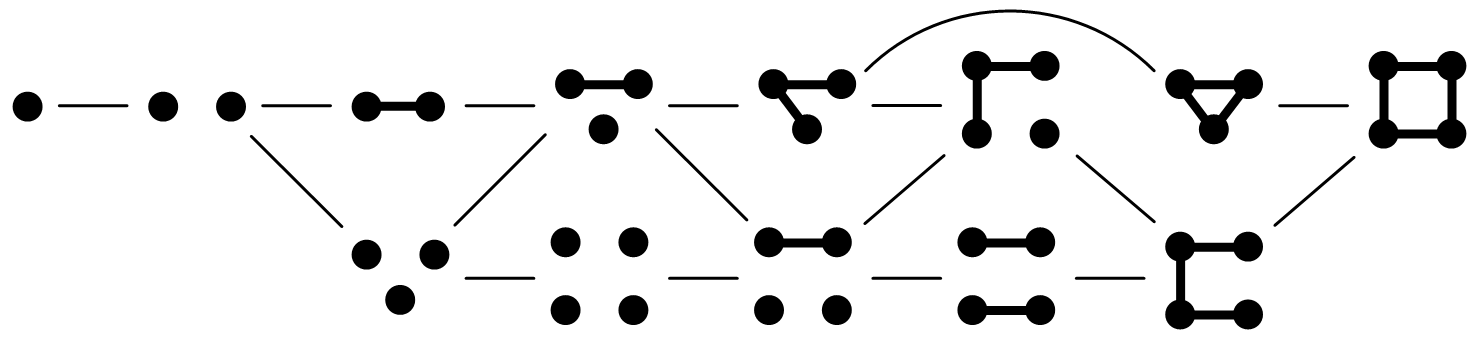
Отношение быть (топологическим) минором квадрата. Все миноры — подграфы, кроме треугольника. Треугольник получается из квадрата стягиванием вершины

- Запрещённый, или исключённый, минор для данного свойства графов — это граф, наличие которого как минора в графе говорит об отсутствии в последнем данного свойства.

По предыдущей теореме, множество запрещённых миноров замкнуто относительно взятия миноров: если граф {\displaystyle G} — запрещённый минор и {\displaystyle H\preccurlyeq G}, то граф {\displaystyle H} — тоже запрещённый минор.
Теорема. Свойство графов можно задать запрещёнными минорами тогда и только тогда, когда оно замкнуто относительно взятия миноров.
Свойства графов, замкнутые относительно взятия миноров, часто встречаются в теории графов. Наиболее известный пример дан теоремой Понтрягина — Куратовского: планарность задаётся запрещением миноров {\displaystyle K_{5}} и {\displaystyle K_{3,3}}.
Характеризация запрещёнными графами — это хорошая характеризация.
Хорошая характеризация — это характеризация свойства графов, упрощающая доказательство отсутствия этого свойства. Просто убедиться, что граф обладает некоторым свойством, достаточно изобразить граф определённым образом. Сложности возникают при доказательстве отсутствия свойства. Но, например, при наличии запрещённых миноров для свойства его отсутствие легко доказывается предъявлением какого-нибудь запрещённого минора.
Теорема. При наличии запрещённых миноров всегда существует единственное наименьшее их множество, элементы которого — миноры всех запрещённых миноров.
Ясно, что запрещённые миноры из наименьшего множества несравнимы по отношению {\displaystyle \preccurlyeq } быть минором. Следующая теорема утверждает, что любое множество несравнимых по {\displaystyle \preccurlyeq } графов конечно.
Теорема Робертсона — Сеймура (1986—2004). Конечные графы вполне предупорядочены по отношению {\displaystyle \preccurlyeq } быть минором.
Следствие. Любое свойство графов, замкнутое по взятию миноров, можно задать конечным множеством запрещённых миноров.
Сильный вариант этой теоремы для деревьев следующий.
Теорема (Краскал, 1960). Конечные деревья вполне предупорядочены по отношению быть топологическим минором.

Пример множества запрещённых миноров
Петерсеново семейство, запрещённые миноры для незацепленного вложения графа

### Немного линейной алгебры (англ.some linear algebra)
В основе простых циклов и рёберных разрезов графов лежит алгебраическая структура, достижение понимания которой делает возможным применение мощных и красивых методов линейной алгебры, которые приводят, в свою очередь, к более глубокому пониманию теории графов и соответствующих алгоритмов на графах.
- Пространство вершин графа — это множество всех подмножеств множества всех вершин графа, преобразованное в векторное пространство над 2-элементным полем {\displaystyle \{0,1\}.} Обозначение пространства вершин графа {\displaystyle G:{\mathcal {V}}(G).}

Вектор этого пространства — это подмножество вершин графа:
- сумма двух векторов определяется как сумма по модулю 2, или симметрическая разность, или кольцевая сумма, подмножеств;
- вектор противоположен сам себе;
- нуль-вектор — пустое множество вершин;
- базис векторного пространства составляют все одноэлементные подмножества — вершины графа. Поэтому размерность векторного пространства равна числу вершин графа.

| {\displaystyle \oplus } |  |  |  |  |  |  |  |  |  |  |  |  |  |  |  |  |
| ----------------------- |  |  |  |  |  |  |  |  |  |  |  |  |  |  |  |  |

Пространство рёбер графа — это множество всех подмножеств множества всех рёбер графа, преобразованное в векторное пространство над 2-элементным полем {\displaystyle \{0,1\}.}  Обозначение пространства рёбер графа {\displaystyle G:{\mathcal {E}}(G).}
Полностью аналогично пространству вершин.
Структуру графа задают его рёбра, поэтому обычно имеют дело с пространством рёбер.
Ниже показана таблица сложения по модулю 2 векторов пространства рёбер {\displaystyle {\mathcal {E}}(C_{4})} циклического графа {\displaystyle C_{4}}. Элементы подпространства разрезов {\displaystyle {\mathcal {B}}(C_{4})} находятся внутри синих рамок, три элемента одного из базисов этого подпространства выделены синим. Подпространство циклов {\displaystyle {\mathcal {C}}(C_{4})} в данном случае есть подпространство подпространства разрезов и состоит из двух элементов: пустого множества и графа {\displaystyle C_{4}}; его элементы выделены голубым.
|                       |                                                                                    |                                                                                    |                                                                                    |                                                                                    |                                                                                    |                                                                                    |      |
| Синее остовное дерево | Шесть бондов (минимальных разрезов). Три элемента одного из базисов выделены синим | Шесть бондов (минимальных разрезов). Три элемента одного из базисов выделены синим | Шесть бондов (минимальных разрезов). Три элемента одного из базисов выделены синим | Шесть бондов (минимальных разрезов). Три элемента одного из базисов выделены синим | Шесть бондов (минимальных разрезов). Три элемента одного из базисов выделены синим | Шесть бондов (минимальных разрезов). Три элемента одного из базисов выделены синим | Цикл |

| {\displaystyle \oplus } |  |  |  |  |  |  |  |  |  |  |  |  |  |  |  |  |
| ----------------------- |  |  |  |  |  |  |  |  |  |  |  |  |  |  |  |  |

- Пространство циклов графа — это подпространство пространства рёбер графа, которое порождается всеми простыми циклами графа. Обозначение пространства циклов графа {\displaystyle G:{\mathcal {C}}(G).}

Другими словами, пространство циклов натянуто на простые циклы, то есть состоит из:
- пустого множества;
- всех простых циклов графа;
- всех сумм по модулю 2 простых циклов графа.

Теорема. Пространство циклов порождается также циклами без хорд.
Цикломатическое число, или циклический ранг, графа — это размерность пространства циклов графа.
Теорема. Цикломатическое число связного графа равно числу хорд любого остовного дерева графа, то есть равно {\displaystyle m-n+1}, где {\displaystyle m} — число рёбер графа, {\displaystyle n} — число вершин.
Ниже показана таблица сложения по модулю 2 векторов пространства циклов {\displaystyle {\mathcal {C}}(G)} даного графа {\displaystyle G}, показанного ниже вместе с остовным деревом. Три элемента одного из базисов этого пространства выделены синим.
|                                         |                                                                                   |                                                                                   |                                                                                   |                                                                                   |                                                                                   |                                                                                   |
| Остовное дерево графа {\displaystyle G} | Шесть простых циклов данного графа. Три элемента одного из базисов выделены синим | Шесть простых циклов данного графа. Три элемента одного из базисов выделены синим | Шесть простых циклов данного графа. Три элемента одного из базисов выделены синим | Шесть простых циклов данного графа. Три элемента одного из базисов выделены синим | Шесть простых циклов данного графа. Три элемента одного из базисов выделены синим | Шесть простых циклов данного графа. Три элемента одного из базисов выделены синим |

| {\displaystyle \oplus } |  |  |  |  |  |  |  |  |
| ----------------------- |  |  |  |  |  |  |  |  |

- Пространство разрезов, или бондов, графа — это подпространство пространства рёбер графа, которое порождается пустым множеством и всеми минимальными разрезами графа. Обозначение пространства бондов графа {\displaystyle G:{\mathcal {B}}(G).}

Другими словами, пространство разрезов натянуто на минимальные разрезы, то есть состоит из:
- пустого множества;
- всех минимальных разрезов графа;
- всех сумм по модулю 2 минимальных разрезов графа.

Теорема. Пространство разрезов порождается также разрезами, одно из двух множеств разбиения которых — изолированная вершина.
Ранг разрезов графа — это размерность пространства разрезов графа.
Теорема. Ранг разрезов связного графа равен числу рёбер любого остовного дерева графа, то есть равен {\displaystyle n-1}, где {\displaystyle n} — число вершин графа.
Ниже показана таблица сложения по модулю 2 векторов пространства разрезов {\displaystyle {\mathcal {B}}(G)} даного графа {\displaystyle G}, показанного ниже вместе с остовным деревом. Четыре элемента одного из базисов этого пространства выделены синим.
|                                         | | | | | | | | | | |
| Остовное дерево графа {\displaystyle G} | Десять бондов (минимальных разрезов) данного графа. Четыре элемента одного из базисов выделены синим | Десять бондов (минимальных разрезов) данного графа. Четыре элемента одного из базисов выделены синим | Десять бондов (минимальных разрезов) данного графа. Четыре элемента одного из базисов выделены синим | Десять бондов (минимальных разрезов) данного графа. Четыре элемента одного из базисов выделены синим | Десять бондов (минимальных разрезов) данного графа. Четыре элемента одного из базисов выделены синим | Десять бондов (минимальных разрезов) данного графа. Четыре элемента одного из базисов выделены синим | Десять бондов (минимальных разрезов) данного графа. Четыре элемента одного из базисов выделены синим | Десять бондов (минимальных разрезов) данного графа. Четыре элемента одного из базисов выделены синим | Десять бондов (минимальных разрезов) данного графа. Четыре элемента одного из базисов выделены синим | Десять бондов (минимальных разрезов) данного графа. Четыре элемента одного из базисов выделены синим |

| {\displaystyle \oplus } |  |  |  |  |  |  |  |  |  |  |  |  |  |  |  |  |
| ----------------------- |  |  |  |  |  |  |  |  |  |  |  |  |  |  |  |  |

## Применение теории графов
Уже в XIX веке графы применялись при проектировании электрических цепей и молекулярных схем; математические развлечения и головоломки — тоже часть теории графов.
- Задача о кёнигсбергских мостах. Пройти по всем мостам центра старого Кёнигсберга по одному разу. Решена Леонардом Эйлером в публикации, датированной 1736 годом, это первый результат теории графов (первая теорема в той же публикации — сумма степеней вершин графа равна удвоенному числу его рёбер)[16][106][12][107][21][108][109][13][110].

Иногда эту задачу переносят на систему мостов других городов. Например, была опубликована задача о 17 мостах устья Невы города Ленинграда 1940 года.
- Проблема четырёх красок — можно ли любую карту окрасить в четыре цвета так, чтобы смежные страны имели различные цвета? Сформулирована в 1852 году, в 1977 году опубликовано (анонсировано в 1976) первое общепринятое положительное доказательство с использованием компьютера[111][112][113][114][115][116][117].
- Задача о домино. Все 28 костей игры в домино должны соединиться в непрерывную (простую) цепь так, чтобы граничащие половинки двух камней имели одно и то же число. Так как наличие дублей задачу не усложняет, задача о домино ставится также для 21 кости (без дублей) без потери общности[21][22][118].
- Задача о лабиринте. Войти в произвольный лабиринт и пройти по всем его коридорам[119][120].
- Задача о трёх домах и трёх колодцах. Проложить непересекающиеся дорожки от каждого из трёх домов к каждому из трёх колодцев. Эта задача, как и задача о кёнигсбергских мостах, решения не имеет[121].
- Задача о ходе коня. Обойти конём шахматную доску, посетив каждую клетку ровно один раз с возвратом на исходную клетку[122].
- Задача о назначениях. Пусть компании требуется несколько различных видов работ, причём каждый сотрудник подходит только для некоторых из них и может выполнять не более одной работы за раз. Как следует распределять задания, чтобы выполнять максимальное количество заданий одновременно? Решить задачу помогает двудольный граф, в котором вершины одной доли — сотрудники, другой — рабочие места, и каждое ребро — подходящее назначение на работу[123].

К теории графов также относится целый ряд математических проблем, не решённых на сегодняшний день.